# Turismo

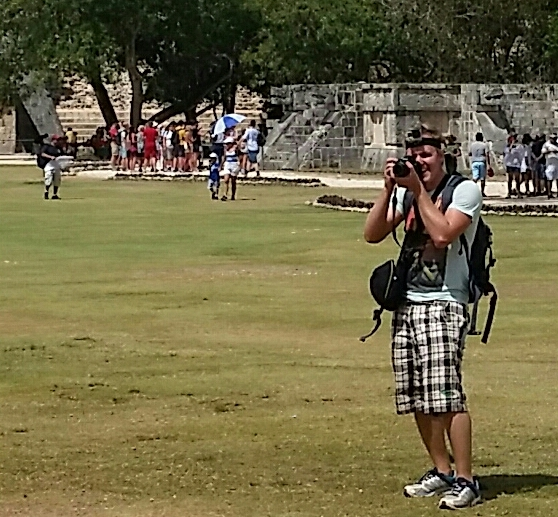
Turista tomando una foto.

Turismo es un término que comprende las actividades que realizan las personas durante sus viajes y estancias en lugares distintos a su entorno habitual durante un período de tiempo inferior a un año, con fines de ocio, negocios u otros. Si no se realiza pernoctación, se consideran «excursiones». Turistas y excursionistas forman el total de «visitantes».
El concepto de competitividad turística comprende dos enfoques: el de producto y el netamente empresarial. La competitividad del producto es la capacidad de que un atractivo turístico conjugue a su alrededor unas condiciones que lo diferencien y lo hagan ofertable con posibilidades de venta. Por consiguiente, la competitividad del producto se refiere no solo a la calidad del recurso turístico en sí, sino también a los factores que lo diferencian y que lo hacen deseable para los turistas. Entre estos factores se incluye la accesibilidad, la infraestructura, la planta turística, la relación calidad/precio, la seguridad, la imagen y la calidad de la superestructura.
El turismo puede ser doméstico, también llamado nacional (turistas dentro de su propio país de residencia) o internacional. Este último sirve como importante fuente de ingresos en muchos países y regiones, cuya economía se basa en gran parte en el turismo. En 2015 hubo 1187 millones de desplazamientos turísticos internacionales, siendo los países más visitados Francia (84 millones de turistas), Estados Unidos (77 millones), España (68 millones), China (56 millones) e Italia (46 millones).

## Etimología
La etimología del término «turismo» ha quedado sujeta a una discrepancia. Tres escuelas teóricas se debaten respecto a su origen. La escuela semítica, encabezada por Arthur Houlot, sugiere el que origen etimológico del vocablo deriva del arameo antiguo, donde la palabra tur usada en el Talmud hace referencia al peregrinaje de Moisés por tierras del Canaán.
La escuela francesa, encabezada por Neil Leiper, basa su interpretación en el primer viaje organizado por la familia La Tour en el siglo XVIII para atraer a la Europa continental a comerciantes británicos. Asimismo, la palabra turismo tiene relación con la palabra "tourner" (dar vueltas), se cree que, a partir de esta raíz, se ha adaptado el sustantivo "turiste", en la Francia del siglo XIX,
Por su parte, la escuela inglesa pone su foco en el término proveniente del sajón antiguo torn, usado por los campesinos sajones en el siglo XII, que denota la forma de viaje en círculos. La palabra torn da origen también a torn-us (los que damos vueltas) y torn-are (dar vueltas), origen de la palabra «torneo». Durante la latinización del idioma inglés en el siglo XIX, los términos er y are fueron reemplazados por isme e iste, respectivamente, dando lugar a tourism y tourist.
Cabe mencionar que los registros históricos de la palabra tourism en idioma inglés se remontan a 1772 en el texto literario de Ralph Griffiths.

## Definiciones
A comienzos de la década de 1930, uno de los primeros teóricos de la Escuela Alemana de los estudios en Turismo, Arthur Borman define el turismo como el conjunto de viajes realizados por placer o por motivos comerciales y otros análogos, durante los cuales la ausencia de la residencia habitual es temporal. No son turismo los viajes realizados para trasladarse al lugar de trabajo.
Según la OMT un visitante (interno, receptor o emisor) se clasifica como turista (o visitante que pernocta), si su viaje incluye una pernoctación, o como visitante del día (o excursionista) en caso contrario. Es decir, un excursionista es aquella persona que visita un destino pero no pernocta en él.
Los pioneros teóricos en Turismo, Walter Hunziker y Kurt Krapf, dicen en 1942 que «El turismo es el conjunto de relaciones y fenómenos producidos por el desplazamiento y permanencia de personas fuera de su domicilio, en tanto que dichos desplazamientos y permanencia no están motivados por una actividad lucrativa». Tanto Hunziker como Krapf provienen de la escuela de St. Gallen (Suiza) la cual proponía la idea de estudiar al turismo como un mecanismo centrado en la reproducción socio-económica de una sociedad. El consumo turístico refleja los valores cultuales de una sociedad.
El término «turismología» surgió en la década de 1960, fue el pensador yugoslavo Živadin Jovičić {geógrafo en su formación académica} el científico considerado «padre de la turismología», quien se encargó de popularizarlo al fundar la revista del mismo nombre en 1972. Jovicic consideraba que ninguna de las ciencias existentes podía realizar el estudio del turismo en toda su dimensión, por considerar que sus aportaciones son unilaterales. Esto lo permitiría la creación de una ciencia independiente, la turismología.
En la década de 1990, La Organización Mundial del Turismo (OMT) define al Turismo como "El turismo comprende las actividades que realizan las personas
durante sus viajes y estancias en lugares distintos al de su entorno habitual, por un período de tiempo consecutivo inferior a un año con fines
de ocio, por negocios y otros".
Hacia finales del siglo XX, el profesor Jafar Jafari entiende al turismo como un fenómeno interdisciplinar, que implica una relación compleja entre perspectivas de la Economía, Educación, Geografía, Historia, Hospitalidad, Derecho, Ocio y Recreación, Marketing, Ciencia Política, Psicología, Religión, Sociología, Transporte, Planificación Urbana y Regional, Agricultura, Antropología, Negocios y Ecología. En su trabajo académico, también afirma que el "turismo es más que un arte —es una táctica para atraer, trasportar, recibir, dar acomodo, entretener y servir al turista. El turismo se ha convertido en una ciencia— una dialéctica de estudio, análisis y conexión con todas las estructuras que lo influyen y son influidas por él", asegurando que representa «el mayor movimiento pacífico de población en tiempo de paz de la historia de la humanidad».
En su clásica publicación académica de 1997, el epistemólogo del Turismo de la Universidad de Surrey  John Tribe define al turismo como "el conjunto de fenómenos y relaciones surgidas de la interacción en regiones generadoras y anfitrionas, de turistas, proveedores de negocios, gobiernos, comunidades y ambientes". Por su parte, Eric Cohen sugiere que el turismo debe ser comprendido como un ritual de pasaje cuyo componente representativo es la evasión, el descanso, y el factor lúdico.
Por otro lado, en su artículo académico de 2007, el profesor de la Universidade de São Paulo Alexandre Panosso Netto argumenta que "el turismo es experiencia, en el momento en que construye ese "ser" turista", y que "las impresiones internas de esa acción no se forman sólo en el viaje o en el desplazamiento propiamente dicho, sino también son vividas en los momentos que anticipan el acto del turismo y en los momentos que prosiguen después que el "ser" turista ha emprendido su viaje.
Algunos autores como Maximiliano Korstanje definen al turismo como un ritual de pasaje que no sólo alivia las frustraciones cotidianas sino que afianzan la pertenencia del sujeto a su sociedad. En tal sentido, la evasión y el elemento onírico son dos factores importantes que explican la conformación del turismo como un ritual que excede al capitalismo moderno. Diferentes sociedades, y culturas, han practicado algo parecido al turismo a lo largo de la historia. La función principal del turismo es evitar la fragmentación social. Eric Cohen define al turismo como un viaje sagrado donde el sujeto emula ser quien en realidad no es ni nunca será. Por ese motivo, la motivación central de todo turista se asocia al patrón lúdico.

## Licenciado en turismo
La carrera de Turismo se dicta en diferentes sitios, algunos países la ofrecen como un título intermedio, como técnico o se puede extender la cursada para alcanzar la licenciatura. Básicamente esta diferencia en el título obtenido es lo que varía la cantidad de años que durará la carrera, puede ser entre 3 o 4 años.
El campo laboral en turismo abarca desde la planificación de destinos hasta la gestión hotelera. Estudiar esta carrera permite desarrollar habilidades clave para crear experiencias inolvidables para los viajeros y contribuir al desarrollo sostenible. Los licenciados en turismo no solo organizan viajes, sino que también innovan, emprenden y promueven el patrimonio cultural y natural. Su versatilidad abre puertas a diversas áreas de oportunidad, haciendo de esta profesión una opción dinámica y emocionante para quienes desean explorar nuevas vías en la industria del turismo.

## Licenciatura en turismo
El programa de la Licenciatura en Turismo refleja cuán variado y dinámico es el sector turístico y enseña todos los aspectos de gestión y de negocios, así como temas como la integración social, la innovación y la sostenibilidad. Esta carrera está diseñada para prepararte para ejercer una posición en la gestión y la responsabilidad en el negocio del turismo. En ella se estudia todo acerca del turismo, el funcionamiento de las empresas turísticas, el comportamiento de los turistas y el impacto de los visitantes en un país. Así, podrás investigar a fondo la industria turística, para que puedas entrar en él con una sólida comprensión de cómo ha crecido, cómo funciona y cómo se sigue desarrollando.
Muchas de las carreras de Turismo que se brindan están relacionadas también a la administración hotelera, por lo que brindan no solo conocimientos de diversos destinos turísticos sino también los conceptos contables y organizativos necesarios para dominar ese ámbito. Por tal motivo, esta carrera le permite al estudiante insertarse en diferentes campos laborales. Por otro lado, las salidas turísticas tienen distintas actividades, se puede abocar al ecoturismo, turismo aventura, al deportivo. Las tareas varían dependiendo la meta de cada estudiante, desde guiar a un grupo turístico, administrar un hotel o salidas históricas del mismo, crear o manejar una entidad turística de viajes y excursiones.

## Evolución histórica
El turismo como tal, nace en el siglo XIX, como una consecuencia de Revolución industrial, con desplazamientos cuya intención principal es el ocio, descanso, cultura, salud, negocios o relaciones familiares. Estos movimientos se diferencian por su finalidad de otros tipos de viajes motivados por guerras, movimientos migratorios, conquista, comercio, entre otros. No obstante el turismo no tiene antecedentes históricos claros.

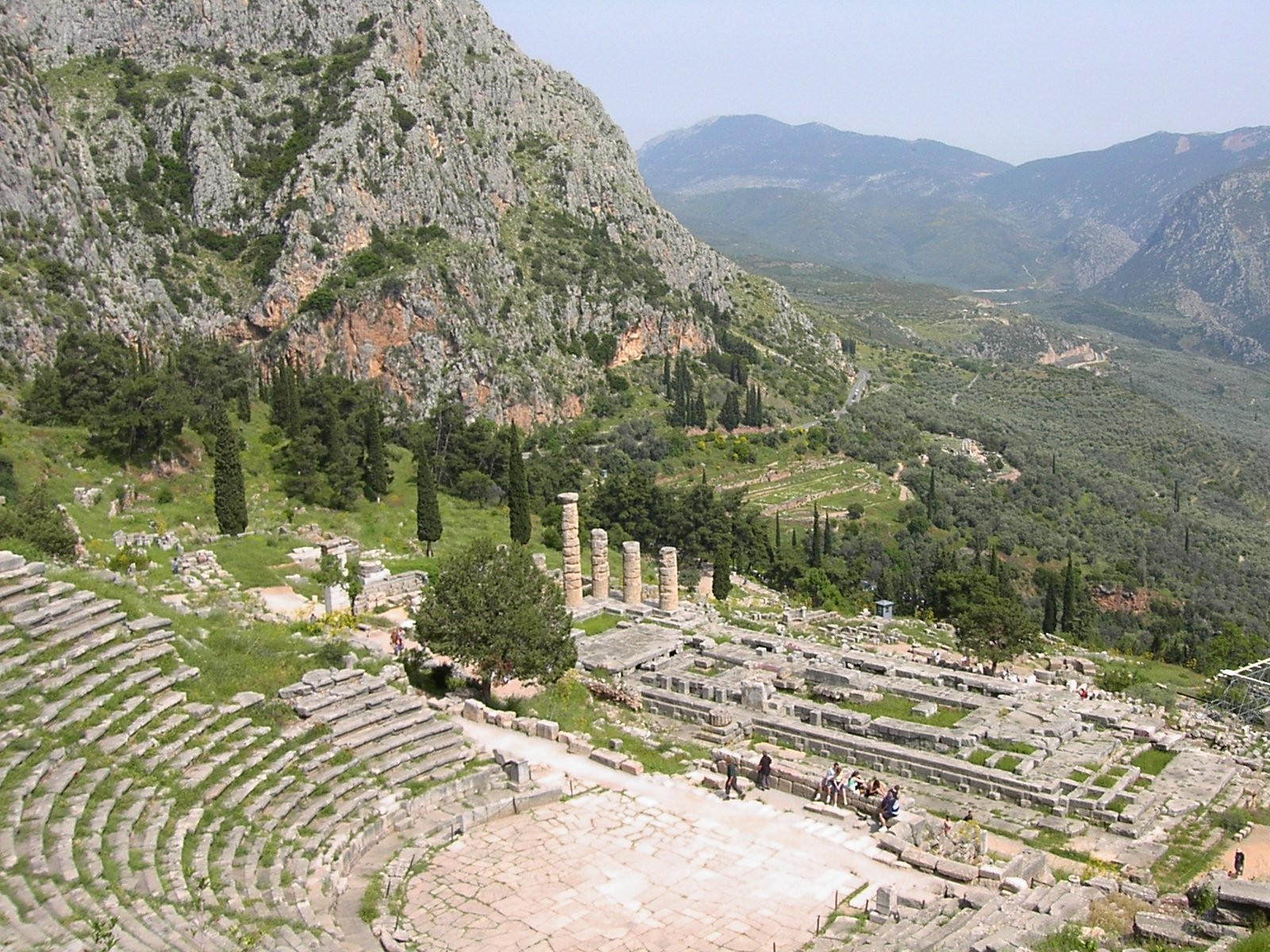
Ruinas del Teatro y Templo de Apolo en Delfos, Grecia.

### Edad Antigua
En la Grecia clásica se daba gran importancia al ocio, y el tiempo libre lo dedicaban a la cultura, diversiones, religión y deporte.
Los desplazamientos más destacados eran los que realizaban con motivo de asistir a los Juegos Olímpicos Antiguos en la ciudad de Olimpia, a las que acudían miles de personas y donde se mezclaban religión y deporte. También existían peregrinaciones religiosas, como las que se dirigían a los oráculos de Delfos y de Dódona.
Durante el Imperio romano los romanos frecuentaban aguas termales (termas de Caracalla), eran asiduos de grandes espectáculos, como los teatros, y realizaban desplazamientos habituales hacia la costa (muy conocido es el caso de una villa de vacaciones a orillas del mar).
Estos viajes de placer fueron posibles debido a tres factores fundamentales: la Paz romana, el desarrollo de importantes vías de comunicación y la prosperidad económica que posibilitó a algunos ciudadanos medios económicos y tiempo libre.

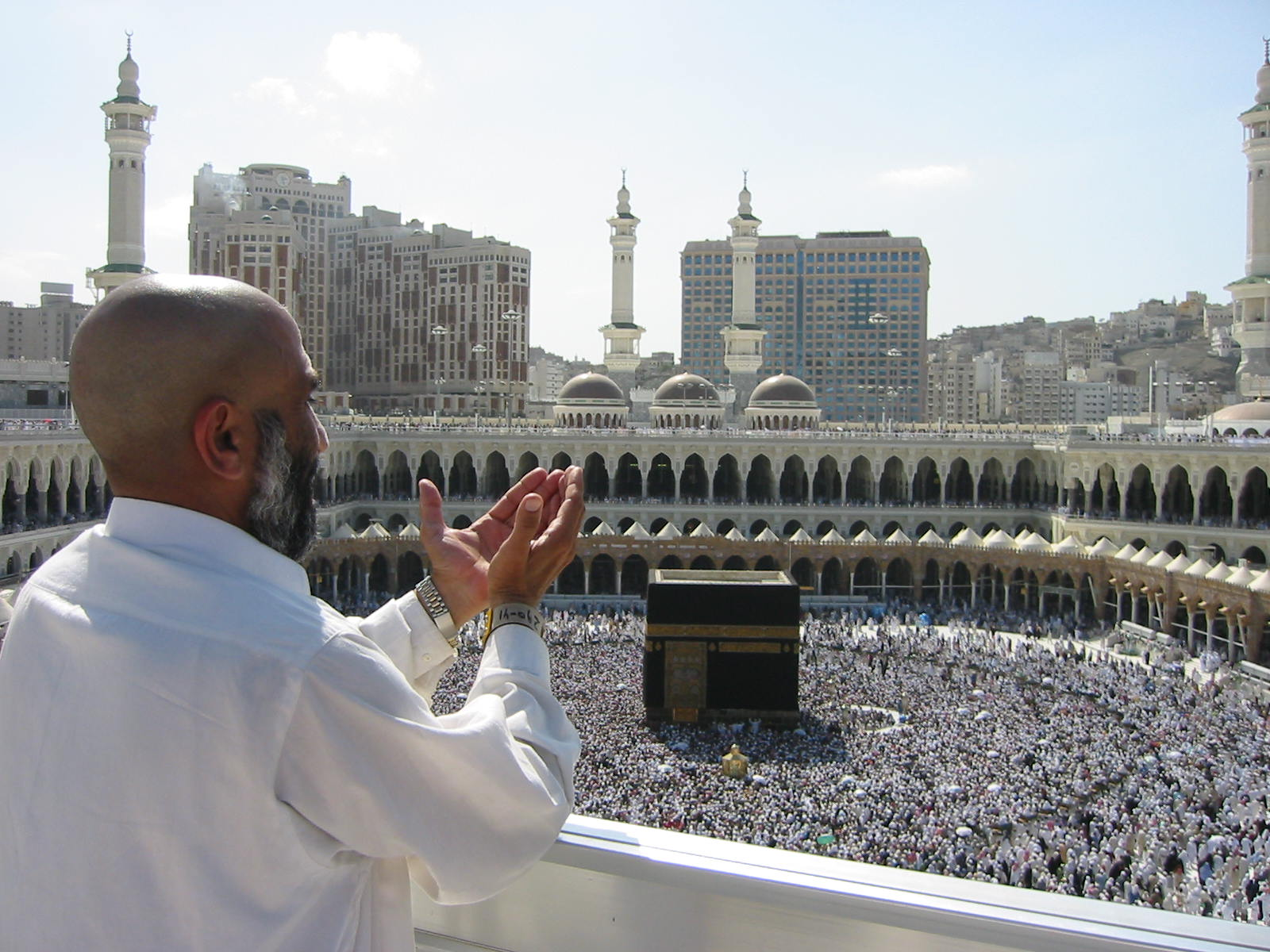
Peregrino orando en la mezquita Masjid al-Haram de La Meca.

### Edad Media
Durante la Edad Media hay en un primer momento un retroceso debido a la mayor conflictividad y recesión económica consiguiente.
En esta época surge un tipo de viaje nuevo, las peregrinaciones religiosas. Estas ya habían existido en la época antigua y clásica pero tanto el cristianismo como el islam las extenderían a mayor número de creyentes y los desplazamientos serían mayores.
Son famosas las expediciones desde Venecia a Tierra Santa y las peregrinaciones por el Camino de Santiago (desde el 814 en que se descubrió la tumba del santo); fueron continuas las peregrinaciones de toda Europa, creándose así mapas, mesones y todo tipo de servicios para los caminantes.
En el mundo Islámico el Hajj o peregrinación a La Meca es uno de los cinco Pilares del Islam obligando a todos los creyentes a esta peregrinación al menos una vez en la vida.

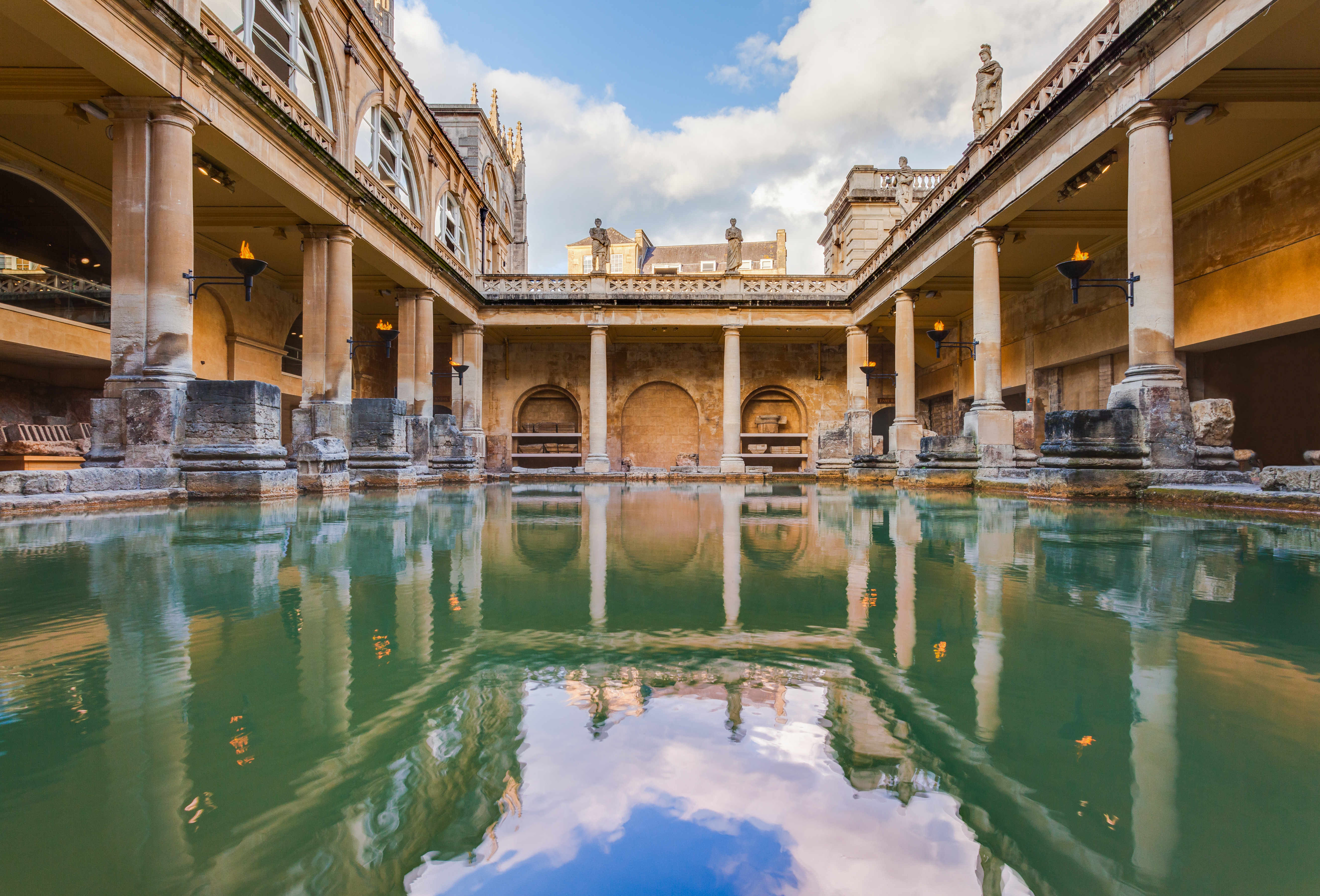
Termas romanas de Bath en Inglaterra, Reino Unido.

### Edad Moderna
Las peregrinaciones continúan durante la Edad Moderna. En Roma mueren 1500 peregrinos a causa de una plaga de peste bubónica. Es en este momento cuando aparecen los primeros alojamientos con el nombre de hotel (palabra francesa que designaba los palacios urbanos).
Como las grandes personalidades viajaban acompañadas de su séquito (cada vez más numeroso) se hacía imposible alojar a todos en palacio, por lo que se crearon estas construcciones. Ésta es también la época de las grandes expediciones marítimas de españoles, británicos y portugueses que despiertan la curiosidad y el interés por viajar.
A finales del siglo XVII surge la costumbre de mandar a los jóvenes aristócratas ingleses a hacer el Grand Tour al finalizar sus estudios con el fin de complementar su formación y adquirir ciertas experiencias. Era un viaje de larga duración (entre 3 y 5 años) que se hacía por distintos países europeos, y de ahí proceden las palabras: turismo, turista, etc.
El Grand Tour es un viaje motivado por la necesidad de instrucción de estos jóvenes aristócratas que en un futuro habrán de gobernar su país. Del conocimiento in situ de la grandeza de Roma, París o Atenas así como de los debates en los cafés de los grandes centros termales, los viajeros deberían aprender como llevar las riendas de un Imperio como el británico. Para algunos autores este es el auténtico fenómeno fundacional del turismo moderno ya que surge como un fenómeno revolucionario en paralelo al resto de transformaciones que se dan en la Ilustración.
También en esta época hay un resurgir de las termas, que habían decaído durante la Edad Media. No solo se asiste a ellas por consejo médico, sino que también se pone de moda la diversión y el entretenimiento en los centros termales como por ejemplo en Bath (Inglaterra). También de esta época data el descubrimiento de los baños de barro como remedio terapéutico, playas frías (Niza, Costa Azul) a donde iban a tomar los baños por prescripción médica.

### Edad Contemporánea

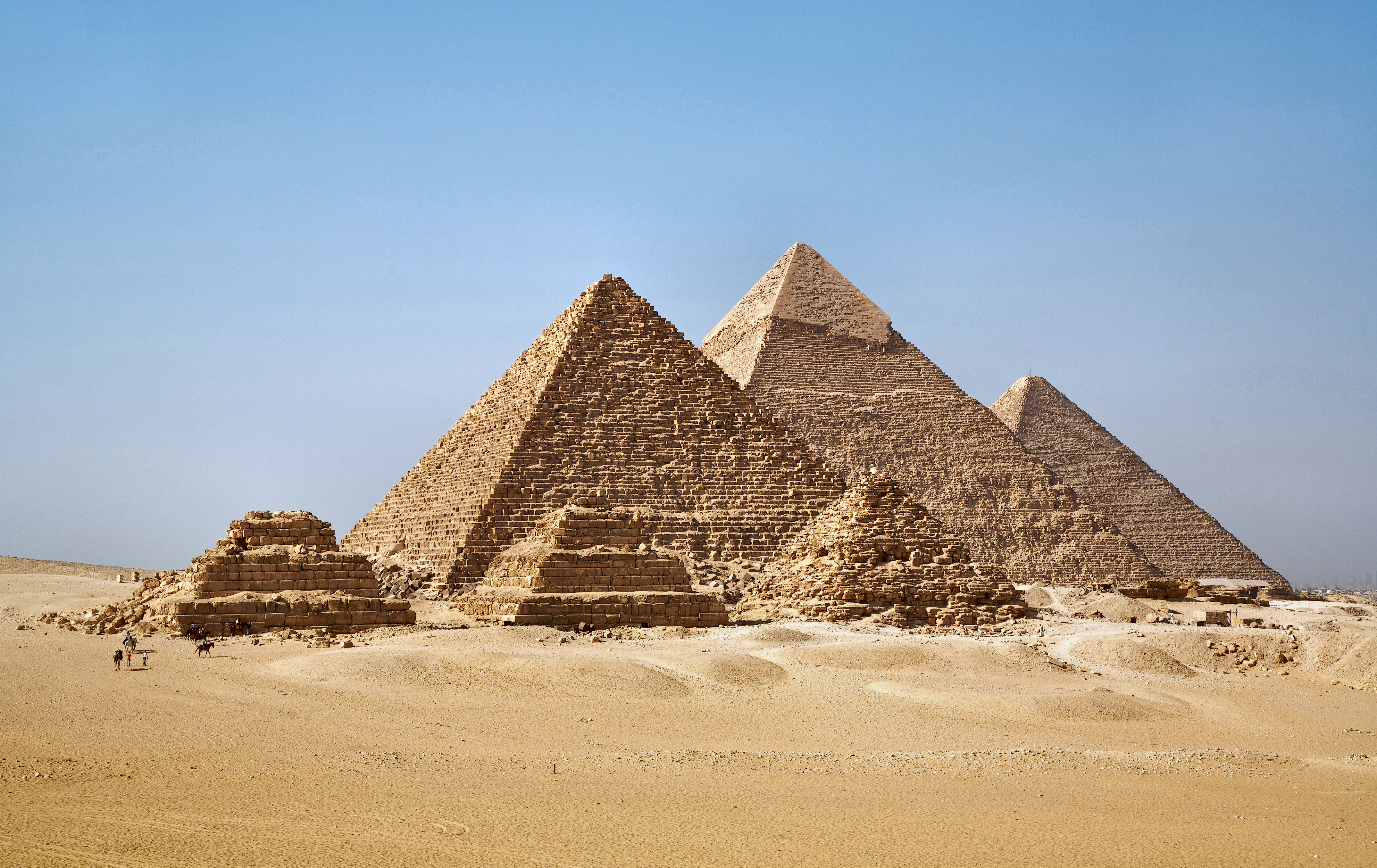
Las Pirámides de Guiza, Egipto.

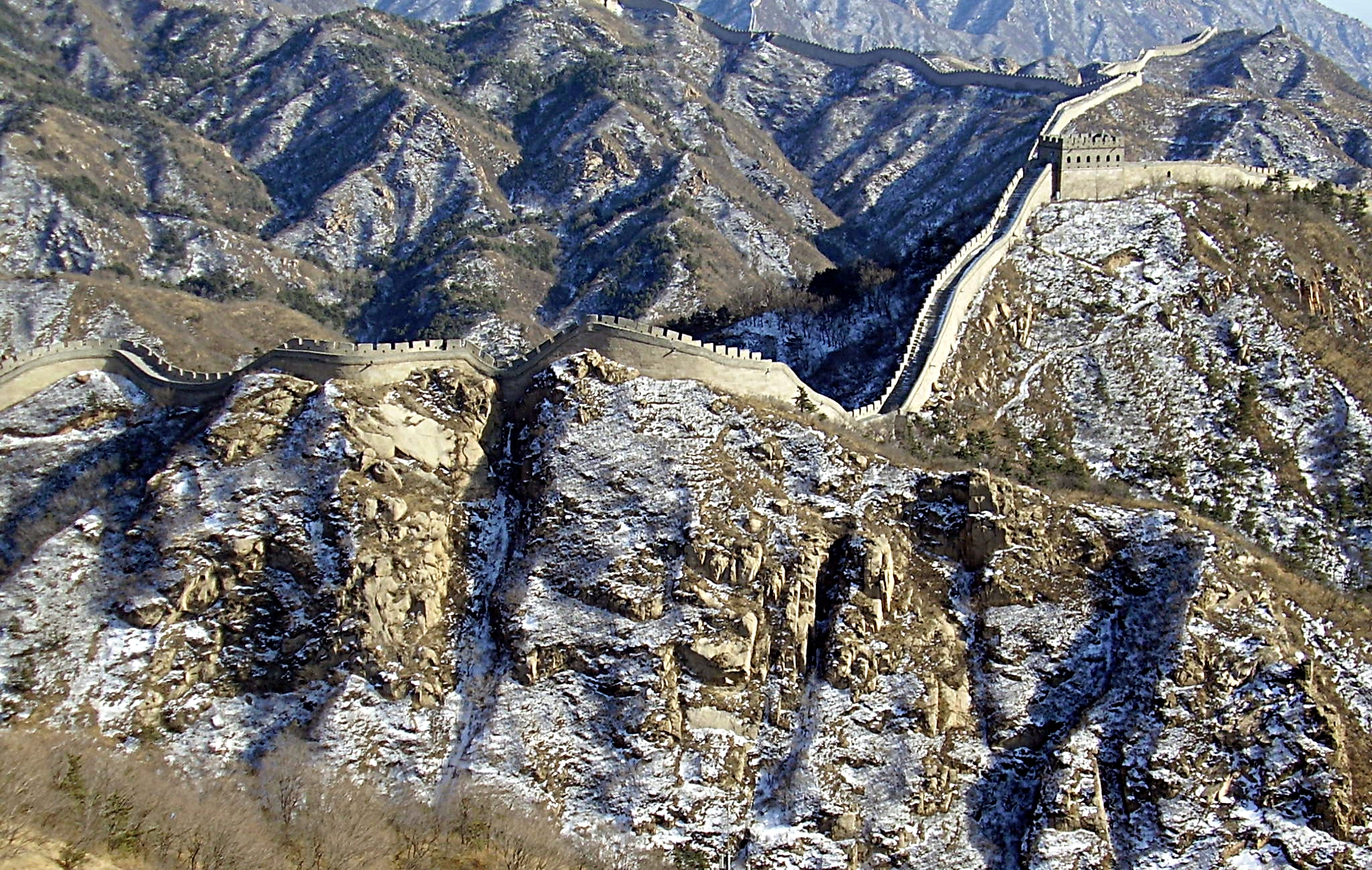
La Gran Muralla China.

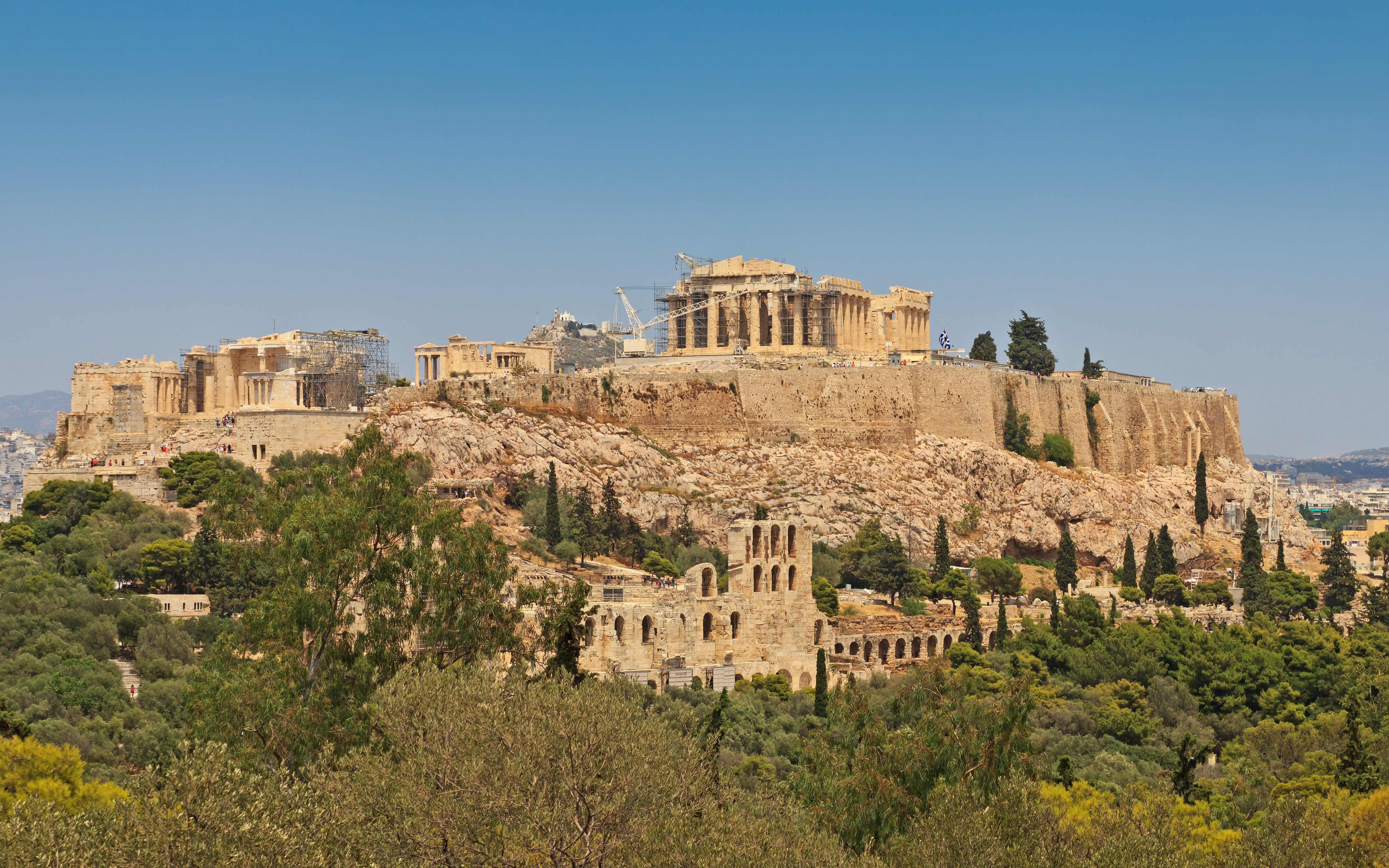
La Acrópolis de Atenas, Grecia.

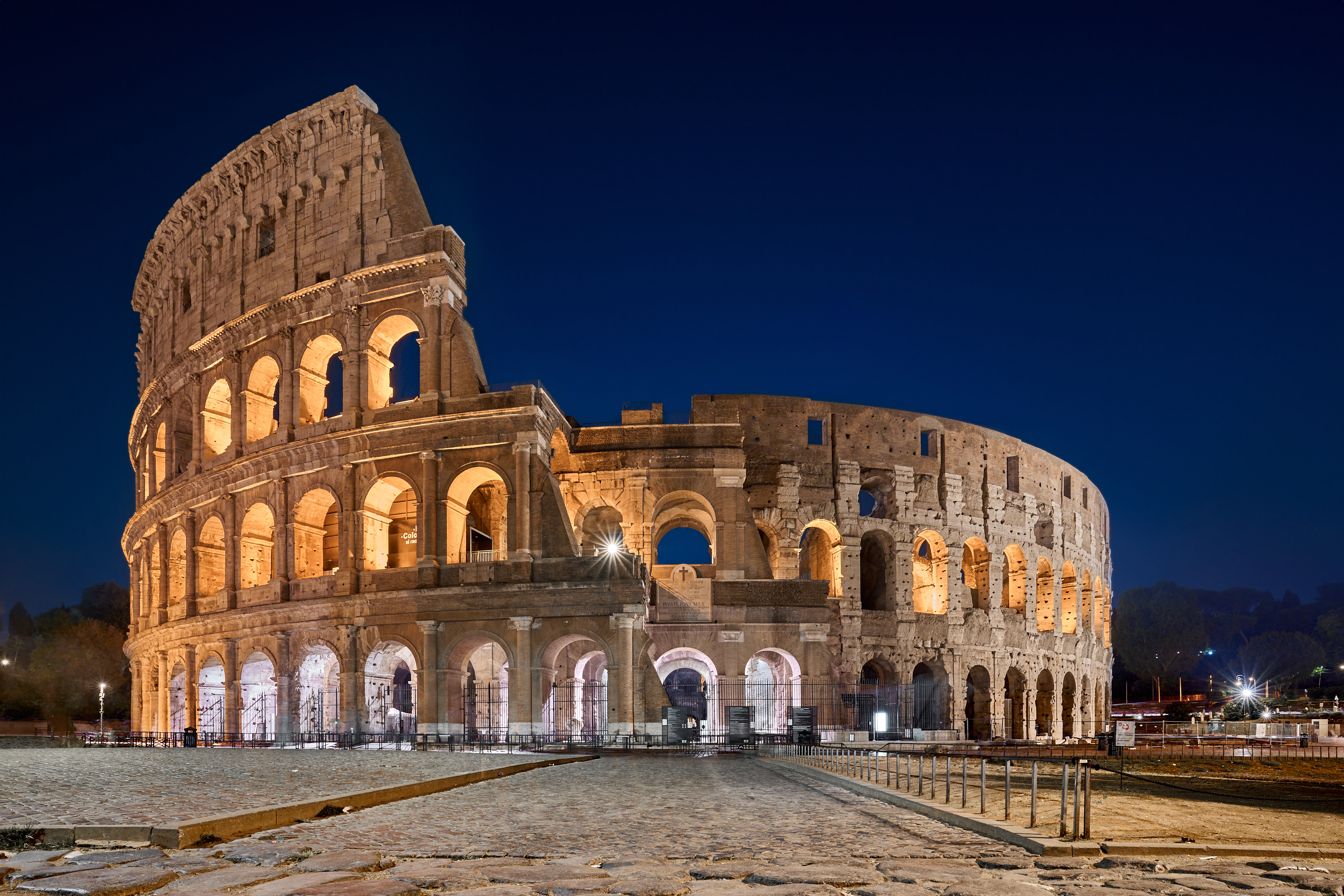
El Coliseo Romano, Italia.

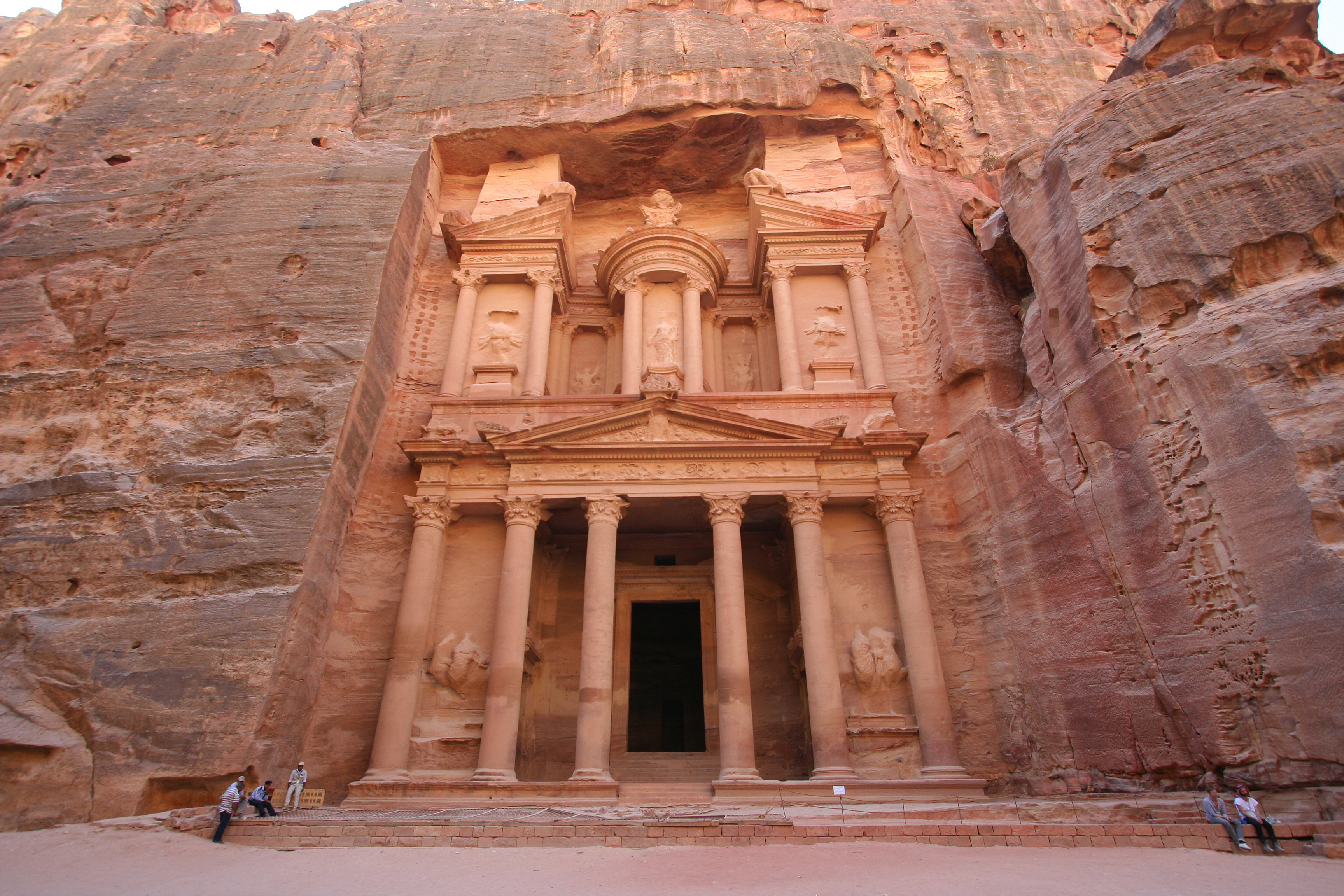
La Ciudad de Petra, Jordania.

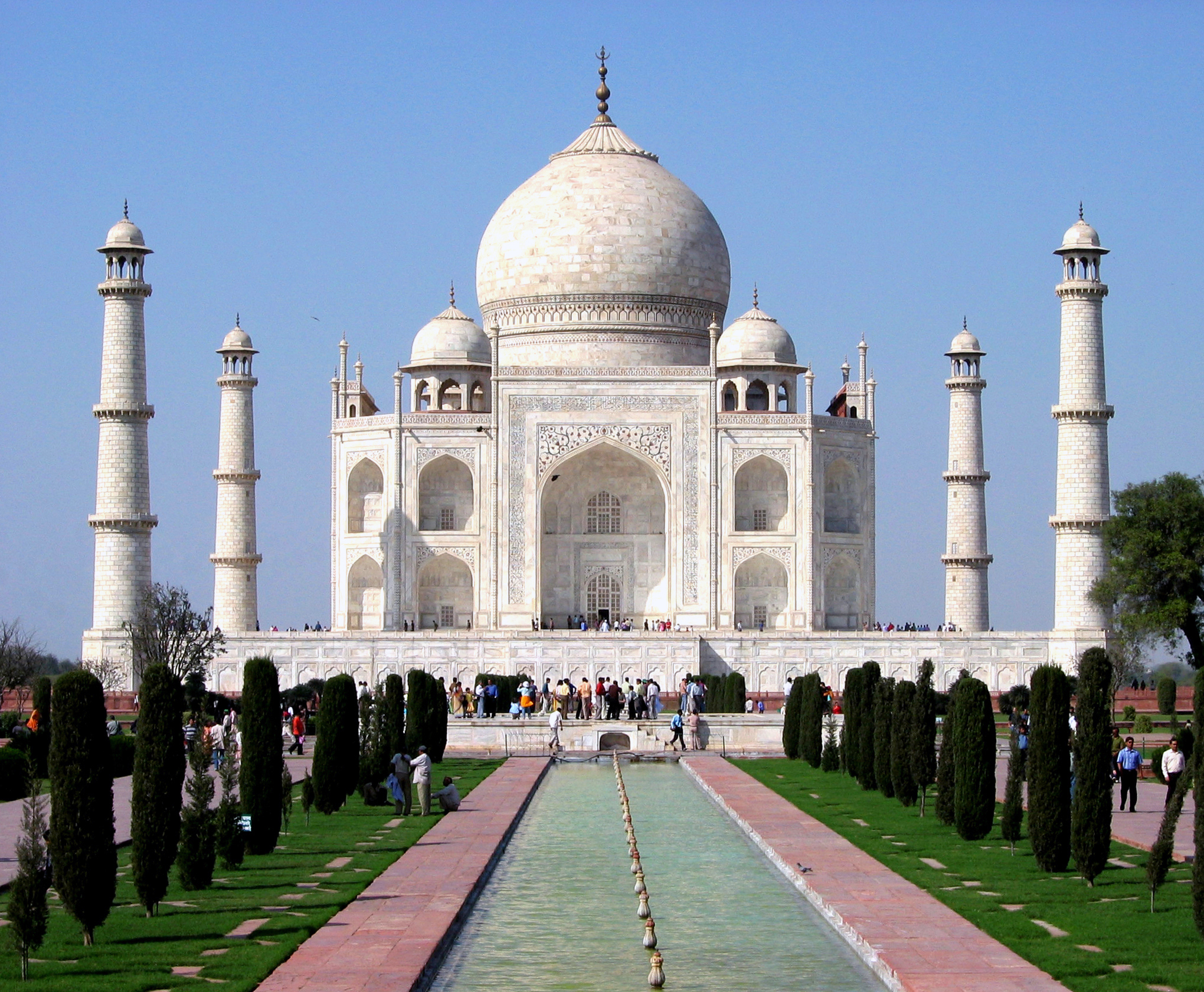
El Taj Mahal, India.

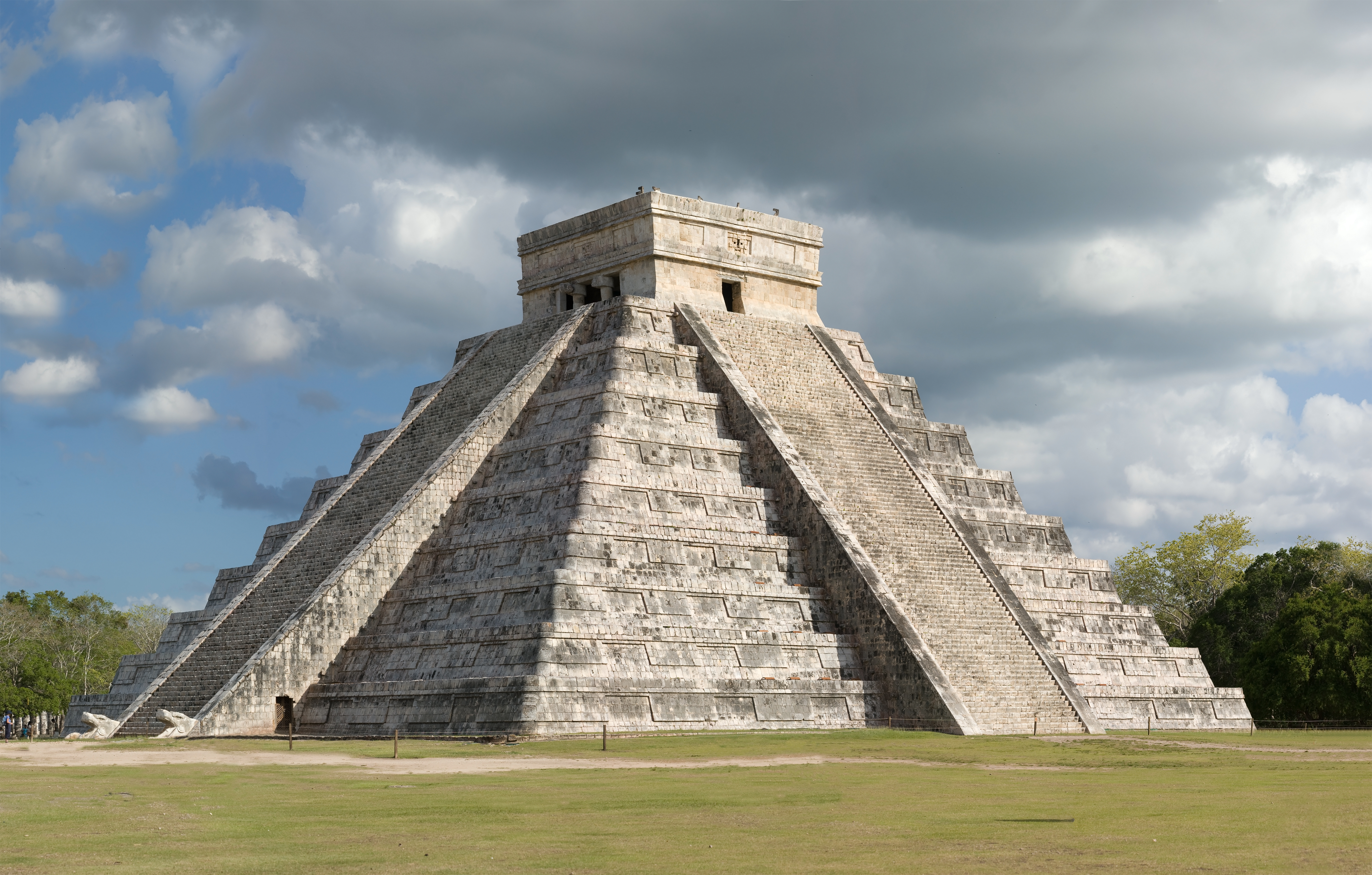
La Pirámide de Kukulkán, México.

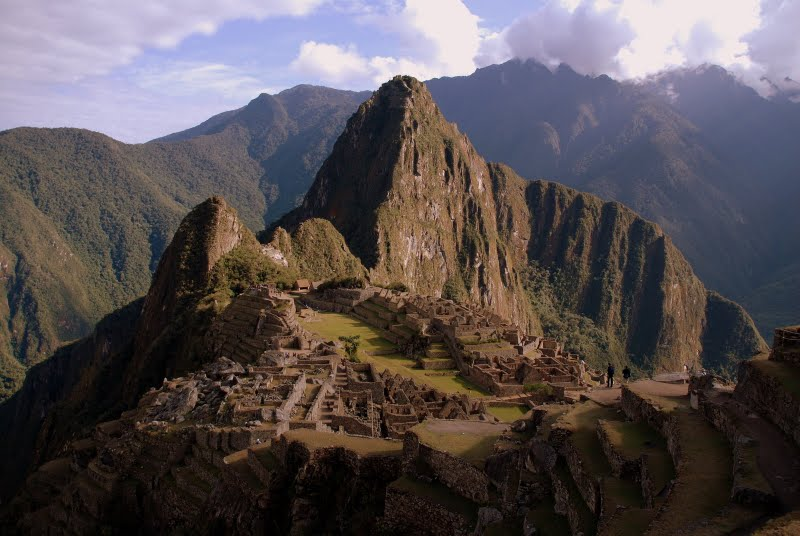
Ruinas de Machu Picchu, Perú.

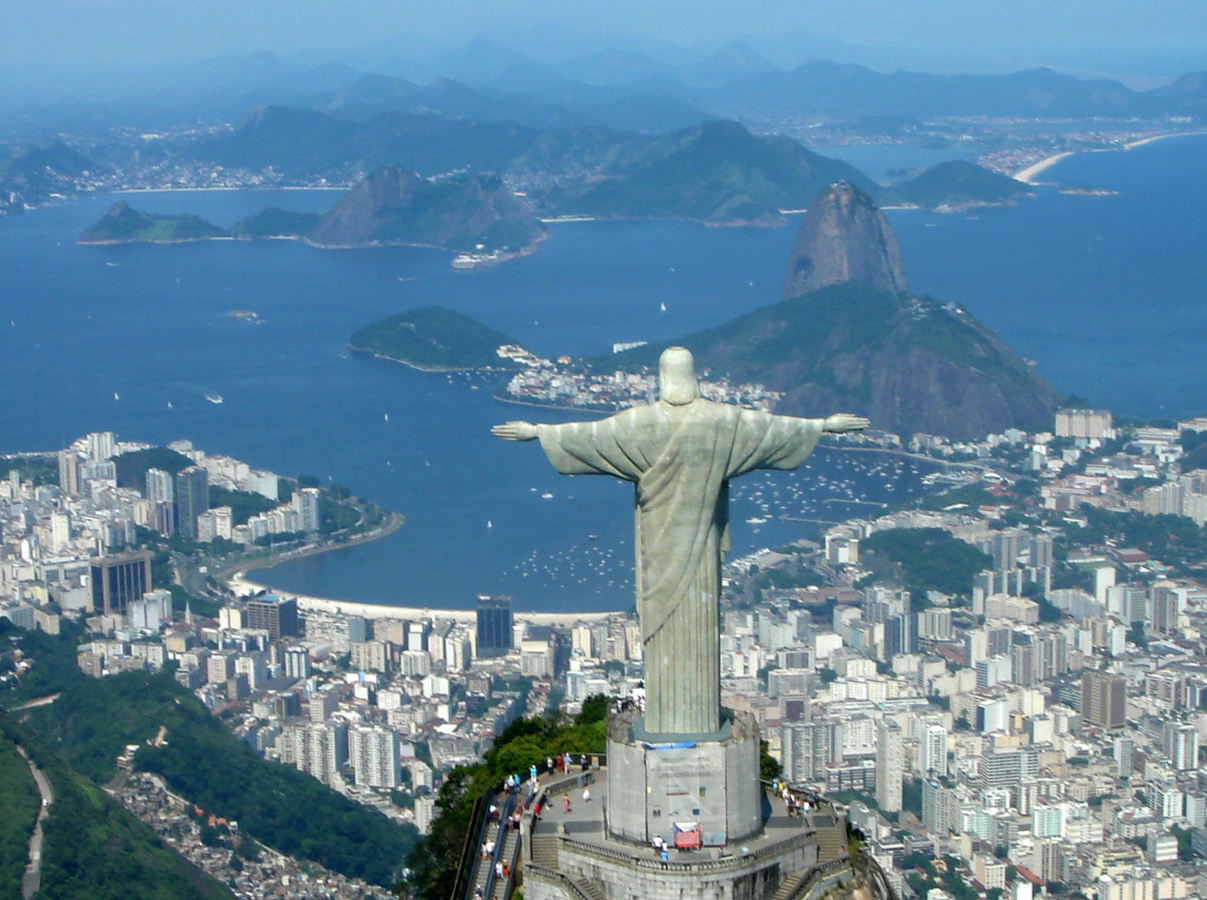
El Cristo Redentor, y al fondo la ciudad de Río de Janeiro, Brasil.

Los viajes de placer tuvieron sus inicios en los últimos años del siglo XIX y los primeros del siglo XX. Grandes cambios en la sociedad, en los estilos de vida, en la industria y la tecnología alteraban la morfología de la comunidad. Hay en la historia momentos de cambios excepcionales y de enorme expansión.
El siglo XIX fue testigo de una gran expansión económica, seguida de una revolución industrial y científica incluso mayor en la segunda mitad del siglo XX. El turismo fue uno de los principales beneficiarios, para llegar a ser a finales del siglo XX, la mayor industria del mundo. Con la Revolución industrial se consolida la burguesía que volverá a disponer de recursos económicos y tiempo libre para viajar.
En la Edad Contemporánea el invento de la máquina de vapor supone una revolución espectacular en los transportes, que hasta ese momento eran tirados por animales, con una reducción drástica en los tiempos de viaje. Las líneas férreas se extienden con gran rapidez por toda Europa y Norteamérica. También el uso del vapor en la navegación reduce el tiempo de los desplazamientos.
Inglaterra ofrece por primera vez travesías transoceánicas y domina el mercado marítimo en la segunda mitad del siglo XIX, lo que favorecerá las corrientes migratorias europeas a América. Es el gran momento del transporte marítimo y las compañías navieras.
Comienza a surgir el turismo de salud y también el turismo de montaña. Se construyen famosos sanatorios y clínicas privadas europeas, muchos de ellos llegan a nuestros días como pequeños hoteles con encanto. Es también la época de las playas frías (Costa Azul, canal de la Mancha, etc.).
En 1841 Thomas Cook organiza el primer viaje planeado de la historia. Aunque fue un fracaso económico, se considera un rotundo éxito en cuanto a precedente del paquete turístico, pues se percató de las enormes posibilidades económicas que podría llegar a tener esta actividad, creando así en 1851 la primera agencia de viajes del mundo, Thomas Cook and Son.
En 1850, Henry Wells y William Fargo fundaron American Express, que inicialmente se dedicaba al transporte de mercancías y que posteriormente se convirtió en una de las agencias más grandes del mundo.
Aunque Cook ya los había introducido, American Express extendió los sistemas de financiación y emisión de cheques de viaje, como por ejemplo el traveler's cheque (dinero personalizado canjeable por papel moneda de uso corriente que protege al viajero de posibles robos o pérdidas). En 1867 inventa el bono o voucher, documento que permite la utilización en hoteles de ciertos servicios contratados y prepagados a través de una agencia de viajes.
César Ritz, es considerado padre de la hostelería moderna. Desde muy joven ocupó todos los puestos posibles de un hotel, hasta llegar a gerente de uno de los mejores hoteles de su tiempo. Mejoró todos los servicios del hotel: creó la figura del sumiller, introdujo el cuarto de baño en las habitaciones y revolucionó la administración hotelera. Ritz convirtió hoteles decadentes en los mejores de Europa, por lo que le llamaban "mago".
Al estallar la Primera Guerra Mundial en el verano de 1914, se considera que había aproximadamente 150 000 turistas americanos en Europa. Tras finalizar la guerra comenzó la fabricación en masa de autocares y automóviles. En esta época las playas y los ríos se convierten en el centro del turismo en Europa comenzando a adquirir gran importancia el turismo de costa.
El avión, utilizado por minorías en largas distancias, se va desarrollando tímidamente para acabar imponiéndose sobre las compañías navieras. La crisis del 1929 repercute negativamente en el sector turístico, limitando su desarrollo hasta bien entrado en 1932.
La Segunda Guerra Mundial paraliza absolutamente el turismo en el mundo y sus efectos se extienden hasta el año 1949. Entre 1950 y 1973 se comienza a hablar del boom turístico. El turismo internacional crece a un ritmo superior de lo que lo había hecho en toda la historia. Este desarrollo es consecuencia del nuevo orden internacional, la estabilidad social y el desarrollo de la cultura del ocio en el mundo occidental. En esta época se comienza a legislar sobre el sector.

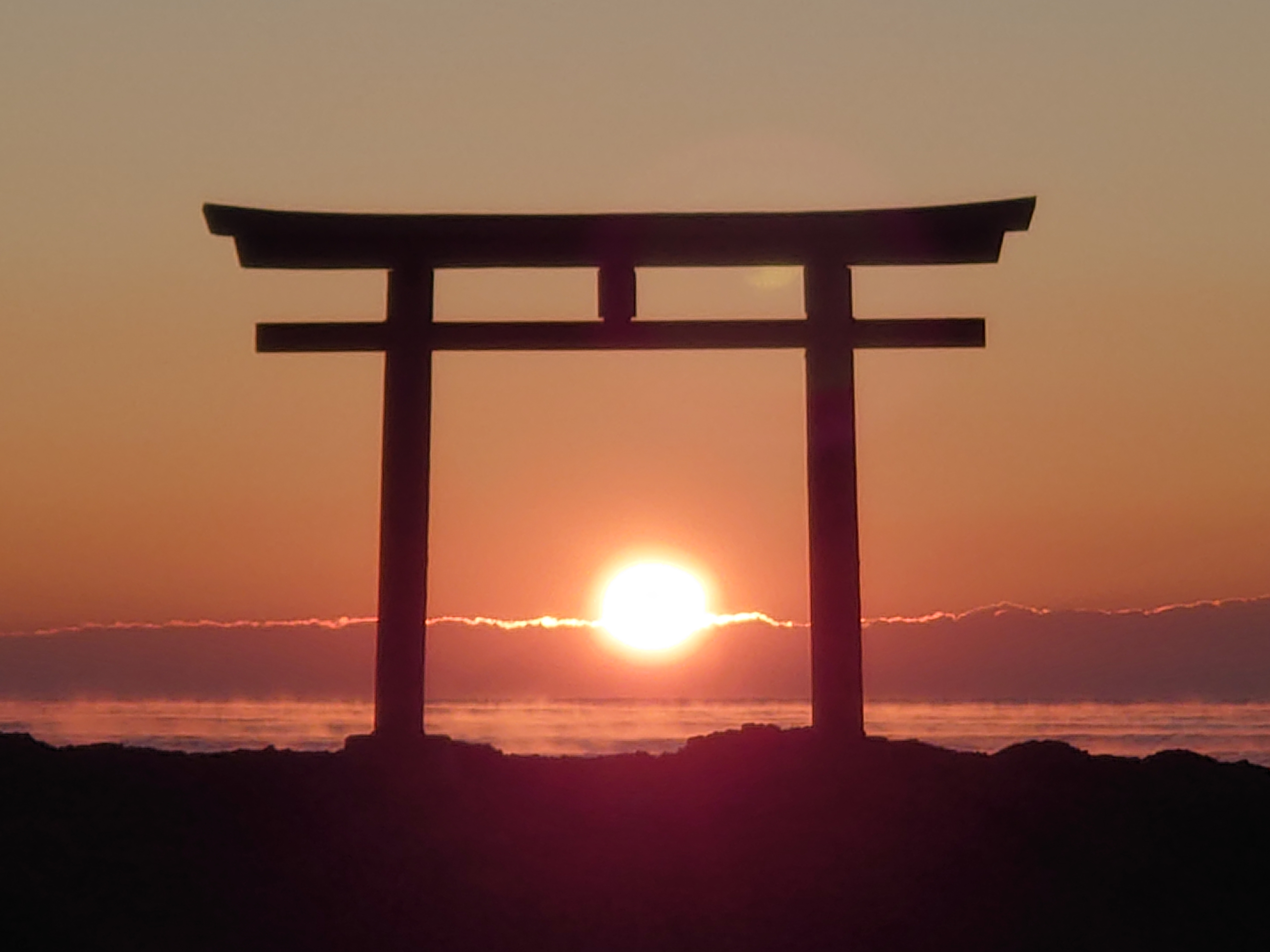
El primer amanecer visto desde la puerta torii construida sobre el mar, que se considera un lugar sagrado (Oarai en Japón)

La recuperación económica, especialmente de Alemania y Japón, fue asombrosa elevando los niveles de renta de estos países y haciendo surgir una clase media acomodada que se empieza a interesar por los viajes. La recuperación, elevó el nivel de vida de los sectores más importantes de la población en los países occidentales. Surge la llamada sociedad del bienestar en la que una vez cubiertas las necesidades básicas aparece el desarrollo del nivel de formación y el interés por viajar y conocer culturas.
Por otra parte la nueva legislación laboral adoptando las vacaciones pagadas, la semana inglesa de 5 días laborales, la reducción de la jornada de 40 horas semanales, la ampliación de las coberturas sociales (jubilación, desempleo,…), potencian en gran medida el desarrollo del ocio y el turismo.
También éstos son los años en los que se desarrollan los grandes núcleos urbanos y se hace evidente la masificación, surge también el deseo de evasión, escapar del estrés de las ciudades y despejar las mentes de presión.
En estos años se desarrolla la producción de automóviles en cadena que los hace cada vez más asequibles, así como la construcción de carreteras y autopistas, permite un mayor flujo de viajeros. De hecho, la nueva carretera de los Alpes que atraviesa Suiza de Norte a Sur supuso la pérdida de la hegemonía de este país como núcleo receptor, ya que ahora los turistas cruzan Suiza para dirigirse a otros países con mejor clima.
El avión de hélice es sustituido por el de reacción, lo que supone un golpe definitivo para las compañías navieras, que se ven obligadas a destinar sus barcos a los cruceros o al desguace. Todos estos factores nos llevan a la era de la estandarización del producto turístico.
Los grandes tour operadores lanzan al mercado millones de paquetes turísticos idénticos. En la mayoría de los casos se utiliza el vuelo chárter, que abarata el producto y lo populariza. Al principio de este período (1950) había 25 millones de turistas, y al finalizar (1973) había 190 millones.
No obstante esta etapa también se caracteriza por la falta de experiencia, lo que implica las siguientes consecuencias como la falta de planificación (se construye sin hacer ninguna previsión ni de la demanda ni de los impactos medioambientales y sociales que se pueden sufrir con la llegada masiva de turistas) y el colonialismo turístico (hay una gran dependencia de los tour operadores extranjeros estadounidenses, británicos y alemanes fundamentalmente).
En los 70 la crisis energética y la consiguiente inflación, especialmente sentida en el transporte ocasionan un nuevo periodo de crisis para la industria turística que se extiende hasta 1978. Esta recesión supone una reducción de la calidad para abaratar costes y precios apostando por una masificación de la oferta y la demanda.
En los 80 el nivel de vida se vuelve a elevar y el turismo se convierte en el motor económico de muchos países. Esto es facilitado por la mejora de los transportes (nuevos y mejores aviones como el Concorde y el Túpolev, trenes de alta velocidad y la consolidación de los vuelos chárter, hasta suponer un duro competidor para las compañías regulares que se ven obligadas a crear sus propias filiales chárter.
En estos años se produce una internacionalización muy marcada de las grandes empresas hosteleras y de los tour operadores, que buscan nuevas formas de utilización del tiempo libre (parques temáticos, deporte, riesgo, salud, etc.) y aplican técnicas de marketing, pues el turista cada vez tiene mayor experiencia y busca nuevos productos y destinos turísticos, lo que crea una fuerte competencia entre ellos.
La multimedia y las comunicaciones transforman el sector, modificando el diseño de los productos, la prestación del servicio, la comercialización del mismo de una manera más fluida.
La década de los 90 incluye grandes acontecimientos como la caída de los regímenes comunistas europeos, la Guerra del Golfo, la reunificación alemana, las Guerras yugoslavas, etc., que inciden de forma directa en la historia del turismo.
Se trata de una etapa de madurez del sector que sigue creciendo aunque de una manera más moderada y controlada. Se limita la capacidad receptiva (adecuación de la oferta a la demanda, se empieza a controlar la capacidad de aforo de monumentos, etc.), se diversifica la oferta (nuevos productos y destinos), se diversifica la demanda (aparecen nuevos tipos diferentes de turistas) y se mejora la calidad (al turista no le importa gastar más si la calidad es mejor).
El turismo entra como parte fundamental de la agenda política de numerosos países desarrollando políticas públicas que afectan a la promoción, planificación y comercialización como una pieza clave del desarrollo económico. Se mejora la formación desarrollando planes educativos especializados. El objetivo de alcanzar un desarrollo turístico sostenible mediante la captación de nuevos mercados y la regulación de la estacionalidad.
También las políticas a nivel supranacional consideran el desarrollo turístico con elementos tan importantes como el Tratado de Maastricht en 1992 (libre tráfico de personas y mercancías, ciudadanía europea,…), y en el 1995 la entrada en vigor del Acuerdo de Schengen y se eliminan los controles fronterizos en los países de la UE.
Existe de nuevo un abaratamiento de los viajes por vía aérea por medio de las compañías de bajo coste y la liberación de las compañías en muchos países y la feroz competencia de las mismas. Esta liberalización afecta a otros aspectos de los servicios turísticos como la gestión de aeropuertos y sin duda será profundizada cuando entre en vigor la llamada Directiva Bolkestein (de liberalización de servicios) en trámite en el Parlamento Europeo.
En años recientes, tras recuperarse lentamente de los efectos de la recesión económica de 2008-2009, la cual fue agravada todavía más en algunas regiones debido al brote de la gripe A (H1N1) de 2009, las llegadas de turistas internacionales alcanzaron un récord de más de 1000 millones de turistas por primera vez en la historia en 2012. China fue el país cuyos ciudadanos realizaron los mayores gastos en turismo internacional en 2012, alcanzando USD 102 mil millones, superando a Alemania y los Estados Unidos, países que por varios años ocuparon los primeros lugares. China y los mercados emergentes han incrementado en forma significativa sus gastos en turismo, con Rusia y Brasil como ejemplos destacados que han subido varias posiciones en la clasificación de países que más gastan en turismo en el exterior.

## Estadísticas sobre el turismo internacional

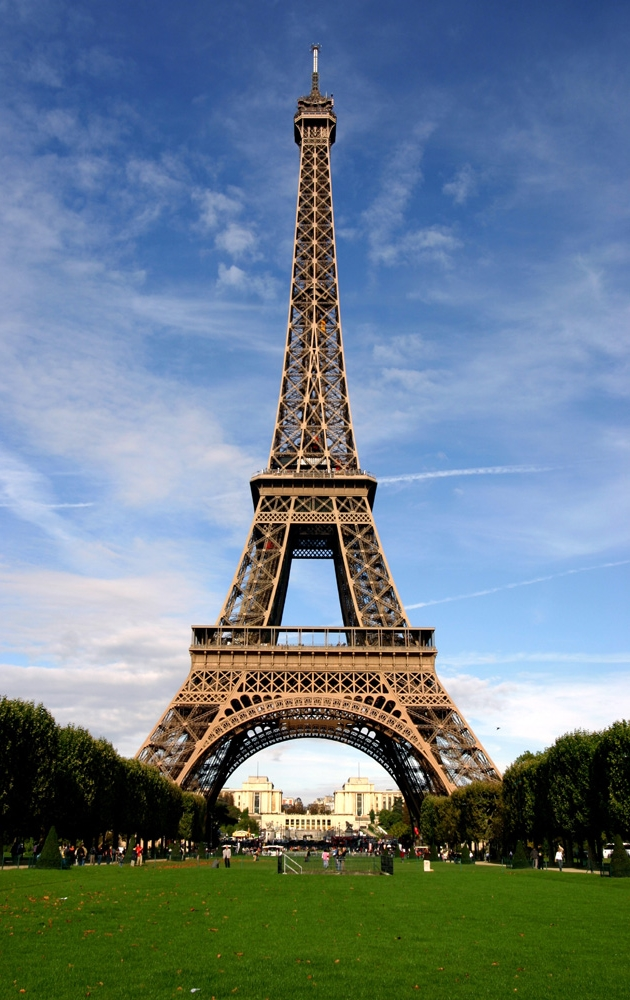
La Torre Eiffel en París

### Los países más visitados
De acuerdo con las estadísticas de la Organización Mundial del Turismo (OMT), en 2008 las llegadas de turistas internacionales ascendieron a 917 millones visitantes, lo que representó un aumento de 1,76 % con respecto a 2007. En 2009 los arribos de turistas internacionales cayeron a 882 millones, representando una disminución a nivel mundial del 4,4 % con respecto a 2008. La región más afectada fue Europa con una caída del 5,6 %, sin embargo Francia continúa siendo el país más visitado del mundo. La disminución en el flujo de turistas internacional obedeció principalmente a los efectos de la recesión económica de 2008-2009, cuyos efectos se comenzaron a sentir en el turismo desde junio de 2008, y que se agravó todavía más en algunas regiones debido al brote de la gripe A (H1N1) de 2009. En 2010 el número de llegadas de turistas se recuperó y subió a 940 millones, superando el récord que se había alcanzado en 2008. En 2012 el número de llegadas alcanzó el récord de 1035 millones de visitantes internacionales, superando los 983 millones de turistas internacionales de 2011. En el 2018, hubo 1401 millones de turistas internacionales, con un aumento de 5.4% comparado con el 2017.
Los 10 destinos con más turistas en el año 2018 fueron:
| Posición mundial | País           | Continente | Llegadas de turistas internacionales en (2018) | Llegadas de turistas internacionales (2017) | Aumento o decadencia de turismo (2017 - 2018) (%) | Aumento o decadencia de turismo (2016 - 2017) (%) |
| ---------------- | -------------- | ---------- | ---------------------------------------------- | ------------------------------------------- | ------------------------------------------------- | ------------------------------------------------- |
| 1                | Francia        | Europa     | 89.4 millones                                  | 86.9 millones                               | 2.9                                               | 5.1                                               |
| 2                | España         | Europa     | 82.8 millones                                  | 81.9 millones                               | 1.1                                               | 8.7                                               |
| 3                | Estados Unidos | América    | 79.6 millones                                  | 76.9 millones                               | 3.5                                               | 0.7                                               |
| 4                | China          | Asia       | 62.9 millones                                  | 60.7 millones                               | 3.6                                               | 2.5                                               |
| 5                | Italia         | Europa     | 62.1 millones                                  | 58.2 millones                               | 6.7                                               | 11.2                                              |
| 6                | México         | América    | 41.4 millones                                  | 39.3 millones                               | 5.5                                               | 12.0                                              |
| 7                | Turquía        | Asia       | 45.8 millones                                  | 37.6 millones                               | 21.7                                              | 24.1                                              |
| 8                | Alemania       | Europa     | 38.9 millones                                  | 37.5 millones                               | 3.8                                               | 5.2                                               |
| 9                | Tailandia      | Asia       | 38.3 millones                                  | 35.5 millones                               | 7.9                                               | 9.1                                               |
| 10               | Reino Unido    | Europa     | 36.3 millones                                  | 37.6 millones                               | 3.5                                               | 5.1                                               |

| Posición | País           | Continente | Presencia de turistas internacionales (2019) |
| -------- | -------------- | ---------- | -------------------------------------------- |
| 1        | Estados Unidos | América    | 345,4 millions                               |
| 2        | España         | Europa     | 299,2 millions                               |
| 3        | Italia         | Europa     | 220,6 millions                               |
| 4        | China          | Asia       | 196,2 millions                               |
| 5        | Reino Unido    | Europa     | 161,3 millions                               |

### Los países que recibieron los mayores ingresos y realizaron los mayores gastos

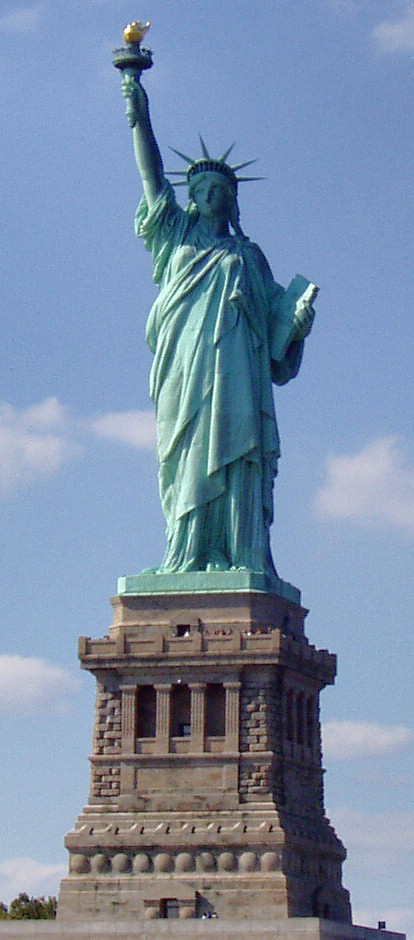
La Estatua de la Libertad, en Nueva York. Estados Unidos es el tercer mayor receptor de turismo internacional a nivel mundial y el primero en generación de ingresos.

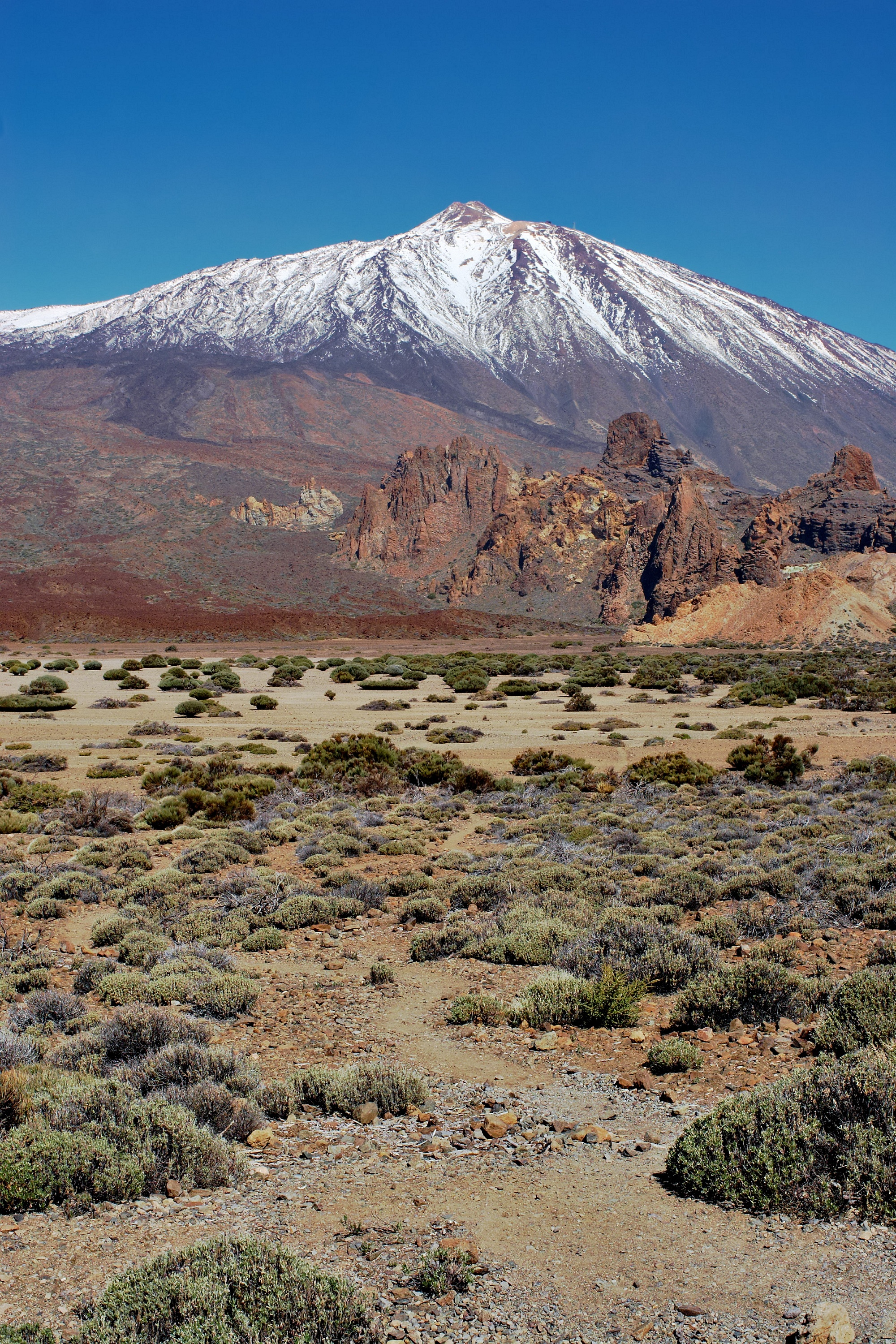
El parque nacional del Teide, en Tenerife, Islas Canarias. Es el parque nacional más visitado turísticamente de toda España, de Europa y segundo del mundo.

De acuerdo con las estadísticas de la Organización Mundial del Turismo (OMT), en 2008 los ingresos generados a nivel mundial por el turismo internacional alcanzaron 942 mil millones USD (641 mil millones €), su máximo histórico, pero debido a los efectos de la recesión económica de 2008-2009 los ingresos en 2009 cayeron a 852 mil millones USD (611 mil millones €), representando una disminución en términos reales del 5,8 %, esto es, ajustando los ingresos para considerar las fluctuaciones de la tasa de cambio y la inflación del dólar estadounidense con respecto al euro. En 2010 los ingresos totales sumaron 919 mil millones USD (693 mil millones €) y los países con la mayor entrada de divisas originadas en el turismo internacional se concentraron en Europa, sin embargo, el mayor receptor de ingresos continúa siendo Estados Unidos con 103,5 millones USD, seguido por España y Francia.
Según la OMT, con 77,7 mil millones USD, Alemania continuó siendo el país que genera los mayores gastos en turismo internacional en el mundo en 2010, seguido de cerca por Estados Unidos (75,5 mil millones USD). La República Popular de China continuó siendo el país de mayor crecimiento en términos de gastos en turismo de los últimos años, llegando a mantener el tercer lugar que alcanzó en 2009 después de haber desplazado al Reino Unido de esa posición.
Entre 2008 y 2010 los siguientes 10 países recibieron los mayores ingresos provenientes del turismo internacional, y también se presentan los 10 países emisores de turismo internacional con los mayores gastos:
| Ingresos generados por el turismo internacional por país receptor 2008-2010 | Ingresos generados por el turismo internacional por país receptor 2008-2010 | Ingresos generados por el turismo internacional por país receptor 2008-2010 | Ingresos generados por el turismo internacional por país receptor 2008-2010            | Ingresos generados por el turismo internacional por país receptor 2008-2010            | Ingresos generados por el turismo internacional por país receptor 2008-2010            | Gastos del turismo internacional por país emisor 2008-2010 | Gastos del turismo internacional por país emisor 2008-2010 | Gastos del turismo internacional por país emisor 2008-2010 | Gastos del turismo internacional por país emisor 2008-2010                                | Gastos del turismo internacional por país emisor 2008-2010                                | Gastos del turismo internacional por país emisor 2008-2010                                |
| Posición mundial                                                            | País                                                                        | Continente                                                                  | Ingresos generados por turismo internacional en 2010 (en miles de millones de dólares) | Ingresos generados por turismo internacional en 2009 (en miles de millones de dólares) | Ingresos generados por turismo internacional en 2008 (en miles de millones de dólares) | Posición mundial                                           | País                                                       | Continente                                                 | Gastos en turismo internacional por país emisor en 2010 (en miles de millones de dólares) | Gastos en turismo internacional por país emisor en 2009 (en miles de millones de dólares) | Gastos en turismo internacional por país emisor en 2008 (en miles de millones de dólares) |
| 1                                                                           | Estados Unidos                                                              | América                                                                     | US$103,5                                                                               | US$94,2                                                                                | US$110,0                                                                               | 1                                                          | Alemania                                                   | Europa                                                     | US$77,7                                                                                   | US$ 81,2                                                                                  | US$91,0                                                                                   |
| 2                                                                           | España                                                                      | Europa                                                                      | US$52,5                                                                                | US$53,2                                                                                | US$61,6                                                                                | 2                                                          | Estados Unidos                                             | América                                                    | US$75,5                                                                                   | US$74,1                                                                                   | US$79,7                                                                                   |
| 3                                                                           | Francia                                                                     | Europa                                                                      | US$46,3                                                                                | US$49,4                                                                                | US$55,6                                                                                | 3                                                          | China                                                      | Asia                                                       | US$54,9                                                                                   | US$43,7                                                                                   | US$36,2                                                                                   |
| 4                                                                           | China                                                                       | Asia                                                                        | US$45,8                                                                                | US$39,7                                                                                | US$40,8                                                                                | 4                                                          | Reino Unido                                                | Europa                                                     | US$48,6                                                                                   | US$50,1                                                                                   | US$68,5                                                                                   |
| 5                                                                           | Italia                                                                      | Europa                                                                      | US$38,8                                                                                | US$40,2                                                                                | US$45,7                                                                                | 5                                                          | Francia                                                    | Europa                                                     | US$39,4                                                                                   | US$38,5                                                                                   | US$41,4                                                                                   |
| 6                                                                           | Alemania                                                                    | Europa                                                                      | US$34,7                                                                                | US$34,6                                                                                | US$40,0                                                                                | 6                                                          | Canadá                                                     | América                                                    | US$29,5                                                                                   | US$24,2                                                                                   | US$27,2                                                                                   |
| 7                                                                           | Reino Unido                                                                 | Europa                                                                      | US$30,4                                                                                | US$30,1                                                                                | US$36,0                                                                                | 7                                                          | Japón                                                      | Asia                                                       | US$27,9                                                                                   | US$25,1                                                                                   | US$27,9                                                                                   |
| 8                                                                           | Australia                                                                   | Oceanía                                                                     | US$30,1                                                                                | US$25,4                                                                                | US$24,8                                                                                | 8                                                          | Italia                                                     | Europa                                                     | US$27,1                                                                                   | US$27,9                                                                                   | US$30,8                                                                                   |
| 9                                                                           | Hong Kong                                                                   | Asia                                                                        | US$23,0                                                                                | US$16,4                                                                                | US$15,3                                                                                | 9                                                          | Rusia                                                      | Europa                                                     | US$26,5                                                                                   | US$20,9                                                                                   | US$23,8                                                                                   |
| 10                                                                          | Turquía                                                                     | Europa                                                                      | US$20,8                                                                                | US$21,3                                                                                | US$22,0                                                                                | 10                                                         | Australia                                                  | Oceanía                                                    | US$22,5                                                                                   | US$17,6                                                                                   | NA                                                                                        |

### Indicadores sobre el turismo en América Latina

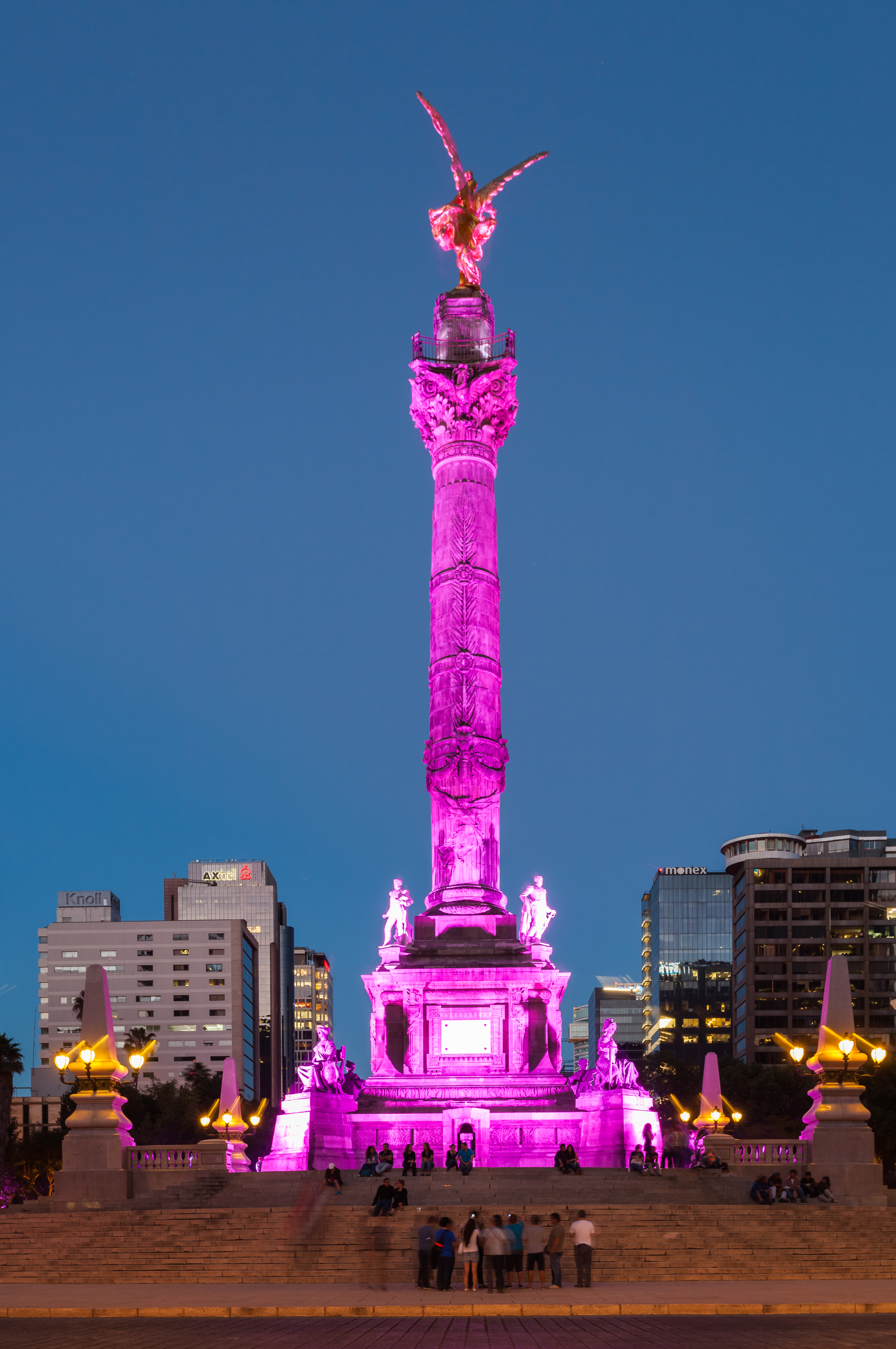
Monumento a la Independencia, en Ciudad de México. México es el país más visitado por turistas extranjeros en América Latina.

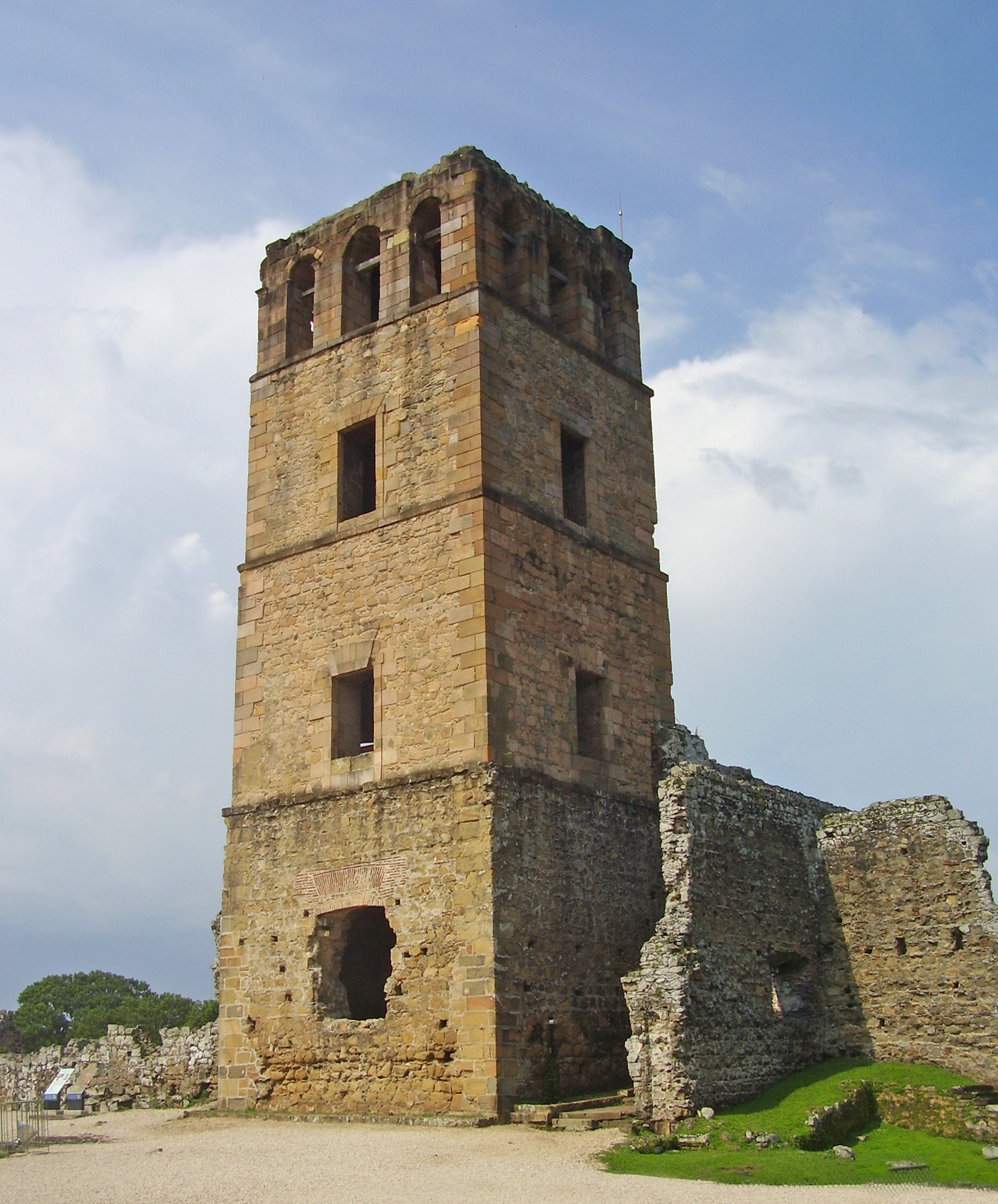
Torre Panamá la vieja.

Durante varios años México ha sido el destino más visitado por el turismo internacional en América Latina, a nivel de turismo masivo, posee el mayor número de nombramientos y declaraciones patrimoniales por la UNESCO en todo el continente americano, también es el principal destino de negocios en la región, y es un importante destino educativo dentro de sus universidades. Según el BID, los ingresos provenientes del turismo internacional son una importante fuente de divisas para varios de los países de América Latina, y representa un porcentaje importante del PIB y de las exportaciones de bienes y servicios, así como una importante fuente de empleo, donde se destaca la República Dominicana.
Según la evaluación realizada por el Foro Económico Mundial (FEM) varios de los países de América Latina todavía presentan deficiencias en las áreas de infraestructura y el marco jurídico, pero son muy competitivos en los aspectos relativos a recursos culturales y naturales, factores por los que resulta atractivo realizar inversiones o desarrollar negocios en el sector de viajes y turismo de los países de la región. Por ejemplo, Brasil fue clasificado en el Índice de Competitividad en Viajes y Turismo de 2009 en la posición 45 a nivel mundial, pero entre los 133 países evaluados clasificó en la posición 2 en el aspecto recursos naturales, y en la posición 14 en recursos culturales, a pesar de clasificar en el lugar 110 en infraestructura terrestre y como 130 en seguridad pública.

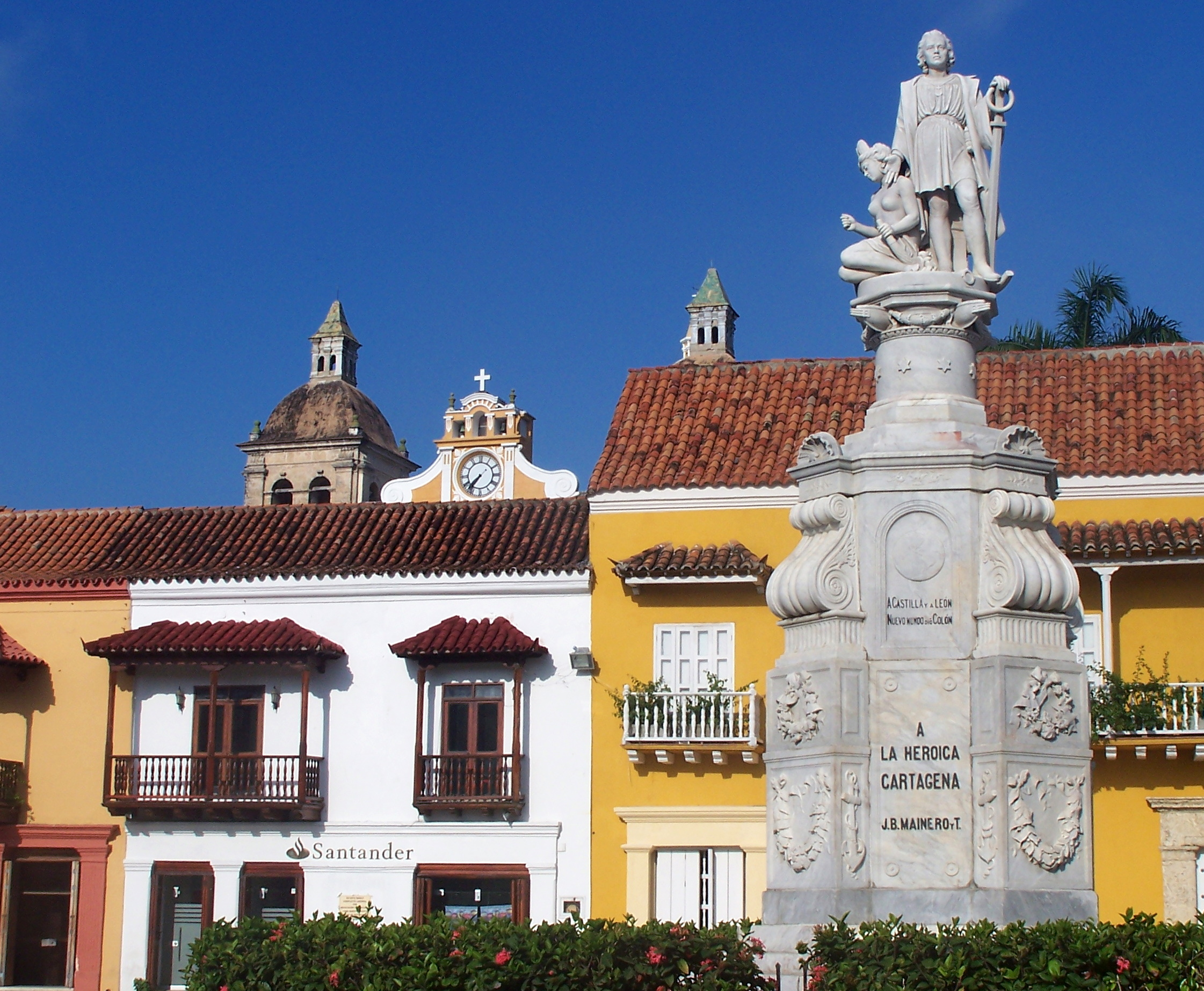
Centro Histórico de Cartagena, Colombia.

Los ingresos del turismo es clave para la economía de varios países de América Latina. En 2010, México recibió el mayor número de turistas internacionales, con 22,3 millones de visitantes, seguido por Panamá, con 5,2 millones, Brasil, con 5,1 millones, República Dominicana, con 4,1 millones, y Chile, con 3,3 millones.
| País de América Latina | Llegadas turistas internl. 2010 (miles) | Ingresos turismo internl. 2010 (en millones USD) | Ingreso medio por llegada 2010 (USD/tur) | Llegadas por 1000 hab (estimado) 2007 | Ingresos per cápita 2005 USD | Ingresos % exportación bienes y servicios 2003 | Ingresos turismo % PIB 2003 | % Empleos directos e indirectos en turismo 2005 | Clasificación Mundial Competitiv. Turística TTCI 2011 | Valor del Índice TTCI 2011 |
| ---------------------- | --------------------------------------- | ------------------------------------------------ | ---------------------------------------- | ------------------------------------- | ---------------------------- | ---------------------------------------------- | --------------------------- | ----------------------------------------------- | ----------------------------------------------------- | -------------------------- |
| Argentina              | 5.288                                   | 4.930                                            | 932                                      | 115                                   | 57                           | 7,4                                            | 1,8                         | 9,1                                             | 60                                                    | 4,20                       |
| Bolivia*               | 671                                     | 279                                              | 416                                      | 58                                    | 22                           | 9,4                                            | 2,2                         | 7,6                                             | 117                                                   | 3,35                       |
| Brasil                 | 5.161                                   | 5.919                                            | 1.147                                    | 26                                    | 18                           | 3,2                                            | 0,5                         | 7,0                                             | 52                                                    | 4,36                       |
| Chile                  | 3.389                                   | 1.636                                            | 591                                      | 151                                   | 73                           | 5,3                                            | 1,9                         | 6,8                                             | 57                                                    | 4,27                       |
| Colombia               | 2.385                                   | 2.083                                            | 873                                      | 26                                    | 25                           | 6,6                                            | 1,4                         | 5,9                                             | 77                                                    | 3,94                       |
| Costa Rica             | 2.100                                   | 2.111                                            | 1.005                                    | 442                                   | 343                          | 17,5                                           | 8,1                         | 13,3                                            | 44                                                    | 4,43                       |
| Cuba                   | 2.507                                   | n/d                                              | n/d                                      | 188                                   | 169                          | n/d                                            | n/d                         | n/d                                             | n/d                                                   | n/d                        |
| Ecuador                | 1.047                                   | 781                                              | 746                                      | 71                                    | 35                           | 6,3                                            | 1,5                         | 7,4                                             | 87                                                    | 3,79                       |
| El Salvador            | 1150                                    | 390                                              | 339                                      | 195                                   | 67                           | 12,9                                           | 3,4                         | 6,8                                             | 96                                                    | 3,68                       |
| Guatemala              | 1.719                                   | 1.578                                            | 1.130                                    | 108                                   | 66                           | 16,0                                           | 2,6                         | 6,0                                             | 86                                                    | 3,82                       |
| Haití*                 | n/d                                     | n/d                                              | 685*                                     | n/d                                   | 12*                          | 19,4                                           | 3,2                         | 4,7                                             | n/d                                                   | n/d                        |
| Honduras               | 896                                     | 650                                              | 725                                      | 117                                   | 61                           | 13,5                                           | 5,0                         | 8,5                                             | 88                                                    | 3,79                       |
| México                 | 22.395                                  | 11.872                                           | 530                                      | 201                                   | 103                          | 5,7                                            | 1,6                         | 14,2                                            | 43                                                    | 4,43                       |
| Nicaragua              | 1.011                                   | 309                                              | 306                                      | 443                                   | 316                          | 16,5                                           | 7,9                         | 13,1                                            | 100                                                   | 3,56                       |
| Panamá                 | 1.512                                   | 1.676                                            | 1.273                                    | 530                                   | 511                          | 10,6                                           | 6,3                         | 12,9                                            | 56                                                    | 4,30                       |
| Paraguay               | 465                                     | 217                                              | 467                                      | 68                                    | 11                           | 4,2                                            | 1,3                         | 6,4                                             | 123                                                   | 3,26                       |
| Perú                   | 2.299                                   | 2.274                                            | 989                                      | 65                                    | 41                           | 9,0                                            | 1,6                         | 7,6                                             | 69                                                    | 4,04                       |
| República Dominicana   | 4.125                                   | 4.240                                            | 1.028                                    | 408                                   | 353                          | 36,2                                           | 18,8                        | 19,8                                            | 72                                                    | 3,99                       |
| Uruguay                | 2.407                                   | 1.496                                            | 636                                      | 525                                   | 145                          | 14,2                                           | 3,6                         | 10,7                                            | 58                                                    | 4,24                       |
| Venezuela*             | 615                                     | 788                                              | 1.281                                    | 28                                    | 19                           | 1,3                                            | 0,4                         | 8,1                                             | 106                                                   | 3,46                       |

- Nota (1): Los dos países marcados con asterisco (*) no tienen todas sus estadísticas disponibles para 2010, entonces se incluyeron solo como referencia los datos de 2003 para Haití[59] y de 2009 para Bolivia y Venezuela.[47]
- Nota (2): El color sombreado verde denota el país con el mejor indicador y el color sombreado amarillo corresponde al país con el valor más bajo, ambos para países con datos de 2010.

### Las ciudades más visitadas del mundo

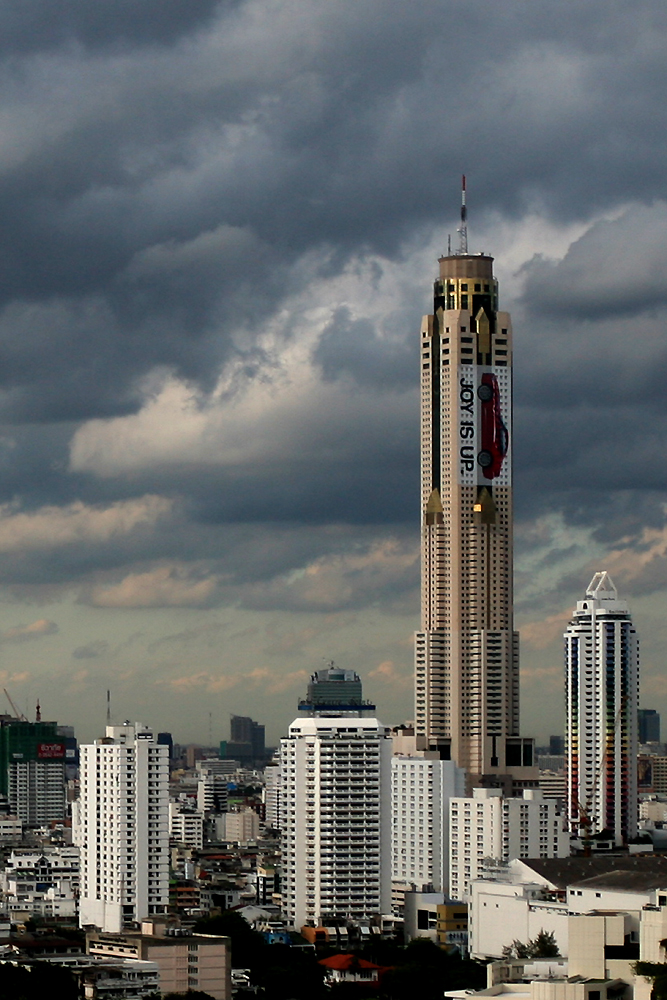
La Torre Baiyoke II, el edificio más alto de Bangkok, Tailandia.

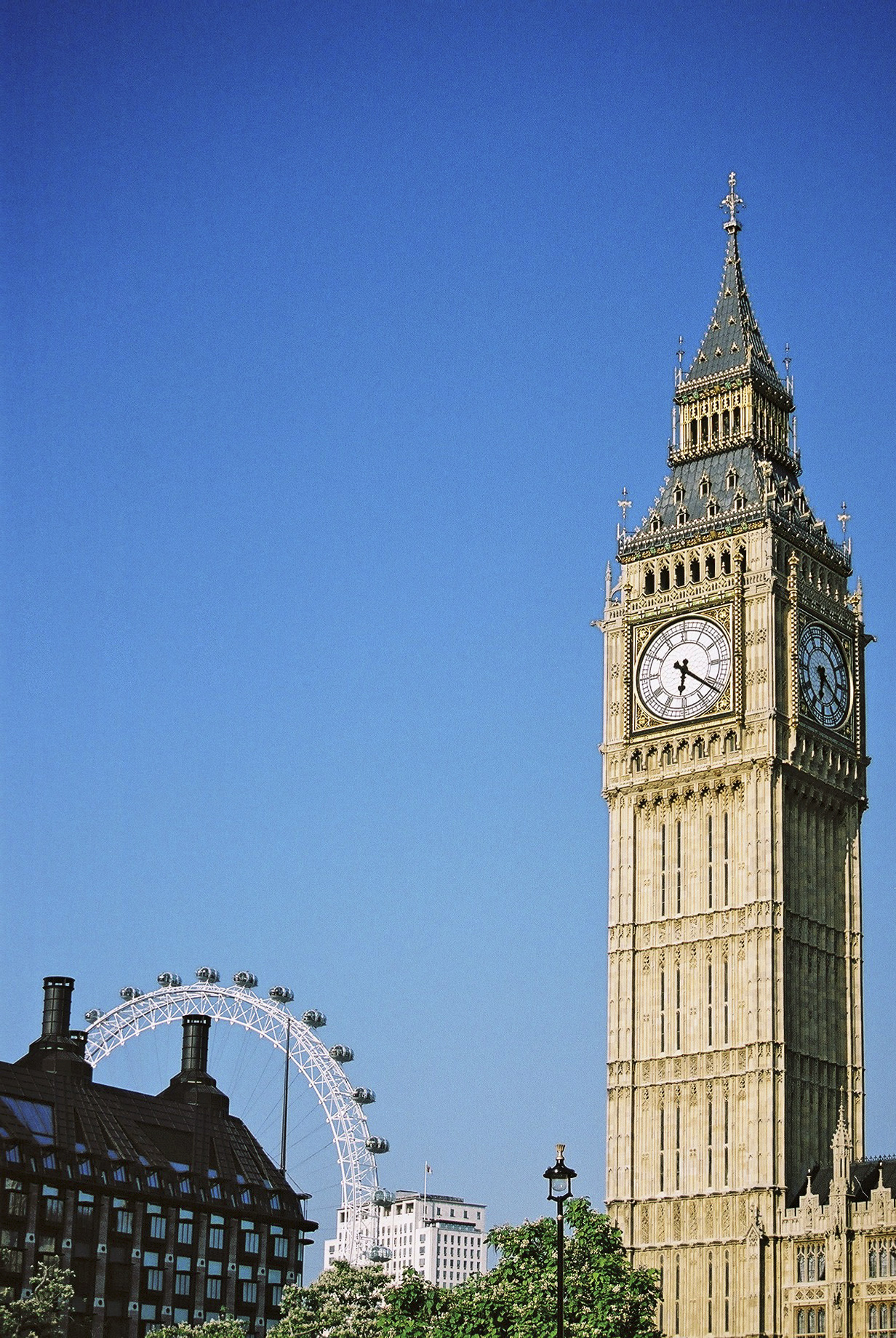
El Big Ben de Londres, y al fondo el London Eye.

Desde 2010, Mastercard realiza un estudio de las 20 ciudades más visitadas por turistas internacionales en el mundo.
| Posición mundial | Ciudad       | País               | Continente | Cantidad de visitantes 2013 (en millones) |
| ---------------- | ------------ | ------------------ | ---------- | ----------------------------------------- |
| 1                | Bangkok      | Tailandia          | Asia       | 15.98                                     |
| 2                | Londres      | Reino Unido        | Europa     | 15.96                                     |
| 3                | París        | Francia            | Europa     | 13.92                                     |
| 4                | Singapur     | Singapur           | Asia       | 11.75                                     |
| 5                | Nueva York   | Estados Unidos     | América    | 11.52                                     |
| 6                | Estambul     | Turquía            | Asia       | 10.37                                     |
| 7                | Dubái        | EAU                | Asia       | 9.89                                      |
| 8                | Kuala Lumpur | Malasia            | Asia       | 9.20                                      |
| 9                | Hong Kong    | China              | Asia       | 8.72                                      |
| 10               | Barcelona    | España             | Europa     | 8.41                                      |
| 11               | Seúl         | Corea del Sur      | Asia       | 8.19                                      |
| 12               | Milán        | Italia             | Europa     | 6.83                                      |
| 13               | Roma         | Italia             | Europa     | 6.71                                      |
| 14               | Shanghái     | China              | Asia       | 6.50                                      |
| 15               | Ámsterdam    | Países Bajos       | Europa     | 6.35                                      |
| 16               | Tokio        | Japón              | Asia       | 5.80                                      |
| 17               | Viena        | Austria            | Europa     | 5.37                                      |
| 18               | Taipéi       | República de China | Asia       | 5.19                                      |
| 19               | Riad         | Arabia Saudita     | Asia       | 5.05                                      |
| 20               | Los Ángeles  | Estados Unidos     | América    | 4.84                                      |

### Los lugares y atracciones turísticas más visitadas del mundo
La revista Travel + Leisure publicó en 2011 un ranking de las 50 atracciones turísticas más visitadas del mundo. Forbes publicó una lista similar en 2007 y al momento muchos están de acuerdo en que las atracciones enumeradas merecían un lugar entre las 50 mejores. Las siguientes son las 10 mejores atracciones del mundo según Travel + Leisure, y se presentan también algunas otras ubicadas dentro de las 50 del ranking:

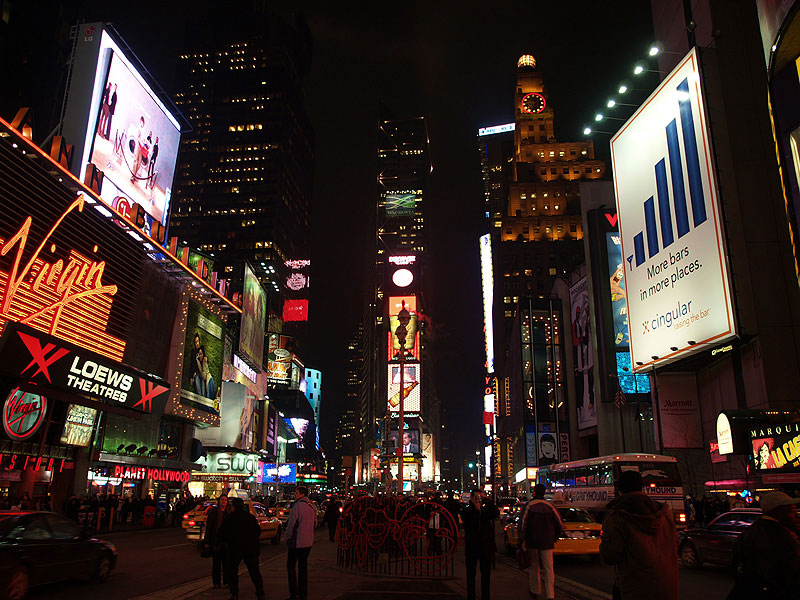
Vista nocturna de Times Square en Manhattan, Nueva York.

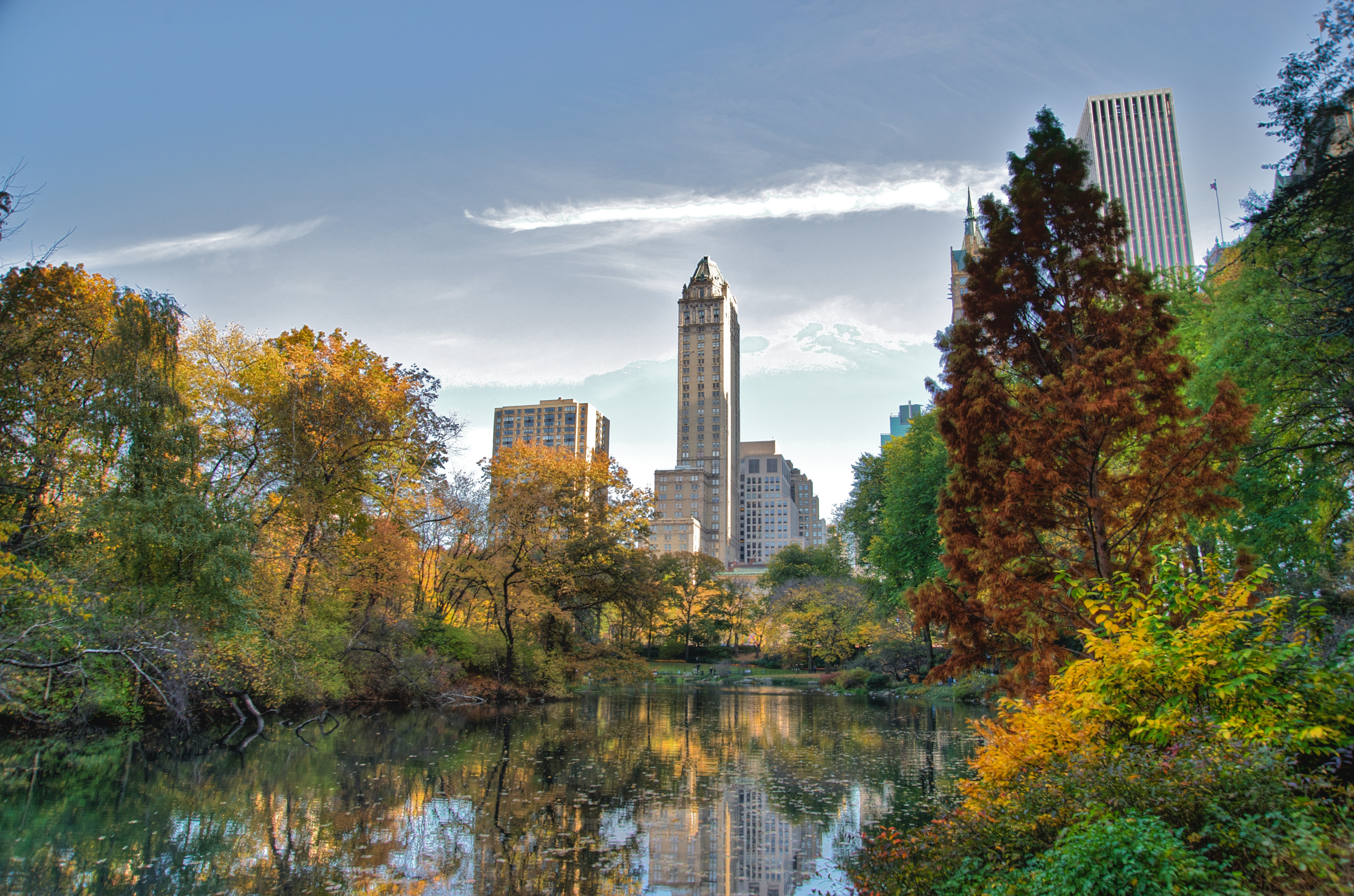
El Central Park de Nueva York, en el corazón de Manhattan.

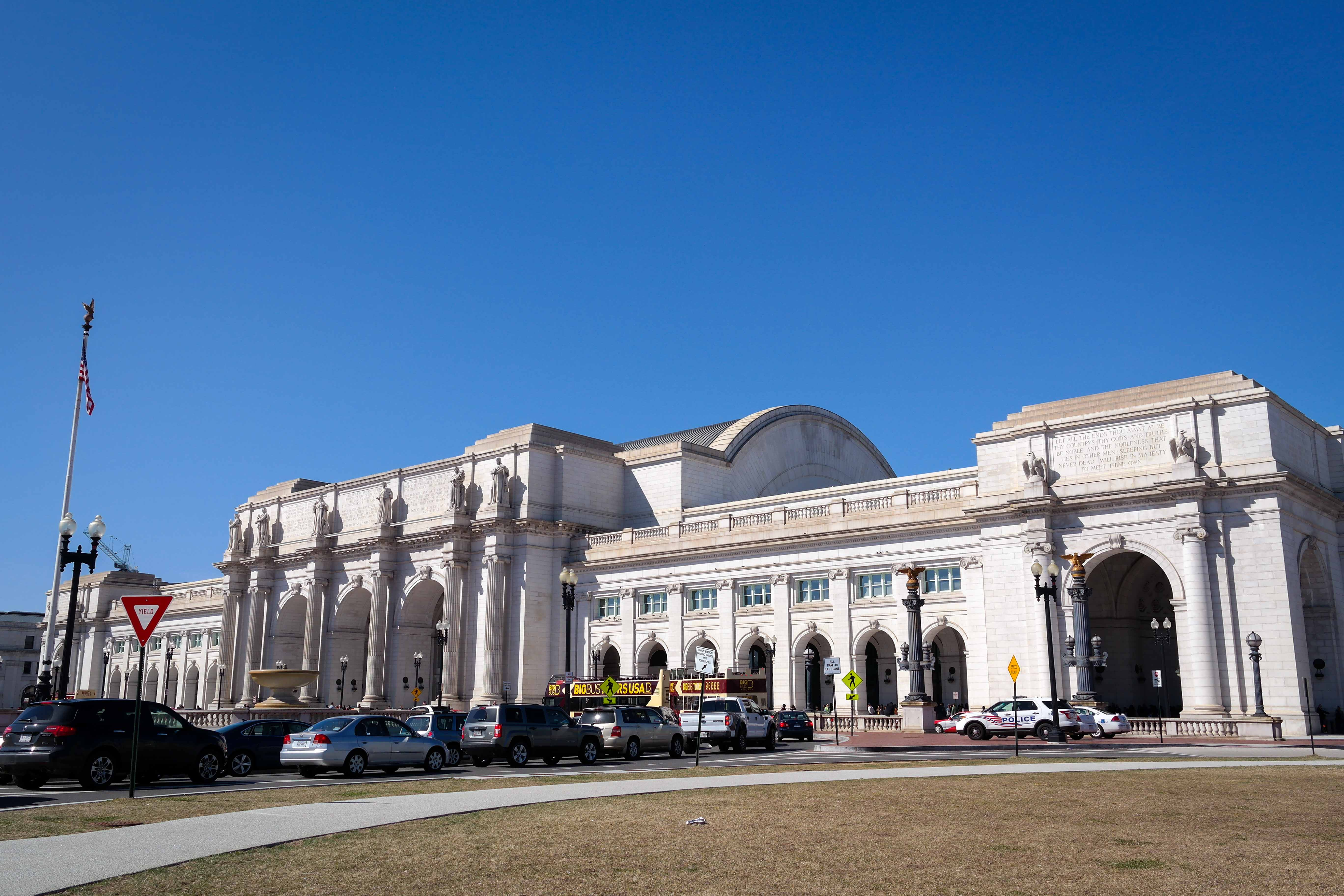
La Union Station en Washington D. C., Estados Unidos.

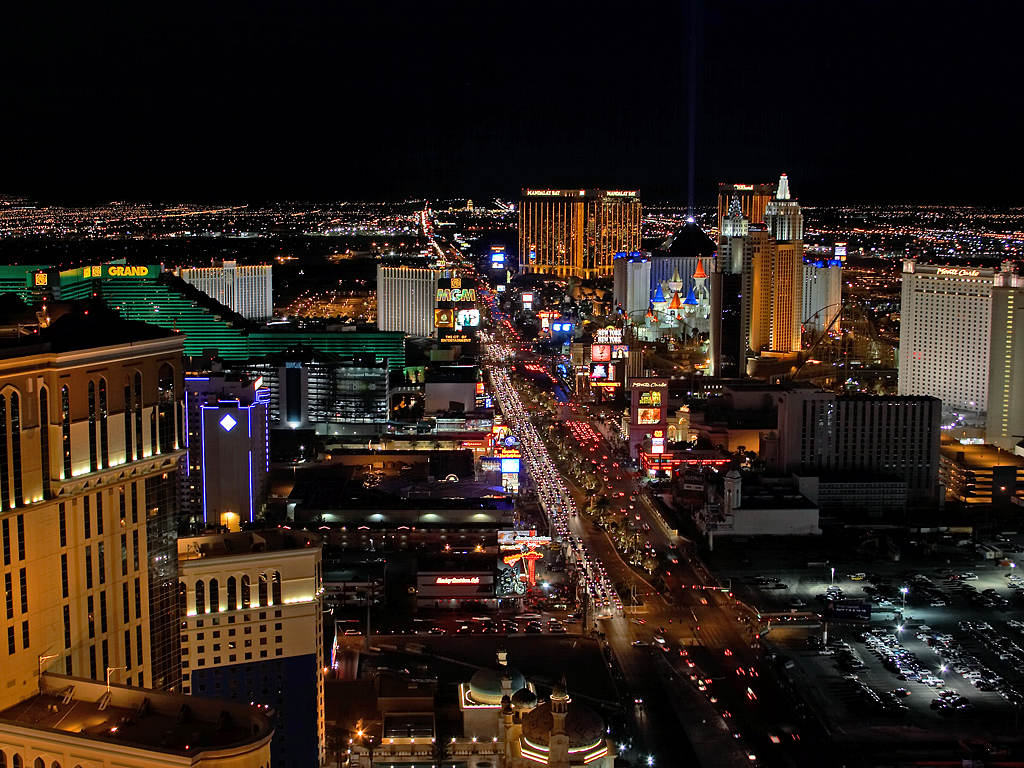
The Strip, famosa avenida de Las Vegas, Nevada.

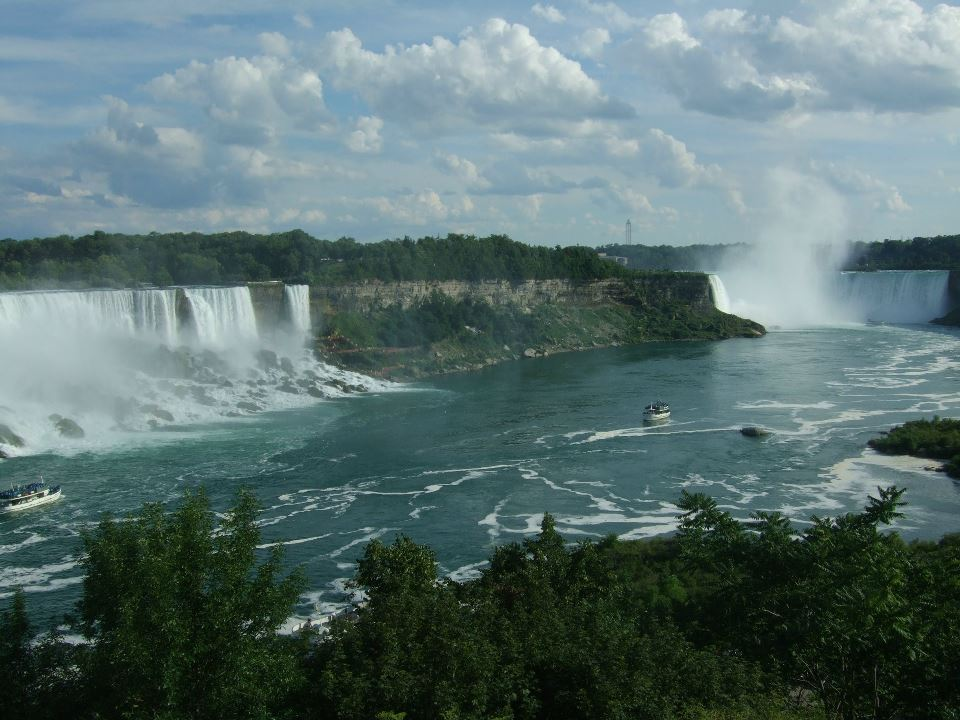
Las Cataratas del Niágara, en la frontera Canadá-Estados Unidos.

| Atracciones turísticas más visitadas del mundo en 2011 Las 10 atracciones mejor clasificadas |                                               |                   |                         |                                  |
| Posición mundial                                                                             | Atracción turística                           | Ciudad            | País                    | Número de turistas (en millones) |
| 1                                                                                            | Times Square                                  | Nueva York        | Estados Unidos          | 39,2                             |
| 2                                                                                            | Central Park                                  | Nueva York        | Estados Unidos          | 38                               |
| 3                                                                                            | Union Station                                 | Washington, D. C. | Estados Unidos          | 37                               |
| 4                                                                                            | Las Vegas Strip                               | Las Vegas         | Estados Unidos          | 29,5                             |
| 5                                                                                            | Cataratas del Niágara                         | Niagara Falls     | Canadá / Estados Unidos | 22,5                             |
| 6                                                                                            | Grand Central Terminal                        | Nueva York        | Estados Unidos          | 21,6                             |
| 7                                                                                            | Faneuil Hall Marketplace                      | Boston            | Estados Unidos          | 18                               |
| 8                                                                                            | Disney World's Magic Kingdom                  | Orlando           | Estados Unidos          | 17                               |
| 9                                                                                            | Disneyland Park & Disney California Adventure | Anaheim           | Estados Unidos          | 16                               |
| 10                                                                                           | Gran Bazar                                    | Estambul          | Turquía                 | 15                               |
| Otros lugares famosos seleccionados                                                          |                                               |                   |                         |                                  |
| 13                                                                                           | Catedral de Notre Dame                        | París             | Francia                 | 13,7                             |
| 15                                                                                           | Ciudad Prohibida                              | Pekín             | China                   | 12,8                             |
| 19                                                                                           | Tsim Sha Tsui Waterfront                      | Hong Kong         | China                   | 10,1                             |
| 22                                                                                           | El Zócalo                                     | México, D. F.     | México                  | 10                               |
| 26                                                                                           | Gran Muralla China                            | Badaling          | China                   | 9                                |
| 29                                                                                           | Museo de Louvre                               | París             | Francia                 | 8,5                              |
| 32                                                                                           | Casa de la Ópera                              | Sídney            | Australia               | 7,4                              |
| 35                                                                                           | Torre Eiffel                                  | París             | Francia                 | 6,7                              |
| 40                                                                                           | Museo Británico                               | Londres           | Reino Unido             | 5,8                              |
| 46                                                                                           | El Coliseo                                    | Roma              | Italia                  | 5,1                              |

## Sector turístico
El sector turístico ofrece productos (servicios + derechos de uso) a través de las diferentes empresas y diversas organizaciones públicas y privadas, cuyas características principales son:

### Marketing de destinos

#### Turismo individual
Es aquel cuyo programa de actividades e itinerario son decididos por los viajeros sin intervención de operadores turísticos. Véase turismo de alpargata o mochilero.

#### Turismo masivo
Es aquel que se realiza masivamente por todo tipo de personas, sin importar su nivel económico por lo que no es un tipo de turismo exclusivo. Es el más convencional, pasivo y estacional. Es normalmente menos exigente y especializado. Aquí podemos encontrar el turismo de sol y playa.

#### Turismo cultural

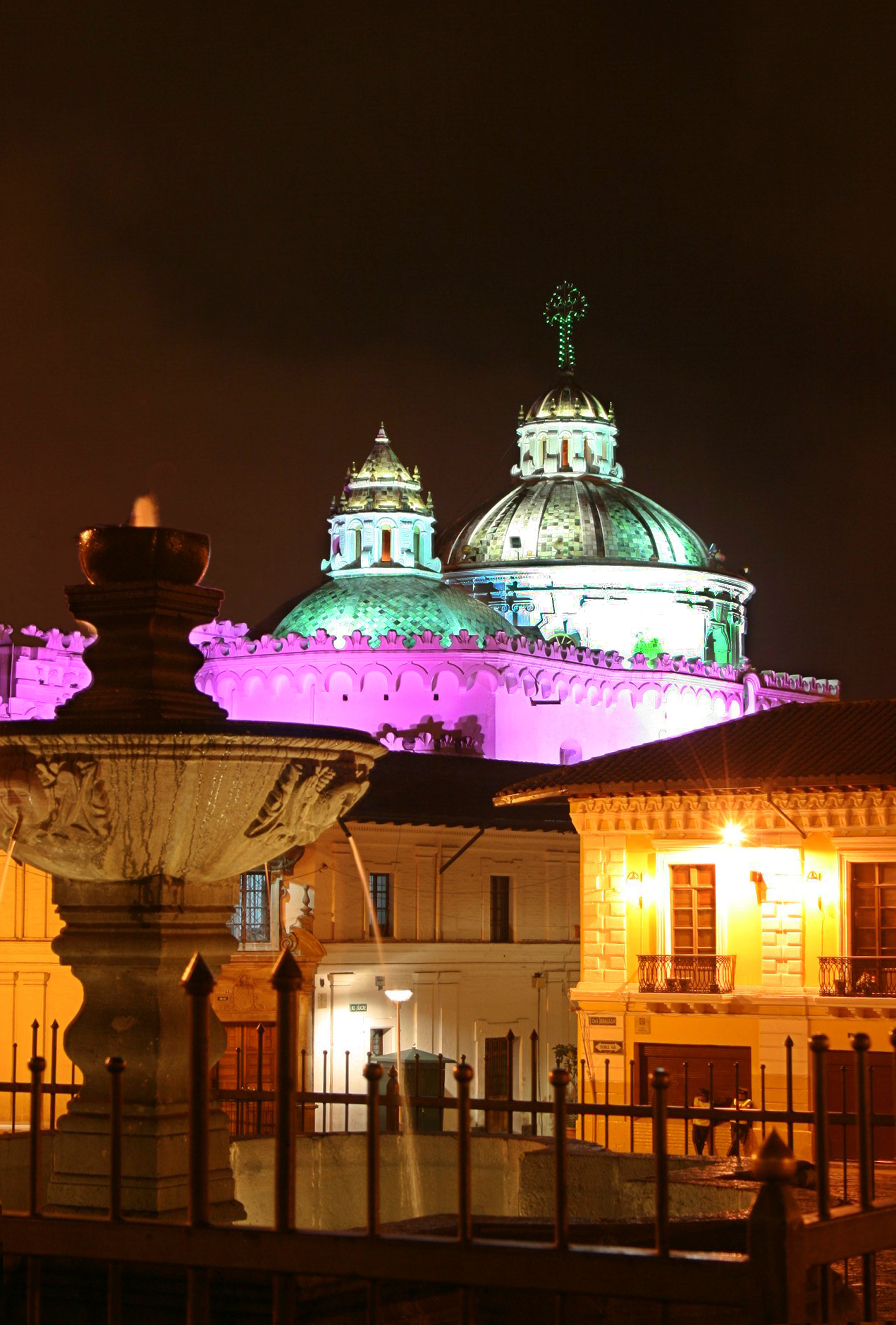
Centro histórico de Quito, primer lugar en ser declarado Patrimonio Cultural de la Humanidad.

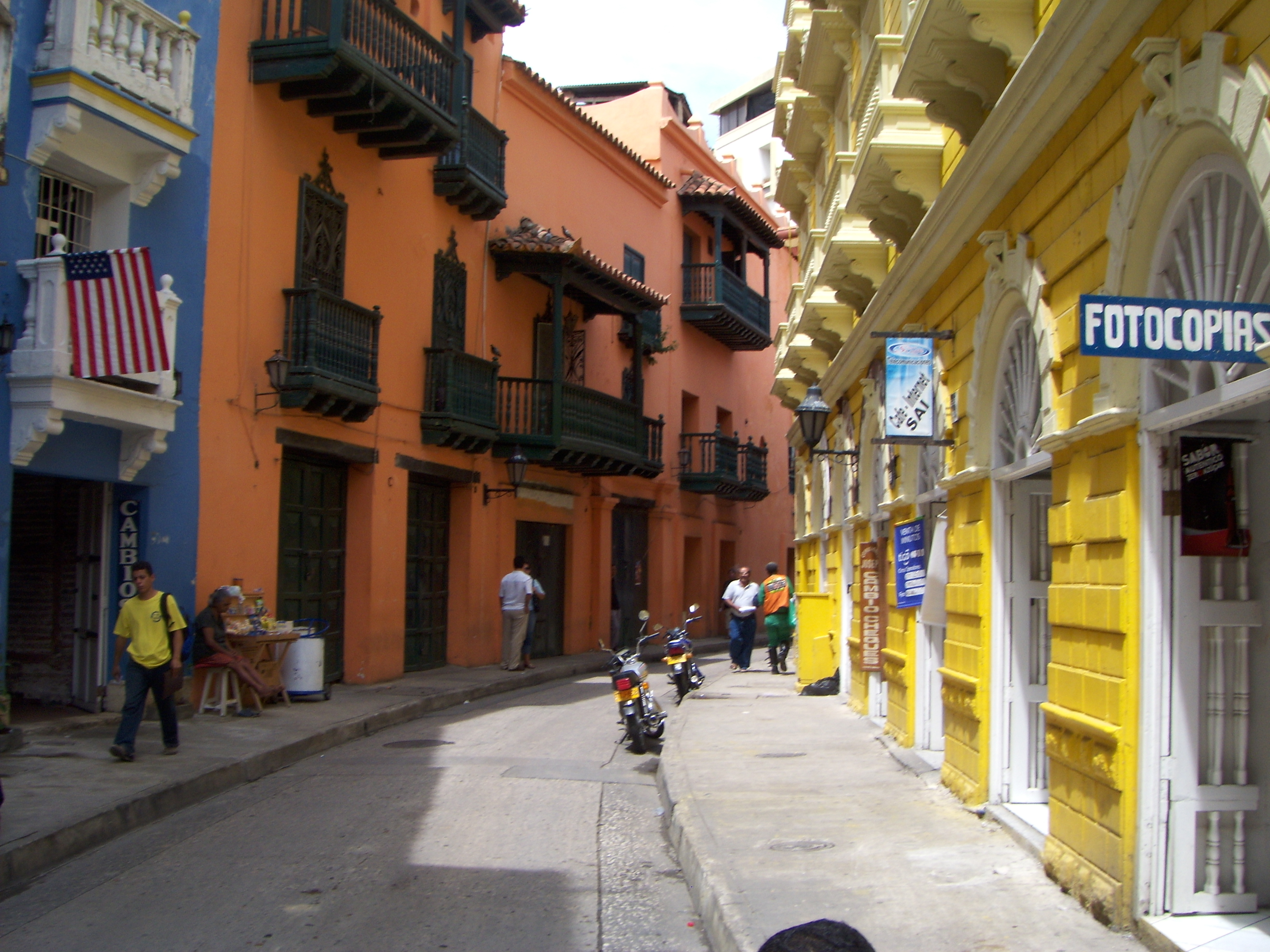
Cartagena de Indias, Colombia una de las ciudades más turísticas del mundo por su arquitectura virreinal.

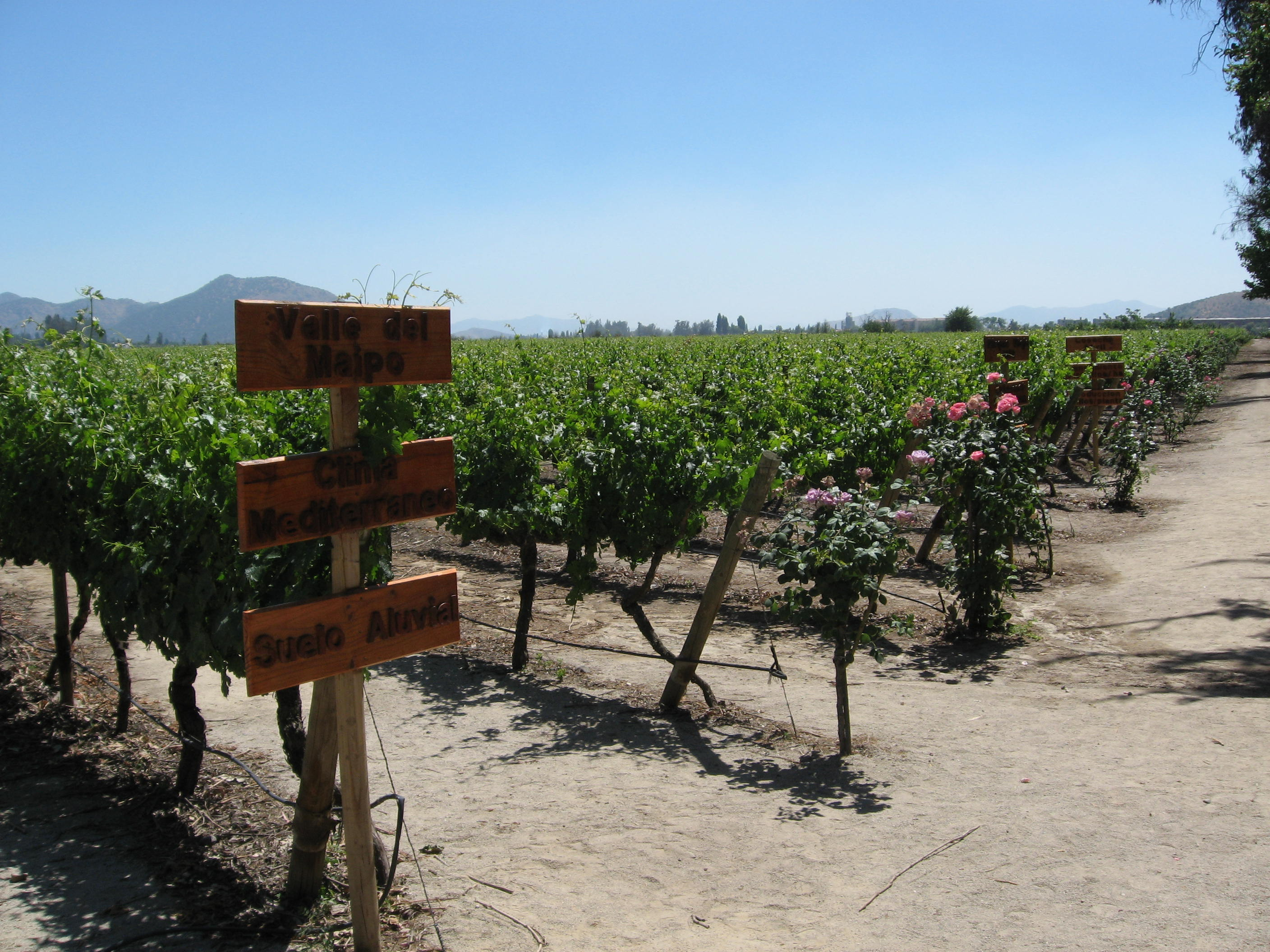
Viña Concha y Toro S.A., en Chile. La principal productora y exportadora de vinos en Latinoamérica.

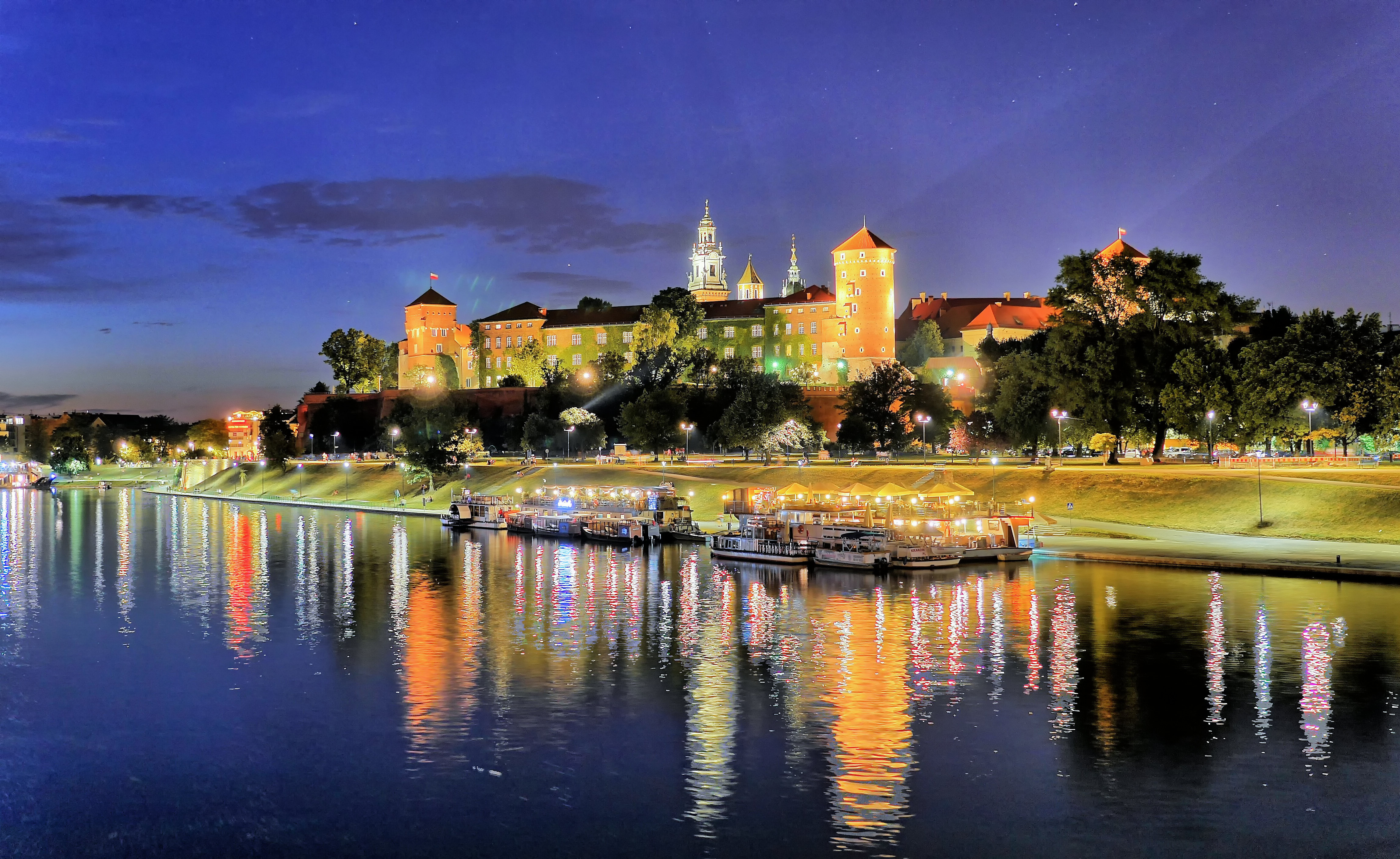
Cracovia: Wawel - castillo real, un lugar de recuerdos históricos polacos

Es el que precisa de recursos histórico-artísticos para su desarrollo, como museos y monumentos, incluido el llamado patrimonio inmaterial: idiomas, folklore, costumbres, gastronomía, música, literatura, religión, historia... Es más exigente y menos estaciona l.
También es obvia la predominancia de los aspectos clásicos del turismo cultural como la arquitectura, la artesanía y los museos. Aspectos como el idioma y la gastronomía son considerados también como manifestaciones culturales importantes, seguidas en menor medida del baile el teatro o la moda.
El turismo cultural puede ser un positivo instrumento de desarrollo local y regional, entendido esto último desde una visión socio-económica que permita una equitativa distribución de los beneficios, ya sean de carácter económico, social y cultural en las comunidades anfitrionas, reflejado en una mejora de la educación, la formación, la creación de empleo, y la generación de ingresos, colaborando en la erradicación de la pobreza, por ejemplo en el caso de los países en desarrollo.
En este contexto, la implementación y el desarrollo de diversos programas, ya sea a nivel nacional como regional o local, no solo han estimulado el desarrollo turístico propiamente dicho, sino también han promovido la recuperación y conservación del patrimonio local, y el establecimiento de nuevas industrias culturales locales.
Por ejemplo, el programa de Turismo Rural implementado por la Secretaría de Turismo de la Nación conjuntamente con la Secretaría de Agricultura, Ganadería, Pesca y Alimentación se origina por la necesidad de impulsar el desarrollo regional, involucrando a pequeños y medianos productores rurales con posibilidades de realizar otras actividades para generar nuevos ingresos.
En este sentido es importante considerar que, de acuerdo a los conceptos vertidos por distintos autores (Sancho, 1998; Sarasa, 2000; Grande Ibarra, 2001), el turismo rural puede considerarse como una variante del turismo cultural, desde la perspectiva del descubrimiento del patrimonio, las costumbres y las actividades de las comunidades rurales.
En el caso, específico de Argentina, el turismo cultural incorpora prácticas culturales que habían quedado en esterilidad, revaloriza las costumbres y hábitos campesinos, y recupera antiguos procesos y actividades vinculadas a la producción agrícola ganadera, contribuyendo a preservar la memoria colectiva y la identidad local.

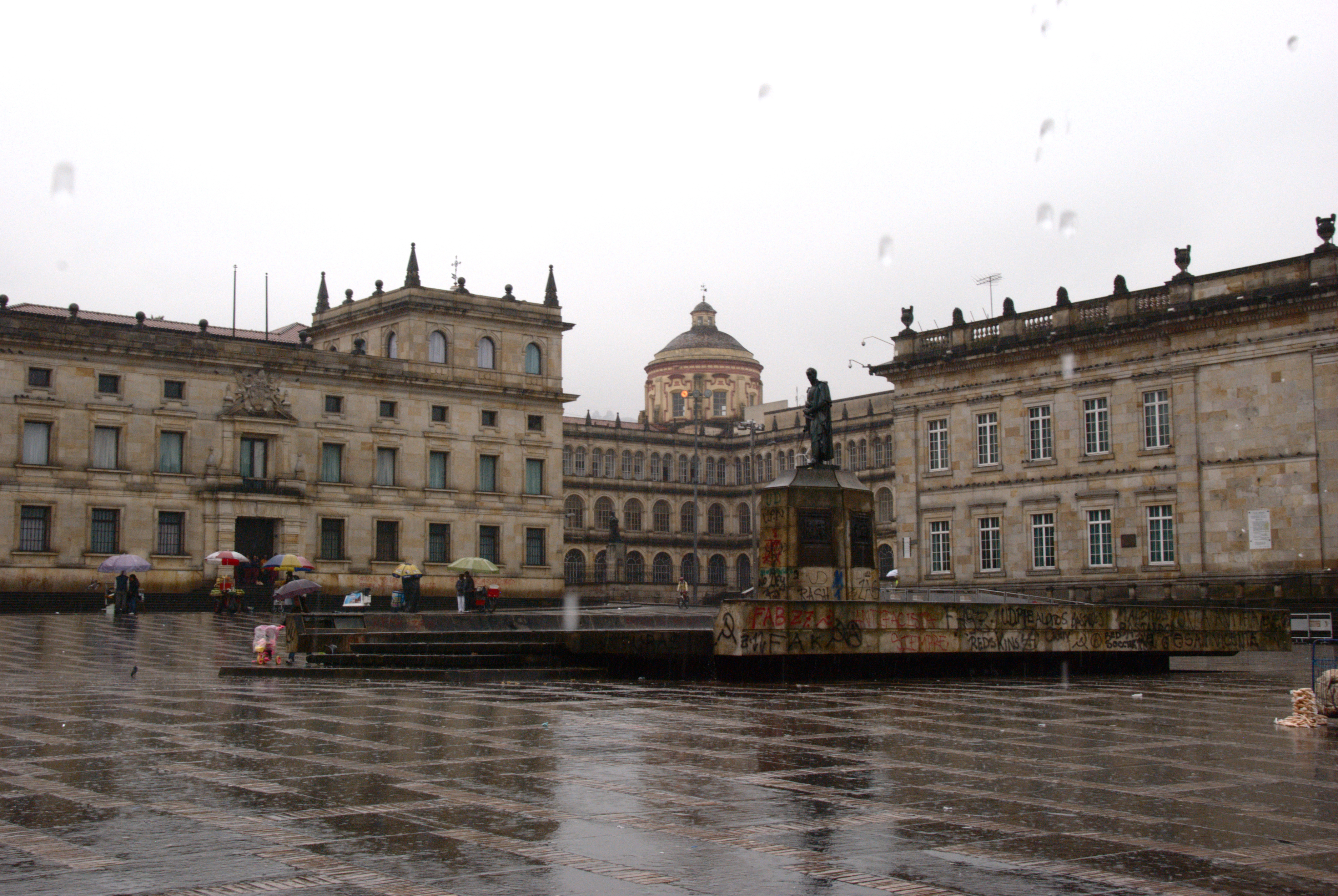
Plaza de Bolívar en Bogotá, Colombia.

La certificación de la sustentabilidad es un mecanismo con el cual es posible medir cualitativa y cuantitativamente el desempeño del turismo a través de sus prácticas de operación. Los Programas de Certificación del Turismo Sustentable son instrumentos voluntarios que están por encima de los marcos legales y que, de acuerdo con la Organización Mundial del Turismo, cumplen una función cada vez más importante en la reglamentación de servicios turísticos.
- Creativo:vinculado a la realización de actividades artísticas y creativas en el lugar de destino: exposiciones de pintura y escultura, festivales de cine y teatro, conciertos musicales, espectáculos operísticos, etc.
- Urbano: desarrollado en ciudades principalmente en aquellas que son Patrimonio de la Humanidad. Clientes de nivel cultural y poder adquisitivo alto, es el tipo de turismo más grande del mundo y está dado por un turismo masivo.
- Monumental: vinculado exclusivamente a monumentos histórico-artísticos que pueden estar alejados de núcleos de población importantes: pirámides de Egipto, templos de Angkor, palacio de la Alhambra de Granada, monasterio de El Escorial, estatua de la Libertad, Torre Eiffel, Torre de Londres, Wawel en Cracovia...
- Arqueológico: vinculado a yacimientos y sitios arqueológicos que pueden estar alejados de núcleos de población importantes, está basado en promocionar la pasión por la arqueología y las iniciativas de conservación de los asentamientos y lugares histórico-arquitectónicos.
- Funerario: vinculado cementerios donde o bien hay tumbas realizadas por arquitectos famosos o bien hay personajes famosos enterrados allí (Cementerio del Père-Lachaise, Rotonda de los Ilustres, Necrópolis tebana, Monte de los Olivos, Catacumbas de Roma, Valle de los Caídos, Cementerio de Tulcán...).
- De compras: vinculado a las compras a buen precio o exclusivos. Incluye artículos de lujo, arte, artesanía y artículos de uso común como calzado, electrónica, etc.
- Etnográfico: vinculado a las costumbres y tradiciones de los pueblos. En algunos casos cercano al turismo ecológico. Danzas, música (jazz de Nueva Orleáns), artesanía, gastronomía, fiestas (carnaval de Río de Janeiro, Venecia o Cádiz, ferias...), costumbres (Tauromaquia, San Fermín, Día de los muertos...)
- Literario: motivado por lugares o eventos de carácter bibliográfico o biográfico. Suelen llevar como guía un libro de viajes famoso, una autobiografía o un clásico, como la Odisea o la Ilíada de Homero; las Historias de Heródoto; el Don Quijote de Miguel de Cervantes o el Ulises de James Joyce.
- Idiomático: vinculado a los estudios, fundamentalmente los de idiomas (Intercambio de estudiantes, Au pair...).
- Gastronómico: vinculado a la comida tradicional de un determinado lugar, o a fiestas de degustación, como la Fiesta de la cerveza.
- Enológico: vinculado a los vinos de una zona, fiestas de la vendimia, visitas a bodegas famosas (Oporto, Burdeos, Valdepeñas...)
- Industrial: motivado por la visita a fábricas antiguas o grandes construcciones civiles, por ejemplo, en la ciudad de Łódź.

El Turismo Cultural también se ha estudiado desde una perspectiva administrativa, de hecho, existe una revisión sistemática de literatura que describe las  variables de marketing utilizadas en  la literatura para evaluar la  internacionalización  de  los  destinos  turísticos cuyas propuestas de valor que involucren Patrimonio Cultural, en el mismo se presentan las variables de marketing como lo son: las comunicaciones integradas de marketing (integrated marketing communications), los pronósticos de demanda y la gestión de marca del destino (destination marketing), asuntos que deben ser gestionados adecuadamente por operadores turísticos, el gobierno y las partes interesadas en lograr la internacionalización sostenible del turismo.
Turismo Creativo
El concepto de turismo creativo fue definido por los Profesores Greg Richards y Crispin Raymond en el año 2.000 como “Turismo que ofrece al visitante la oportunidad de desarrollar su potencial creativo a través de la participación activa en cursos y experiencias de aprendizaje, que son características del destino de vacaciones donde se toman.”
Se trata de la nueva generación de turismo, que permite a los “viajeros” descubrir y entender la cultura local participando en actividades artísticas y creativas con los residentes (co-creación de experiencias).
El turismo creativo es también conocido como “Turismo Naranja”. La sede de la Red Internacional de Turismo Creativo  - Creative Tourism Network(R) - se encuentra en Barcelona.

#### Turismo natural

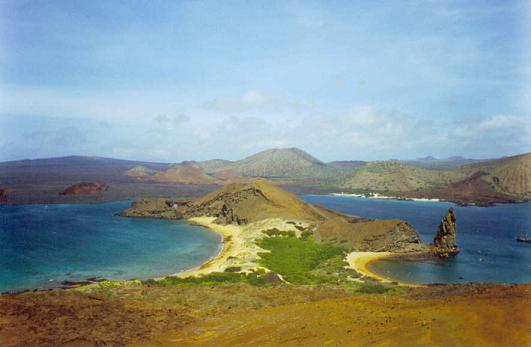
Las islas Galápagos, hábitat de especies únicas en el mundo.

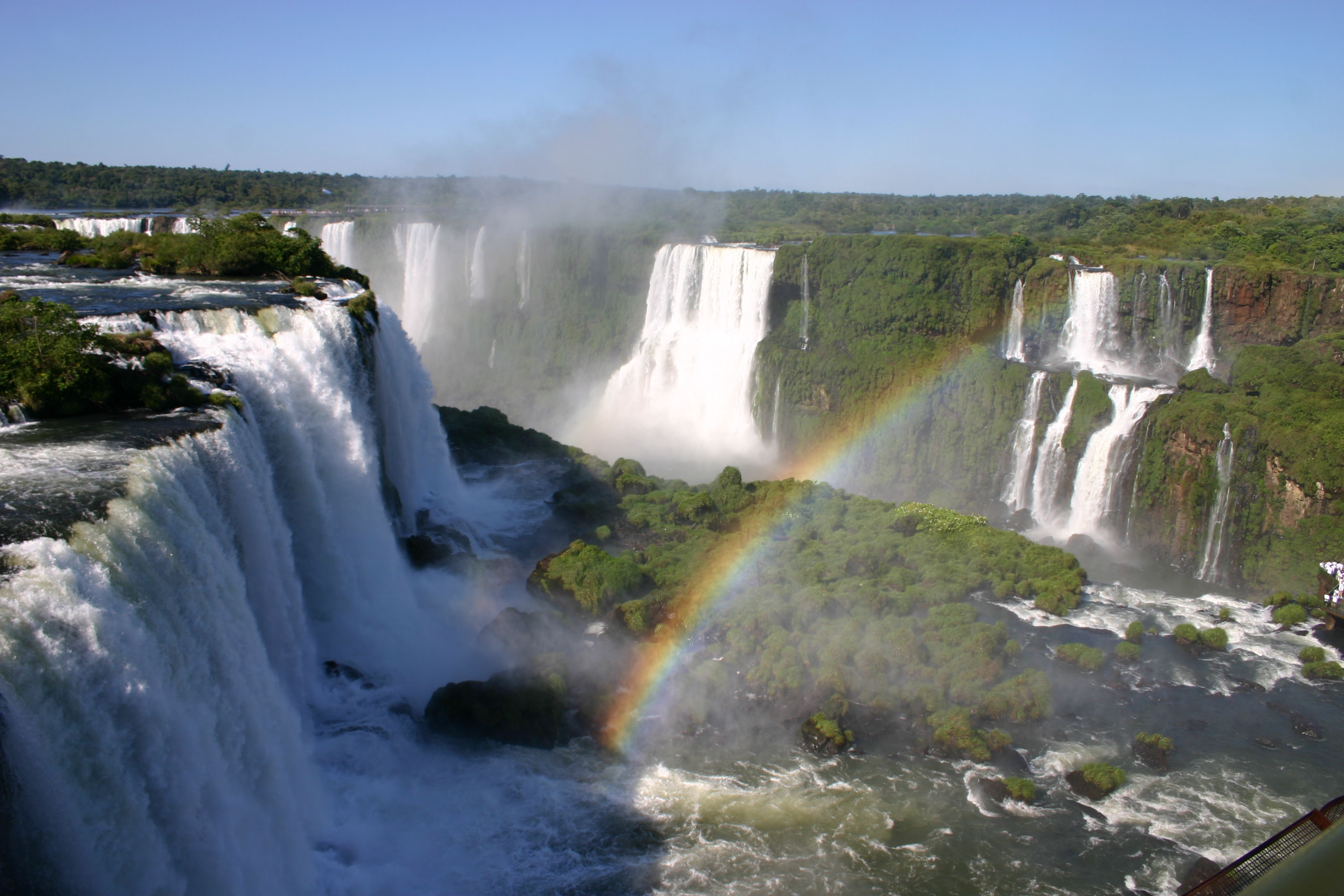
Las cataratas del Iguazú, en la frontera entre Argentina y Brasil.

El Turismo natural se suele desarrollar en un ambiente natural, ya sea este un medio rural o área protegida, tratando siempre de realizar actividades recreativas en él, pero sin deteriorar el entorno. También se puede encontrar incorporado al área urbana, mediante la contemplación de plantas y animales fuera de sus hábitats naturales, en los jardines botánicos y zoológicos, como parques temáticos de flora y fauna.
- Rural: es desarrollado en el medio rural, y su principal motivación es conocer las costumbres y tradiciones del hombre en el mundo rural, interesándose por su gastronomía, cultura popular, artesanía, etc.[70]
- Ecoturismo: está basado en el contacto directo con la naturaleza, y sus recursos los componen las reservas ecológicas y los parques nacionales, que contienen la flora y fauna características de la zona receptiva. Un caso de interés es Marcos Juárez, una puerta abierta al Turismo en Córdoba, (Argentina), creado por el Lic. Gustavo Biagiotti, en 1974, y perfeccionado en 1988.
- Agroturismo: está asociado a la formación educativa de grupos de estudiantes, y su finalidad es mostrar y explicar el proceso de producción de la agroindustria mediante la visita de haciendas, granjas y fincas agropecuarias.
- Agroecoturismo: es aquel donde el visitante se aloja en una habitación con estándares turísticos, pero participa en las labores agrícolas, convive con la comunidad y consume los alimentos recolectados con la familia.
- Ornitológico: está centrado en el avistamiento u observación de aves en su hábitat natural, realizado tanto con fines recreativos (disfrutando de la naturaleza), como con fines científicos (estudio de las aves).
- Ictioturismo: está centrado en la práctica de la pesca deportiva y el buceo en diversos medios acuáticos de áreas naturales, que permiten la realización de estas actividades en forma controlada.
- Cinegético: El turismo cinegético se puede definir como «la actividad que desarrolla un cazador deportivo nacional o extranjero, que visita destinos, localidades o áreas donde se permite la práctica  de la caza de fauna silvestre de interés cinegético en su entorno natural, y que hace uso de servicios logísticos y turísticos para hacer más fácil la práctica de este deporte, en un marco de conservación y sustentabilidad de la vida silvestre».[71] El turismo cinegético, como forma de practicar la cacería deportiva, es una actividad rechazada por gran parte de la población, al ser visto como un deporte en el cual se sacrifican animales por diversión. Sus defensores arguyen en cambio que la falta de información sobre el tema cinegético ha llevado a la población a ignorar los beneficios económicos, sociales y ambientales que genera esta actividad. En el caso de México, sólo puede realizarse legalmente en las Unidades de Manejo para la Conservación y Vida Silvestre (UMA), los cuales son espacios registrados sobre la base de un esquema de promoción para la conservación de la biodiversidad, con el estricto apego a la Ley General de la Vida Silvestre (LGVS), a través de la Secretaría del Medio Ambiente.[72]

- Astroturismo: es una actividad orientada a la observación de astros y fenómenos astronómicos, tales como eclipses lunares, eclipses solares, lluvias de estrellas, y en general la contemplación de cielos nocturnos.

#### Turismo activo

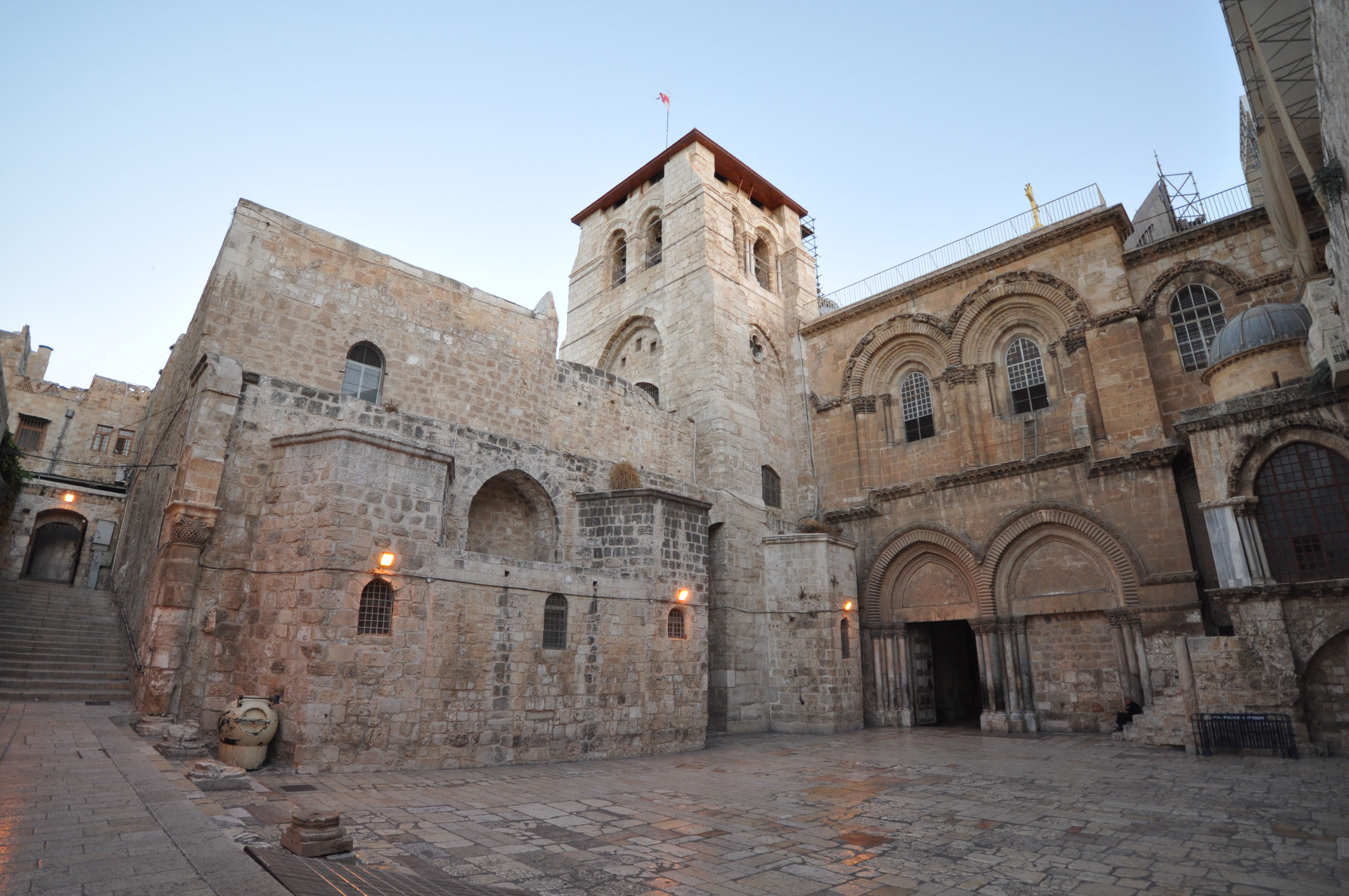
La basílica del Santo Sepulcro en la Ciudad Vieja de Jerusalén.

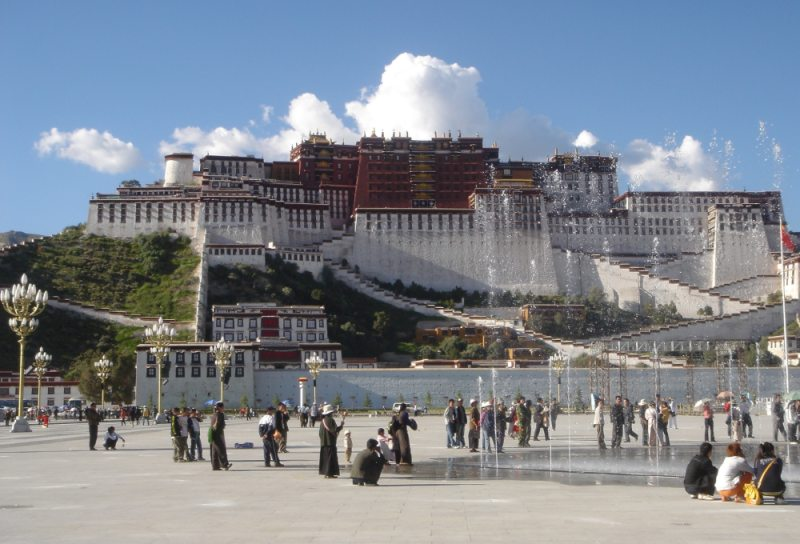
El palacio de Potala en Lhasa, residencia de los dalái lama.

El turismo activo es aquel que se realiza en espacios naturales, el turismo activo está estrechamente relacionado con el turismo rural y generalmente este tipo de actividades se realizan en un parque natural debido al interés ecológico que estos presentan.
- Aventura: vinculado a la práctica de deportes de riesgo. El usuario de este tipo de turismo suele ser de nivel adquisitivo y cultural alto y por lo general goza de muy buena forma física (rafting, canyoning, snowboarding...).[73]
- Religioso: una oferta ligada a lugares o acontecimientos de carácter religioso de relevancia. Los cinco núcleos de mayor importancia en el mundo son: Jerusalén, Roma, La Meca, Fátima y Santiago de Compostela (en este último el Camino de Santiago tiene una doble vertiente deportiva y religiosa).[74]
- Espiritual: su motivación es el recogimiento y la meditación (monasterios, retiros espirituales, cursos de filosofía oriental...).[75]
- Termal o de salud: está vinculado a los balnearios que ofrecen tratamientos para diversas dolencias (reumatológicas, dermatológicas, estrés, tratamientos de belleza...).[76]

#### Turismo de negocios
El turismo de negocios es aquel que se desarrolla con objeto o fin de llevar a cabo un negocio o un acuerdo comercial, se desarrolla entre empresas por lo general.
Utilizado por empresarios, ejecutivos, comerciantes y otros profesionales para cerrar negocios, captar clientes o prestar servicios. La estacionalidad es invertida a la vacacional, por lo que es un producto muy importante para el sector. El cliente suele ser de alto poder adquisitivo. Se trata de un turismo fundamentalmente urbano y con necesidades de infraestructura muy concretas como la conexión a internet.
- Reuniones y congresos: muy importante y habitualmente confundido con el de convenciones. El congreso reúne a un colectivo o asociación y suele tener carácter científico. Acuden profesionales del mismo sector pero que no tienen porque ser de la misma empresa.
- Seminarios y convenciones: a diferencia del congreso, la convención suele reunir a distintos profesionales de una misma empresa con el objeto de dar a conocer a sus empleados un nuevo producto, tratar la planificación estratégica para la nueva campaña, etc.
- Viajes de incentivo: vinculado a viajes de negocios, mientras que este último es de trabajo, los de incentivo son de placer. Utilizado por la dirección de grandes empresas para mejorar el rendimiento de sus empleados, incentivándolos a ello con un viaje que puede ser individual o de grupo.[78]
- Fam trips: Los viajes de familiarización (fam trips) son viajes en los cuales periodistas, operadores turísticos o agencias de viajes viven la experiencia del destino turístico de primera mano. Los beneficios de esta práctica incluyen generar interés en el destino, que el mismo aparezca en los medios de comunicación, la construcción de relaciones y contactos, y la posibilidad de crear un interés en otro ángulo de la historia o el destino turístico.

#### Turismo de gobiernos y grandes instituciones
El turismo de gobiernos y grandes instituciones, más conocido como Viajes Gubernamentales e Institucionales —oficialmente, Governmental and Institutional Travel and Tourism (GITT)—, es aquel que engloba todos aquellos viajes y actividades que realizan los representantes de las distintas Instituciones Gubernamentales en las misiones diplomáticas y acciones de protocolo o representación de sus respectivos países en el ejercicio de sus funciones. Esta definición permite establecer y regular estándares de comportamiento que afectan directamente de forma positiva a la sostenibilidad del sector en particular, y de la industria del Turismo en general.  
Asimismo, se trata de un sector que demanda de la especialización y profesionalización de proveedores turísticos y culturales receptores de dichos viajes y actividades de ámbito institucional. Estos viajes no incluyen exclusivamente los servicios de transporte, alojamiento y gastronómicos; existen múltiples actividades de ámbito general (culturales, sociales, etc.) con actividades complementarias no propiamente turísticas que pueden ser realizadas como consecuencia del propio viaje gubernamental.
Este tipo de viajes carecen de estacionalidad y cuentan con un alto impacto socioeconómico en los destinos, y en los proveedores de servicios. Entre otras peculiaridades de este tipo de viajes, la improvisación es una de sus características.
Identificado por parte de Diego Fuentes Díaz, CEO de Tourism Optimizer Platform (TOP), de acuerdo con lo recogido por parte de la Organización Mundial del Turismo, la Universidad de Sevilla y los diversos artículos científicos o de corte académico, este tipo de viajeros cuentan con un determinado estatus y rango, así como el ejercicio de un rol determinado en el marco del viaje. Es decir, cuando un viajero de este tipo se desplaza a un destino concreto, con uno o varios objetivos marcados, lo hace en representación de un gobierno, una institución, una comunidad, un territorio, etc.

#### Turismo científico

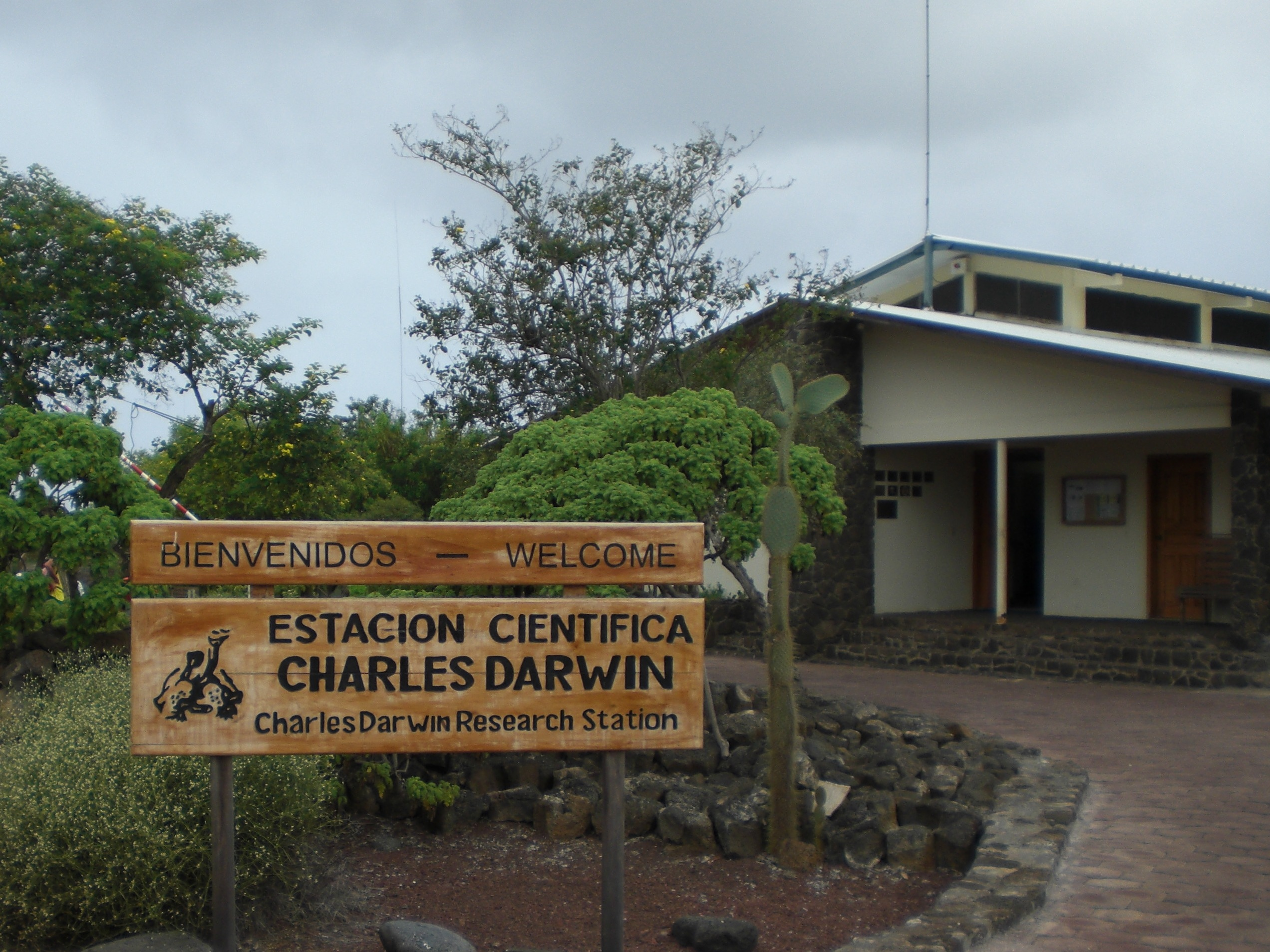
Estación Científica Charles Darwin en las Islas Galápagos, albergue de más de un centenar de estudiantes, educadores y científicos de todo el mundo.

El turismo científico es una modalidad de turismo cuya motivación es el interés en la ciencia o la necesidad de realizar estudios e investigaciones científicas en lugares especiales como estaciones biológicas o yacimientos arqueológicos.
En ocasiones existe la necesidad de viajar para observar in situ alguna realidad que es objeto de estudio. El turismo científico se realiza de forma individual o en pequeños grupos para evitar alterar el objeto de estudio en un entorno natural.
El turismo científico para el público en general apareció por primera vez en países desarrollados, con el objeto de involucrar de una manera más directa y participativa a las personas en el conocimiento del mundo natural.
Esta modalidad de turismo, busca ofrecer vacaciones orientadas a un mejor entendimiento de la naturaleza desde un punto de vista científico. Este turismo es muy buena fuente de beneficios económicos.
Ahora, en aras de una nueva visión de la ciencia desde la perspectiva de la socialización del conocimiento, nace el Turismo científico social orientada al fomento de una cultura turística y científica que permite conocer, compartir y valorar el origen, las costumbres, la sabiduría de un pueblo de forma creativa (Tovar-J et al, 2009). Proporcional al desarrollo social y al beneficio que el turismo aporta al valuarte de una localidad.

#### Turismo Paranormal
Se define como turismo paranormal a todo viaje motivado por visitar espacios, casas, o lugares embrujados o asociados a un fenómeno paranormal. Por regla general, los viajeros que consumen esta clase de turismo buscan experiencias místicas o únicas que desafíen la explicación científica convencional. El turismo paranormal adquiere mayor preponderancia en comunidades con una alta carga simbólica y mito-poietica. Para algunos autores el turismo paranormal sería parte del turismo oscuro, aun cuando no existe consenso dentro de la comunidad académica.

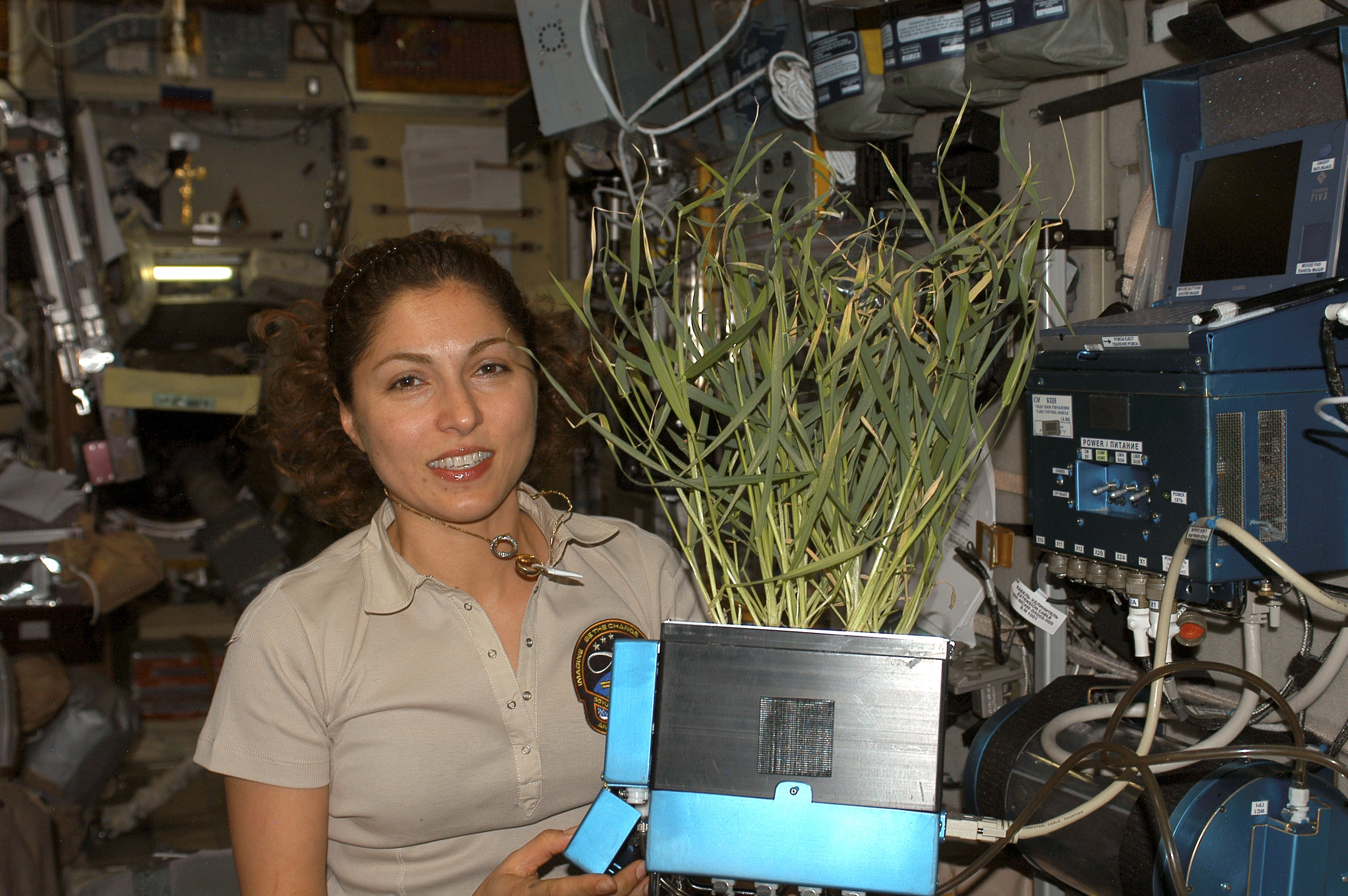
Anousheh Ansari, de origen iraní, fue la primera mujer turista en órbita y la cuarta del mundo.

#### Turismo Espacial
El turismo espacial es una modalidad de turismo que se realiza a más de 100 kilómetros de altura de la Tierra, lo que se considera la frontera del espacio. Comenzó a principios del siglo XXI realizado por personas muy ricas y valientes, los riesgos de perder la vida en un viaje al espacio son elevados.
Se entiende por turismo espacial a toda forma de viaje diseñado para traspasar la atmosfera de la tierra. Eric Cohen sostiene que el turismo espacial es el próximo paso para la expansión del turismo fuera del planeta. El turismo espacial requiere grandes inversiones de capital, la mayoría de ellas subvencionadas por el estado o propuestas por grandes magnates mientras que la cuota de turistas que pueden acceder a esta clase de experiencias queda muy limitada a pocos consumidores. Ello representa una de las paradojas más significativas del turismo espacial.
En los últimos años, algunos trabajos han enfatizado en los riesgos que lleva consigo la idea de llevar pasajeros sin preparación previa al espacio. Esta clase de viajes van acompañados de un nivel de estrés y ansiedad los cuales ponen en cuestionamiento hasta que punto se trata de un viaje turístico. En este sentido, algunos autores sugieren que el turismo espacial debe comprenderse como un viaje exploratorio fuera del campo del ocio recreativo.
Afortunadamente para los intrépidos turistas espaciales, el fin de la Guerra Fría, la construcción de la Estación Espacial Internacional y, sobre todo, la capacidad de llevar al espacio tres personas en una cápsula cuando sólo son necesarias dos, abrieron la puerta a esta modalidad de ocio.
Los primeros viajes consistían en una estancia de 3 o más días en la Estación Espacial Internacional en la que realizaban fotografías del espacio y la Tierra, videos, conversaciones con personas en la estación, disfrutar de la ingravidez, colaborar con los tripulantes de la estación y también realización de pequeños experimentos.
Varias empresas trabajan en la construcción de naves capaces de realizar vuelos suborbitales y orbitales, así como en un hotel modulable para estancias más largas y asequibles que las actuales, valoradas en unos 21 millones de dólares.
El 18 de mayo de 1996 la Fundación X Prize abrió la competición para crear vuelos espaciales turísticos al ofrecer el Premio Ansari X Prize con 10 millones de dólares en metálico a quien pudiera diseñar un aparato que llevara a tres tripulantes a más de 100 km de la Tierra dos veces en menos de quince días.

#### Turismo nuclear

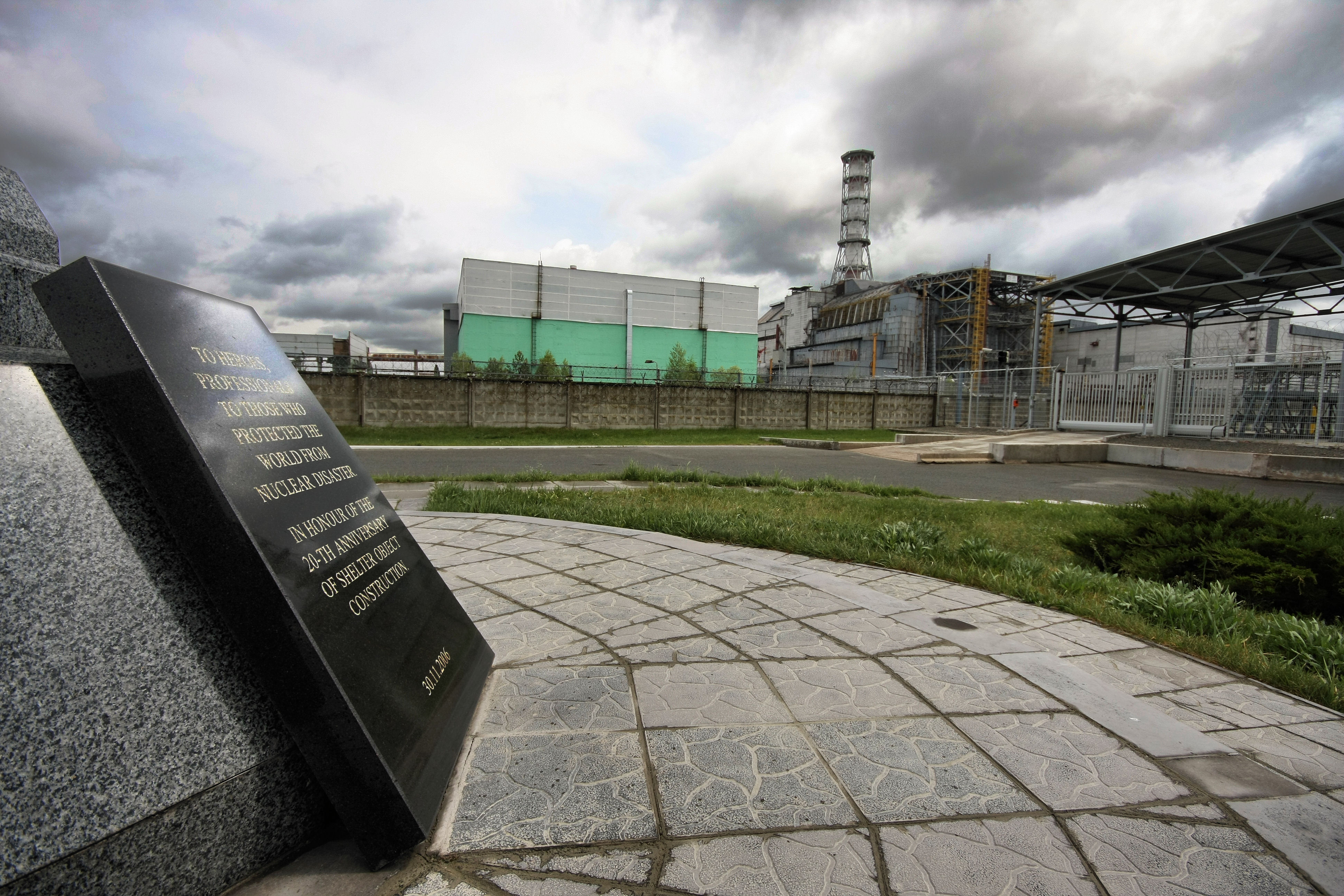
Placa conmemorativa en la central nuclear de Chernóbil.

Esta sorprendente variante del turismo de aventura o de riesgo, está teniendo un notable desarrollo, que tiene su correspondencia en las inversiones que se están realizando en las zonas contaminadas radiactivamente para acoger al creciente número de visitantes. Se trata de zonas en las que se han realizado pruebas nucleares, como Nevada, en Estados Unidos; o Sinkiang, en China; o que han sufrido un accidente nuclear, como Prípiat, en Ucrania, donde se encuentra la central nuclear de Chernóbil.
Los medios reflejan este fenómeno no sin perplejidad, debido a la aparente despreocupación con la que los visitantes asumen las molestias (mareos, vómitos...) y los riesgos (desarrollo de cáncer, malformaciones en la descendencia por alteraciones en las células de los órganos reproductores...) inherentes a la exposición a la radiación ionizante y la contaminación radiactiva. Sin embargo, como bien se indica en dichos medios: "... Los riesgos (...) no parecen ser un impedimento para el desarrollo de este tipo de turismo, sino más bien una de las principales razones de su impulso...".
Por lo que respecta a la administración pública, el gobierno de Ucrania declara que el turismo nuclear es ilegal y que no puede garantizar la seguridad de los turistas. En el caso de España, el Ministerio de Sanidad, Servicios Sociales e Igualdad no incluye aún los riesgos para la salud de este tipo de turismo en su listado de consejos para el viajero.

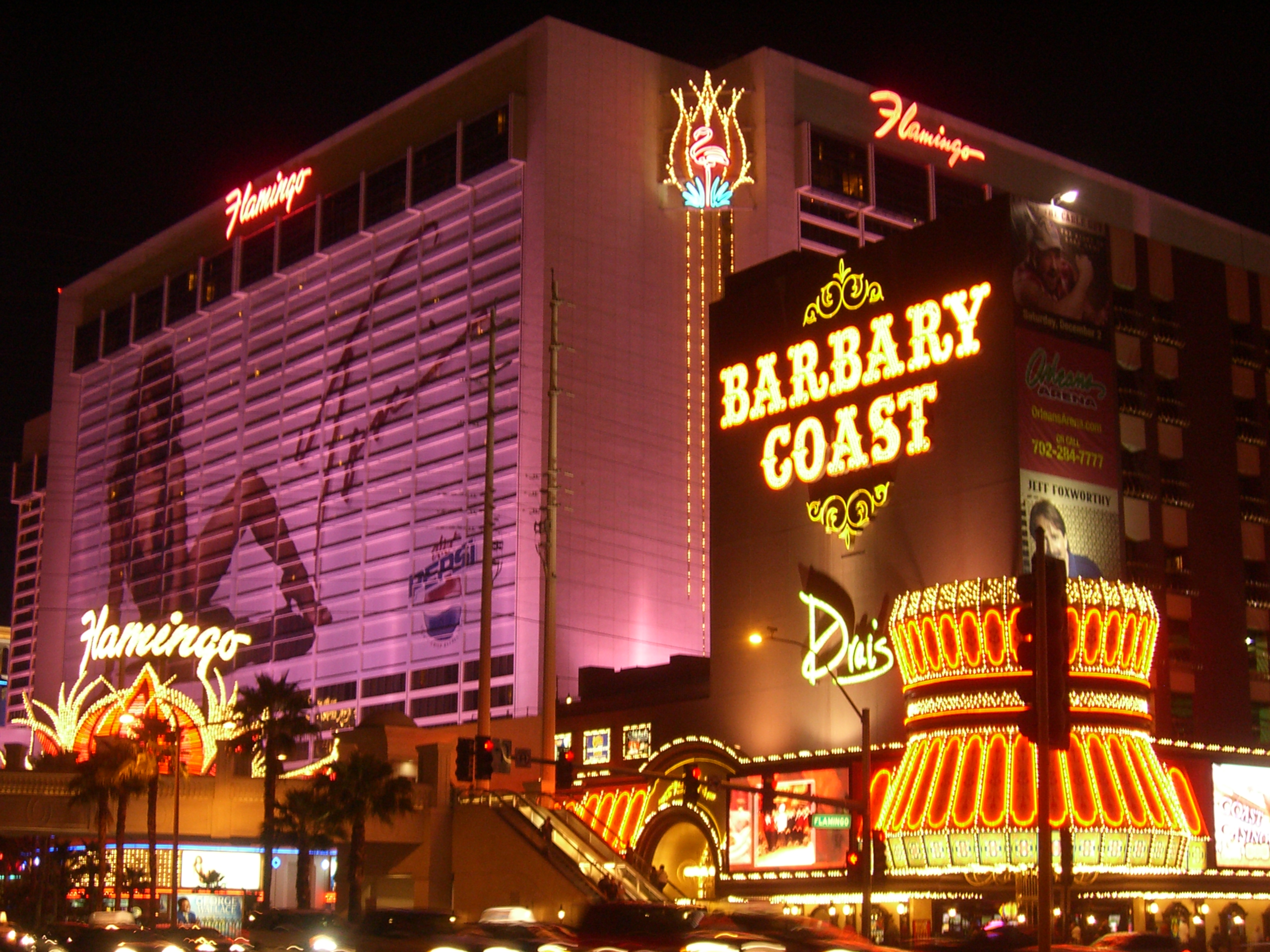
Las Vegas Strip, Nevada, EE. UU.

#### Turismo sexual
El turismo sexual es aquel cuya finalidad principal es la práctica de la relación sexual, existiendo destinos con fama de proporcionar más facilidades para ello.
Hasta hace poco tiempo el turismo sexual ha sido considerado una práctica marginal, incluso moralmente inaceptable, que frecuentemente se ha vinculado a la prostitución (especialmente la infantil), pero la evolución social ha ido modificando esa vinculación. La generalización del turismo ha supuesto cambios también en el turismo sexual, entre los que se encuentra la necesidad de redefinirlo, así como la de identificar sus características y problemas. 
Un reflejo del momento actual de esa realidad puede encontrarse en productos cinematográficos como Paraíso, dirigido por Ulrich Seidl.

#### Turismo electrónico
El turismo electrónico hace referencia a un término muy nuevo. Este se basa en la ayuda, fomento y gestión del turismo a través de medios de comunicación, específicamente la internet. Este concepto esta apoyado básicamente en la Mercadotecnia y en las Tecnología de la información, estos últimos como mecanismos de apoyo al proceso del turismo electrónico, además de esto esta estrechamente relacionado con el Comercio electrónico, este último como medio que permite el turismo electrónico, ya que un factor muy importante del turismo electrónico es que este se caracteriza por permitir el pago de los diferentes factores relacionados al turismo en general (alimentación, hospedaje, trasporte, entre otros). 
El turismo electrónico esta enfocado a las nuevas generaciones, esto se debe principalmente al manejo que estas tiene en cuanto a medios tecnológicos tanto de pago como de información. Según la Organización Mundial del Turismo el 60% de los consumidores de paquetes turísticos buscan información de destinos en la red. Este permite, a diferencia del turismo tradicional, visualizar de manera clara el destino que se pretende visitar, lo cual no solo incluye los lugares de interés de un determinado sitio, también factores asociados a este tales como cultura, costo de vida, trasporte, alimentación, entre otros, que le permiten a la persona tener una idea clara del destino y visualizar de manera adecuada sus posibilidades económicas para visitarlo además de proporcionar una herramienta sólida al turista potencial, que le permita elegir de manera adecuada el mejor destino, basado en las experiencias que este busca.

#### Turismo virtual
El turismo virtual nace como consecuencia de una combinación de factores los cuales incluyen los avances en inteligencia artificial y tecnología digital, y una mayor cantidad de tiempo libre en las clases medias urbanas que le dan mayor acceso a esas tecnologías a cualquier hora del día. Para algunos especialistas el turismo virtual es un subsegmento del turismo electrónico. El turismo virtual consiste en la visita virtual (in absentia) a espacios inexpugnables o que el cuerpo humano no puede llegar. Esta clase de turismo desafía no sólo la lógica del turismo moderno el cual implica desplazamiento físico sino la concepción misma del ocio. Algunos trabajos asocian al turismo virtual al turismo oscuro o de desastre. Otros trabajos apelan al turismo virtual como un mecanismo recuperador de la actividad durante y después de la pandemia de COVID19.

#### Turismo familiar
El turismo familiar hace referencia a un turismo para disfrutar en familia. Establecimientos y destinos turísticos que apuesten por el público familiar. Se trata de avalar hoteles, centros culturales, espacios naturales, restaurantes, emplazamientos turísticos, etc., que tengan instalaciones, oferta de actividades, entorno, etc. pensados para las familias.
Según la Federación Española de Familias Numerosas las familias necesitan de un turismo especializado para cubrir unas necesidades de ocio y culturales muy particulares de un colectivo cada vez más demandado de actividades diferentes pensadas para ellos.

### Servicios turísticos

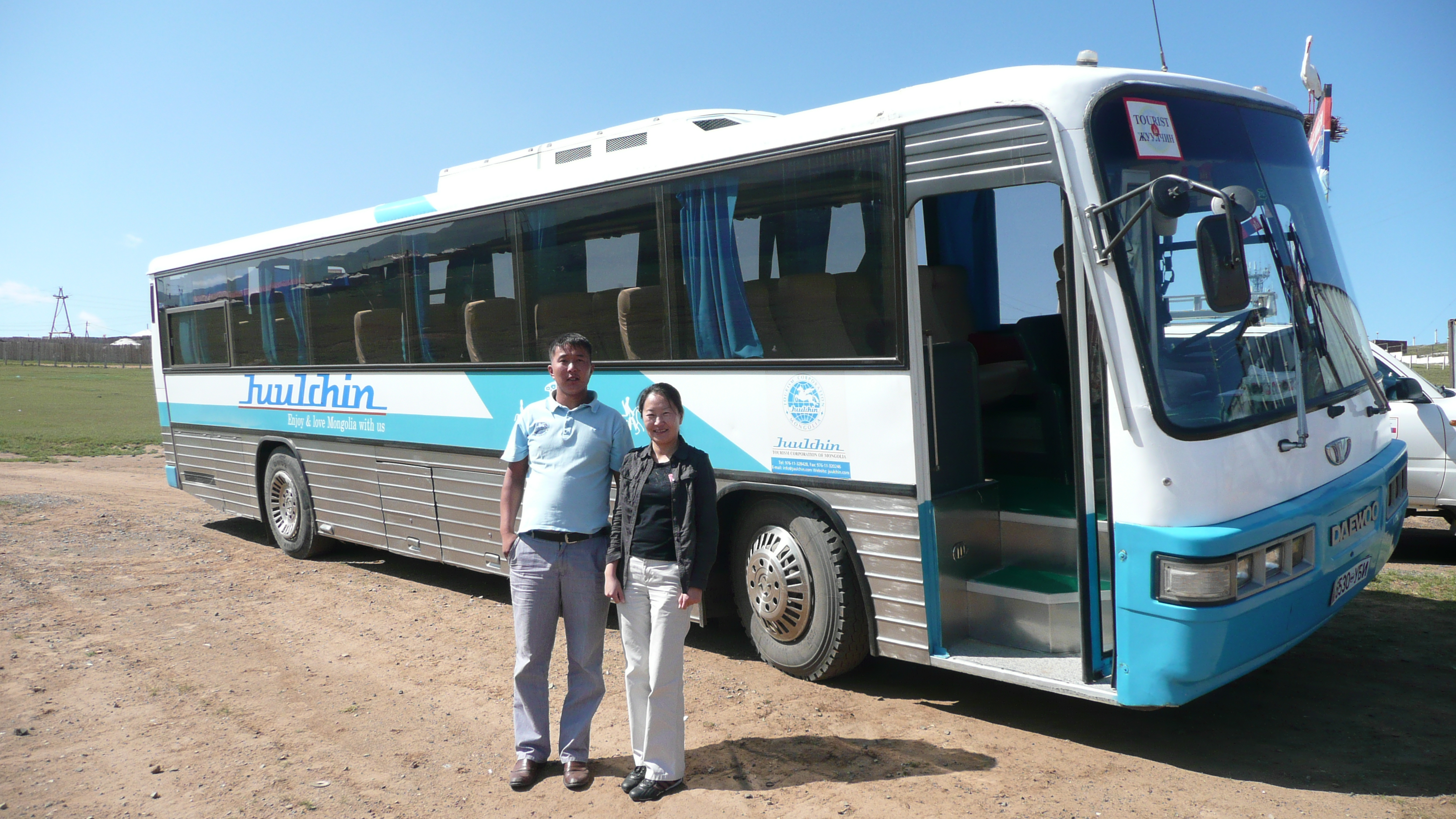
Bus de la Corporación de Turismo "Juulchin" en Mongolia, con guía y conductor al servicio.

Tienen la consideración de servicios turísticos la prestación del:
- Servicio de alojamiento, cuando se facilite hospedaje o estancia a los usuarios de servicios turísticos, con o sin prestación de otros servicios complementarios.
- Servicio de alimentación, cuando se proporcione alimentos o bebidas para ser consumidas en el mismo establecimiento o en instalaciones ajenas.
- Servicio de guía, cuando se preste servicios de guianza turística profesional, para interpretar el patrimonio natural y cultural de un lugar.
- Servicio de acogida, cuando se brinde organización de eventos como reuniones, congresos, seminarios o convenciones.
- Servicio de información, cuando se facilite información a usuarios de servicios turísticos sobre recursos turísticos, con o sin prestación de otros servicios complementarios.
- Servicio de intermediación, cuando en la prestación de cualquier tipo de servicio turístico susceptible de ser demandado por un usuario, intervienen personas como medio para facilitarlos.
- Servicios de consultoría turística, está dado por especialistas licenciados en el sector turismo para realizar la labor de consultoría turística. Algunos de los más importantes incluyen a CBRE, Jones Lang o PHG Hotels & Resorts.

#### Información turística

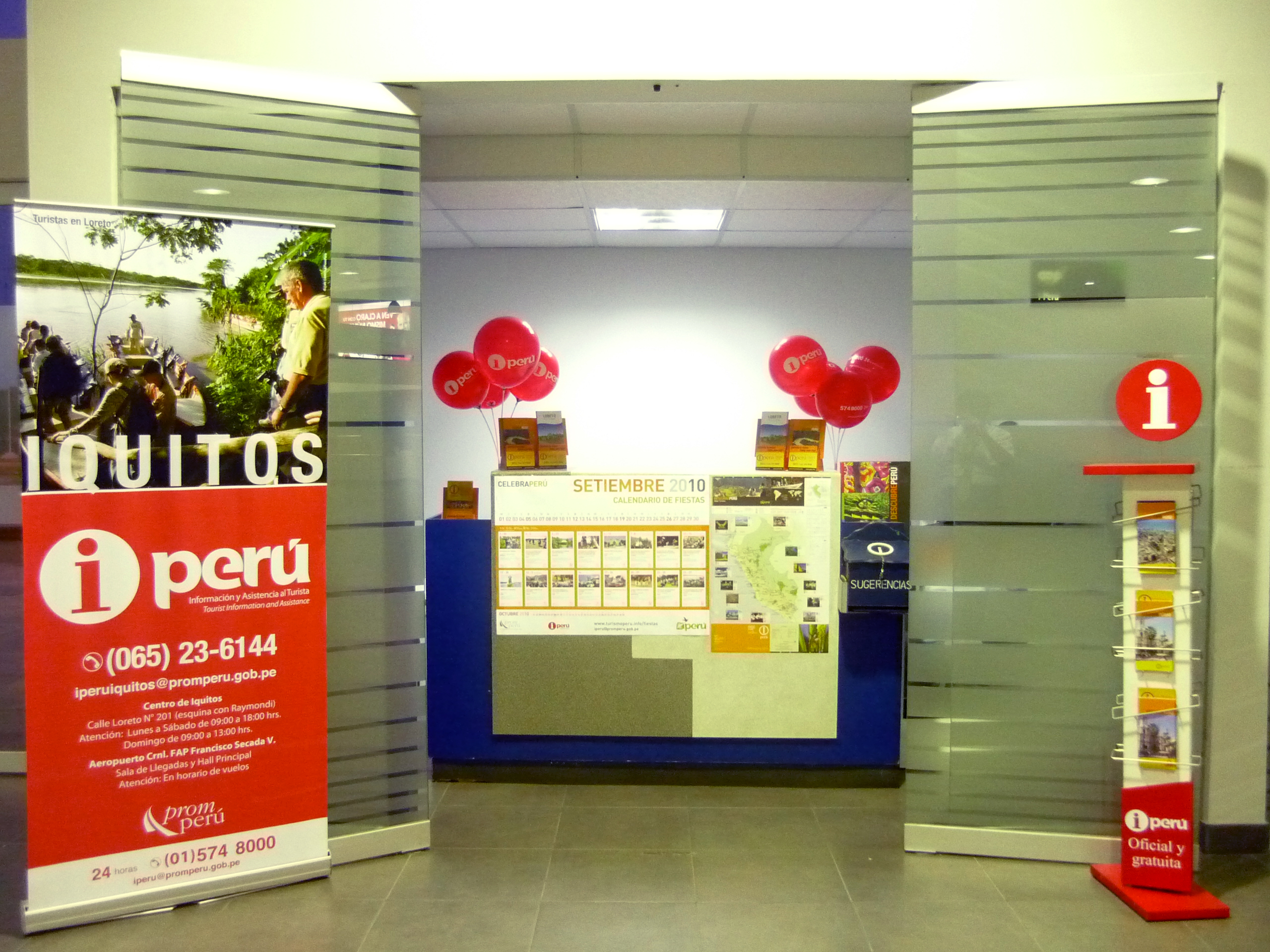
Oficina de iperú en el Aeropuerto de la ciudad amazónica de Iquitos. iperú es la oficina nacional de turismo del Perú.

La información turística es el conjunto de servicios que se ofrecen al turista con el objetivo de informarle, orientarle, facilitarle y atenderle durante su viaje o estancia vacacional en oficinas de información turística a través de informadores turísticos o guías, intérpretes, correos de turismo, acompañantes de grupo, videotex, etc.
La definición incluye aquellos servicios públicos dependientes por regla general de organismos públicos o instituciones que tienen como misión informar facilitar y orientar al turista durante su estancia vacacional o viajes facilitando gratuitamente información.
En Argentina está regulada la publicidad de lugares turísticos, y se establece que cuando estas publicidades usen imágenes o fotos de atractivos turísticos deben tener el nombre del atractivo fotografiado, el nombre de la localidad y de la provincia donde se encuentra.

#### Servicios de acogida
- Áreas de servicio. Este servicio consiste en recibir a algún turista en su casa o cualquier otro lugar ofreciéndole sin coste algunos de los servicios que se ofrecen en un hotel como lo son la alimentación, el hospedaje, etc.

- Áreas de servicio para autocaravanas. Son puntos de vaciado ecológico de las aguas residuales de estos vehículos así como para el suministro de agua potable de los mismos. Dado que la actividad principal de estos vehículos y de sus usuarios es viajar habitando, el nuevo código de circulación de vehículos de motor lo define como tal, vehículo vivienda, que, en su afán itinerante, utiliza habitualmente las infraestructuras viarias.

### Empresas turísticas
Son aquellas relacionadas con el turismo. Hay dos grandes bloques las que producen bienes y servicios (productoras), y las que los distribuyen (distribuidoras).

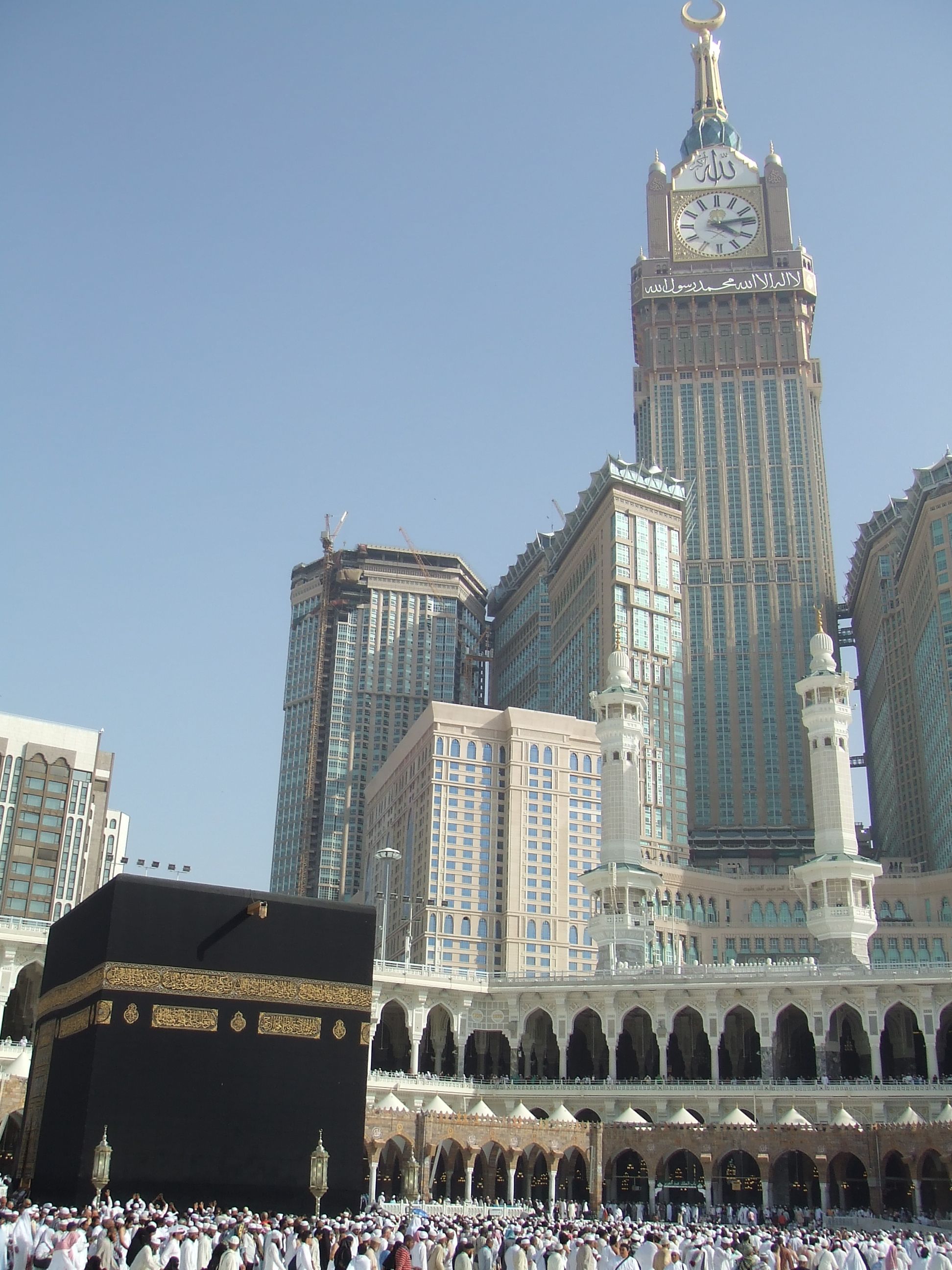
El Makkah Clock Royal Tower Hotel en La Meca, Arabia Saudita. Es el hotel más grande y más alto del mundo por su ubicación a 601 m. sobre el suelo.

#### Hotelería
La hotelería es la rama del turismo que presta el servicio del alojamiento al turista. Este puede tener diversas clasificaciones, según el confort y el lugar donde se encuentren. Cada instalación hotelera tiene sus propias cualidades.
Los establecimientos hoteleros se dividen en:
- Hoteles: establecimientos que, ofreciendo alojamiento con o sin comedor y otros servicios complementarios, ocupan la totalidad de uno o varios edificios (o una parte independizada de ellos) constituyendo sus dependencias todo un homogéneo con accesos, escaleras y ascensores de uso exclusivo y que reúna los requisitos técnicos mínimos para cada categoría. Se clasifican en 1 estrella o categoría básica, 2, 3, 4, 4 superior, 5 estrellas y Gran lujo.
- Pensiones: establecimientos que, ofreciendo alojamiento con o sin comedor y otros servicios complementarios, tienen una estructura y características que les impide alcanzar los requisitos y condiciones exigidas en los hoteles.

Otros establecimientos destinados al alojamiento turístico son:
- Apartamentos turísticos: son bloques de apartamentos, casas, bungalós y demás edificaciones similares que, disponiendo de las necesarias instalaciones y servicios. Se clasifican por categorías en 1, 2, 3 y 4 llaves.

- Ciudades de vacaciones: son que debido a su situación física, instalaciones y servicios, permiten al usuario la vida al aire libre, el contacto con la naturaleza y la práctica del deporte en espacios abiertos, facilitándole hospedaje mediante contraprestación económica. Se clasifican en 1, 2 y 3 estrellas.

- Cámpines: el camping es un terreno debidamente delimitado, dotado y acondicionado para la ocupación temporal por personas que pretendan hacer vida al aire libre con fines vacacionales o de ocio y que pasen las noches en tiendas de campaña (acampada), remolques, caravanas u otros elementos similares fácilmente transportables. Sus instalaciones pueden tener carácter de residencia permanente desde el punto de vista constructivo aunque la Administración puede autorizar construcciones fijas si son destinadas a alojamiento temporal, siempre y cuando se encuentren instalaciones independientes y no superen el 25% de las plazas total del camping. Se clasifican en: lujo, 1.ª, 2.ª y 3.ª categoría.

- Tiempo compartido: se trata de alojamiento en régimen de aprovechamiento por turnos. Se entiende aquel que atribuye a su titular la facultad de disfrutar con carácter exclusivo durante un período concreto de cada año. Dicha facultad no permite al titular alteraciones en el apartamento ni en el mobiliario.

- Establecimientos de turismo rural: edificaciones ubicadas en el medio rural que, reuniendo características rurales de construcción, antigüedad y tipicidad y desarrollando o no actividades agropecuarias, prestan servicios de alojamiento turístico mediante contraprestación económica. Tienen diversas clasificaciones locales.

- Viviendas vacacionales: unidades de alojamiento aisladas en apartamentos, bungalós, viviendas uniformes y en general cualquier vivienda ofrecida por motivos vacacionales mediante contraprestación económica. En todo caso se referirá al alojamiento del piso completo, pero nunca por habitaciones.

- Balnearios: establecimientos dedicados al reposo y la curación, a través de la utilización de aguas termales o minerales, así como los centros de spa o talasoterapia, pero que se diferencian de los anteriores por disponer de instalaciones turísticas para el hospedaje.

- Consultoras hoteleras: empresas que asesoran a los propietarios de establecimientos hoteleros (propietarios individuales, fondos de inversión, family offices, etc.) en la puesta en valor de este tipo de activos. Estas empresas pueden asesorar en la búsqueda de operador hotelero, búsqueda de inversor, etc. Ejemplo: CBRE, Jones Lang, PHG Hotels & Resorts, entre otras.

#### Restauración

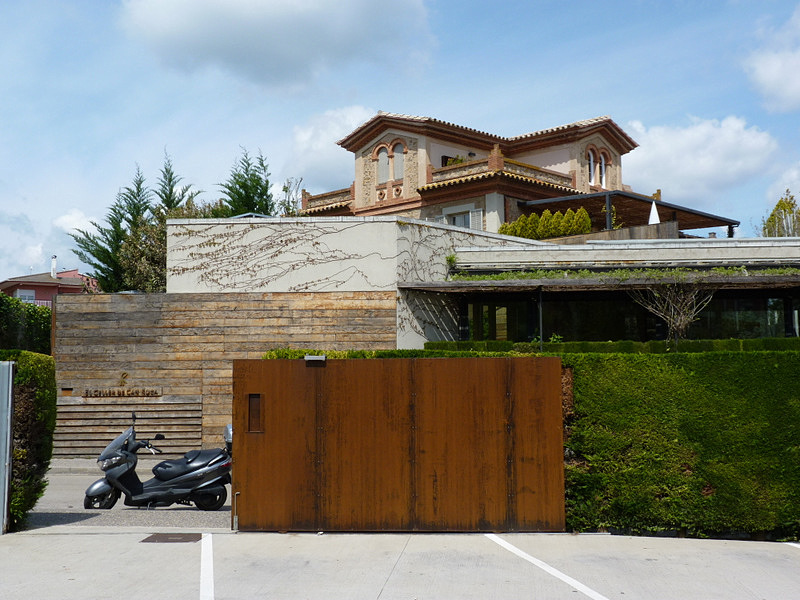
El Celler de Can Roca, en Gerona, España. Considerado como el mejor restaurante del mundo en 2013, por la revista británica Restaurant.

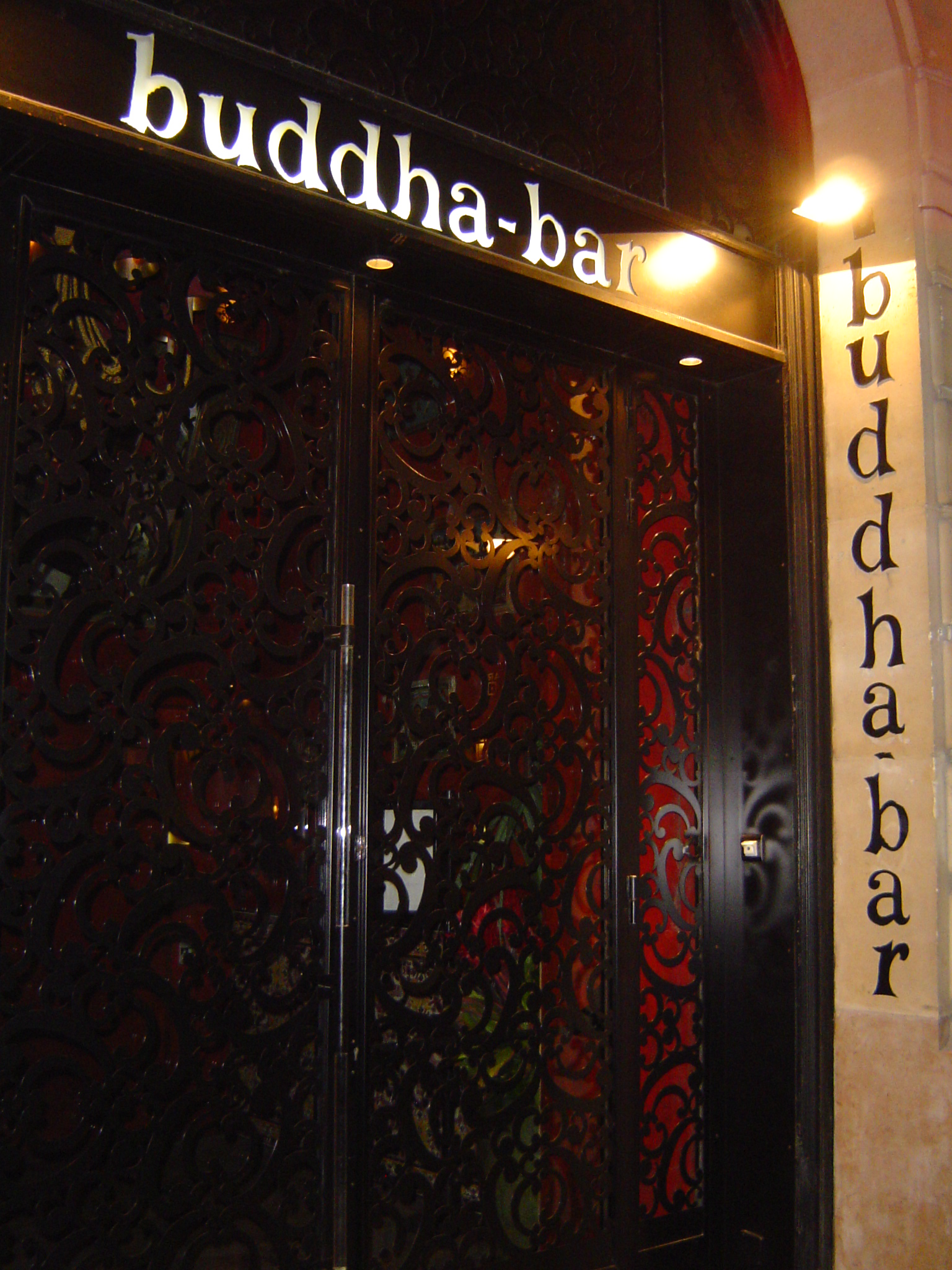
Buddha Bar, en París, Francia. Catalogado entre los 10 mejores bares del mundo en 2010, por la revista británica Drinks International.

Son establecimientos de restauración aquellos cuya actividad principal es la de suministrar habitualmente y mediante precio, alimentos y bebidas para su consumo ya sea dentro o fuera del local. Aunque estos establecimientos son considerados de utilización pública, sus propietarios podrán establecer normativas o consideraciones sobre la prestación de sus servicios y adecuación de sus instalaciones.
Los establecimientos de restauración se dividen en dos tipos:
- Alimentación comercial: es aquella cuya clientela no es cautiva, encontrándose varias alternativas a su disposición. Estas se dividen a su vez en:
  - Tradicional: establecimientos relacionados con las tradiciones y costumbres gastronómicas de una zona (marisquerías, parrilladas, raxerías, arrocerías, jamonerías, bares de tapas, cervecerías, sidrerías, etc.). También un chifa y una pizzería se consideran tradicionales en cuanto al modo de gestionarlo.
  - Neoalimentación: establecimientos de restauración que responden a innovaciones culinarias (cocina de autor) y medios de gestión novedosos (Starbucks, McDonald's, máquinas de vending, etc.).

- Alimentación social: es aquella cuya clientela, por su condición de colectividad, es cautiva, o que en su mayoría lo acaban siendo (patios de comida, centros comerciales, estaciones de servicio, autopistas, terminales de buses, aeropuertos, estaciones de tren, centros de negocios, instituciones educativas, etc.). Se caracteriza porque reduce el precio a costa de disminuir la oferta. Este tipo de restauración cubre los costes fijos con una clientela habitual.

Los principales establecimientos de este tipo de alimentación son:
- Restaurante: establecimiento que dispone de cocina y comedor con el fin de ofrecer comidas y/o cenas mediante precio para ser consumidas en el mismo local. Se clasifican según su categoría en: 5,4,3,2 y 1 tenedor. Aquellos que reúnen especiales características de edificación, antigüedad y localización geográfica, fijadas en las disposiciones que se establecen, podrán usar (previa autorización administrativa) la denominación de “casas de comidas”.

- Cafetería: establecimiento que en una misma unidad espacial dispone de barra y servicios de mesa, careciendo de comedor, con el fin de ofrecer al público mediante precio y a cualquier hora del horario de apertura: helados, refrescos, bebidas en general, tapas frías o calientes, bocadillos y platos combinados/simples de elaboración sencilla y rápida en frío o a la plancha. Se clasifican en: 3, 2 o 1 taza.

- Bar: establecimiento que dispone de barra y que, careciendo de comedor, también puede disponer de servicio de mesa en la misma unidad espacial con el fin de proporcionar al público bebidas acompañadas o no de tapas y bocadillos, y como máximo de 1 plato del día. Aquellos que reúnen características especiales (reconocidas por la administración) de edificación, antigüedad y localización geográfica, podrán usar la denominación de “tabernas”.

- Restobar: establecimiento de restauración que puede ser considerado una mezcla entre restaurante y bar. Ofrece generalmente, tanto una gran selección de platos como de bebidas, de forma que tanto para comer como para consumir bebidas alcohólicas se puede visitar este tipo de establecimiento. Se caracterizan porque a menudo hay shows en vivo de grupos musicales o de baile.

#### Transporte

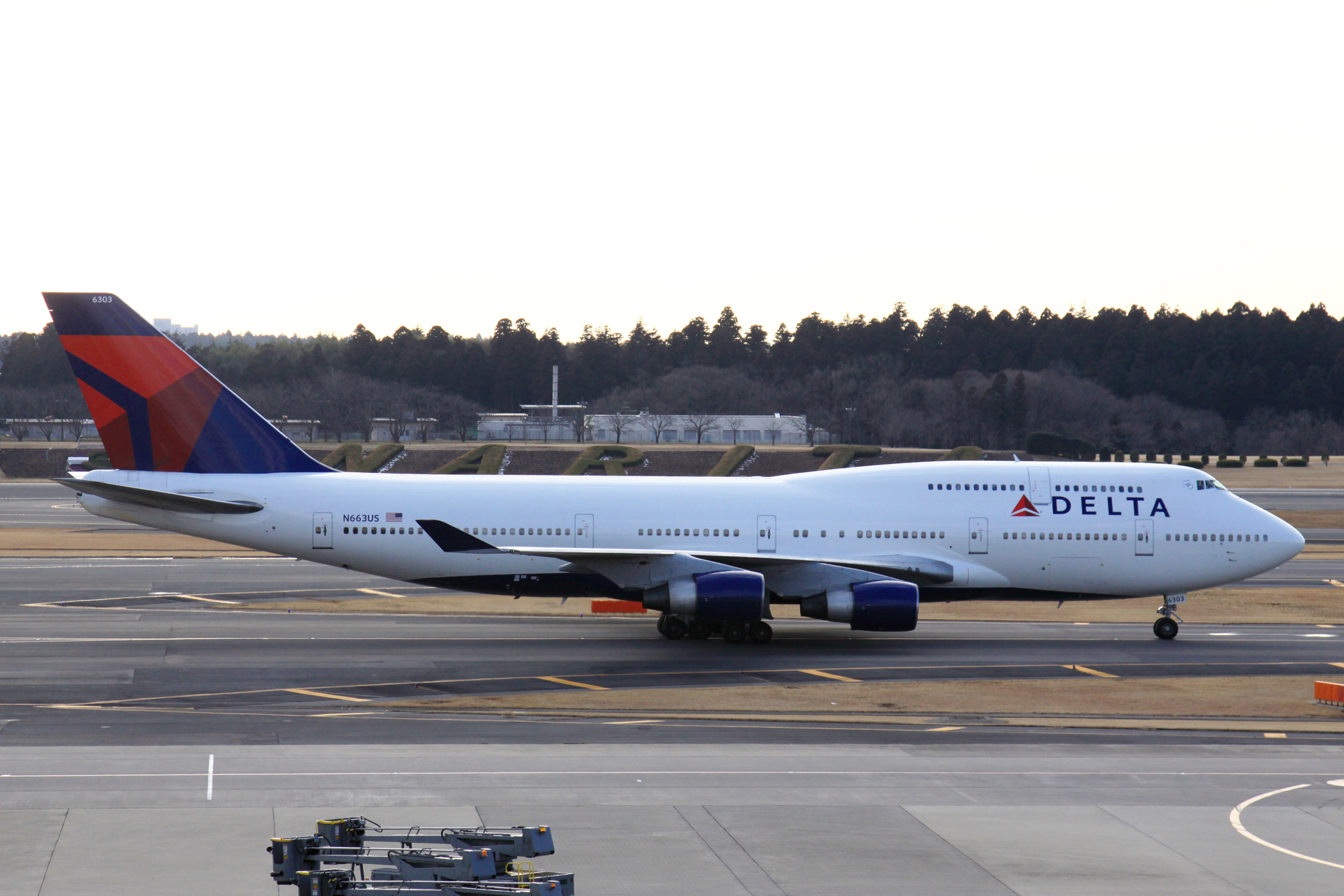
Delta Air Lines tiene su sede en Atlanta, Georgia (Estados Unidos). Se convirtió en la mayor Aerolínea del mundo en el 2008, luego de fusionarse con Northwest Airlines.

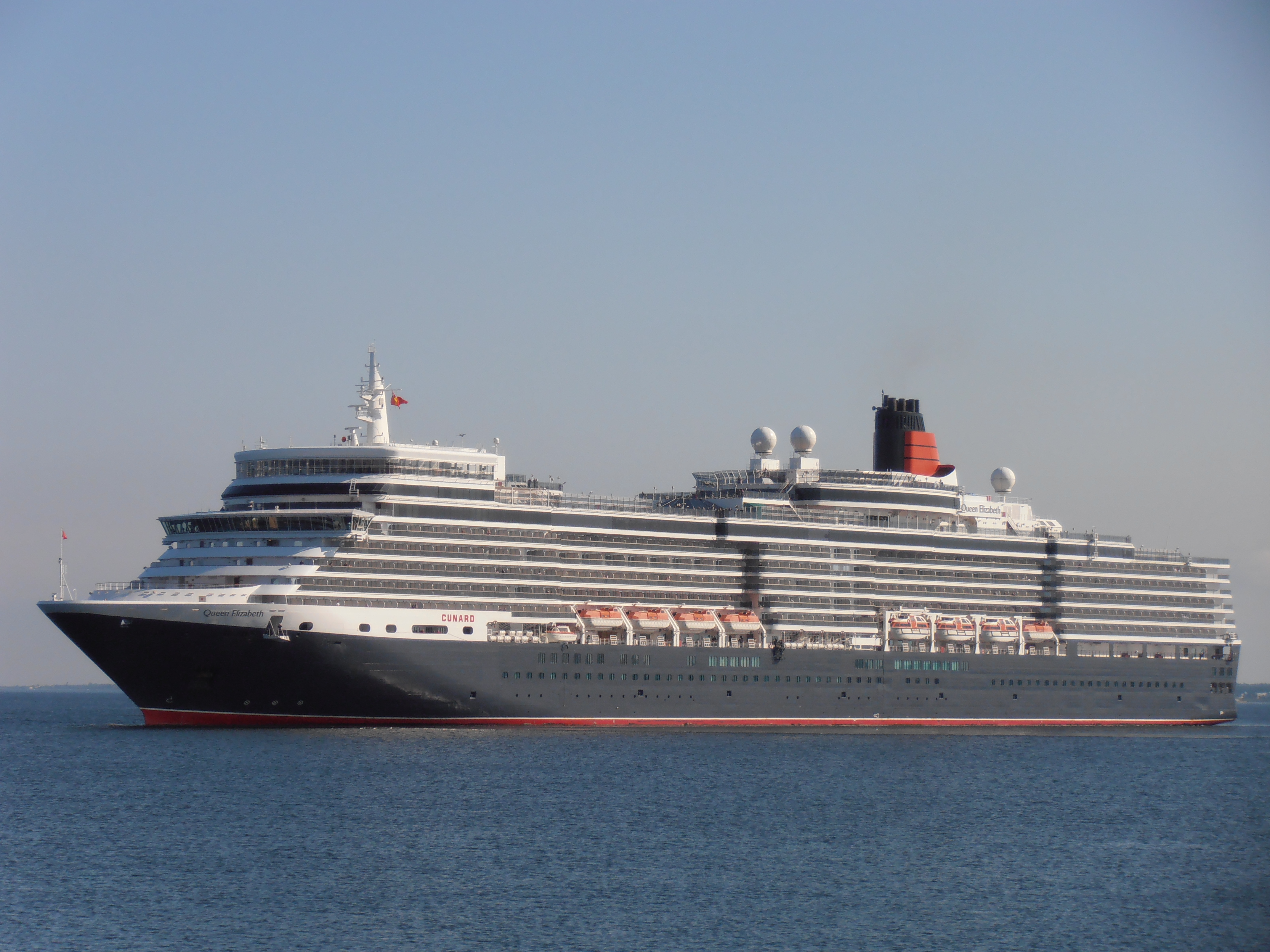
Carnival Corporation & plc tiene sedes en Southampton, Inglaterra y en Miami, Florida. Es el mayor Operador mundial de cruceros.

Son compañías de transporte aquellas destinadas a trasladar o transportar viajeros de un punto a otro.
Se clasifican en:
- Transporte aéreo (Aerolíneas y Chárter)
- Transporte terrestre (Autobús, Tren y Rent-a-Car)
- Transporte marítimo (Líneas regulares y Cruceros)

Operadores turísticos: Son empresas que proyectan, elaboran, diseñan, organizan y operan sus productos y servicios dentro del territorio nacional, para ser ofrecidos y vendidos a través de agencias de viajes, pudiendo también ofrecerlos y venderlos directamente al turista.
Agencias de viajes: Son empresas distribuidoras de bienes y servicios turísticos (transporte, alojamiento, etc.) que, en posesión de un título o licencia, ejercen actividades de intermediación turística, con el objetivo de ponerlos a disposición de los turistas.
Las agencias de viajes se clasifican en tres grupos:
- Mayoristas: proyectan, elaboran y organizan toda clase de servicios y paquetes turísticos para venderlos a otras agencias, no pudiendo ofrecer ni vender sus servicios directamente al público.
- Minoristas: comercializan los productos elaborados por las mayoristas o los suyos propios directamente al consumidor, no pudiendo en ningún caso ofrecer sus productos a otras agencias.
- Mayoristas-minoristas: son empresas que, disponiendo de las dos licencias, pueden elaborar y vender paquetes turísticos a otras empresas y al público en general dependiendo de la reglamentación del país.

Las agencias también se pueden clasificar en:
- Emisoras: las que envían viajeros a otros destinos turísticos,
- Receptoras: las que reciben y acogen a los turistas procedentes del exterior.
- Emisoras-receptoras: aquellas que realizan ambas funciones.

#### Otras empresas relacionadas
Hay otras muchas empresas relacionadas con el turismo directa o indirectamente, como las de ocio (cines, teatros), de entretenimiento (parques temáticos, de atracciones) y de diversión (casinos, hipódromos). También empresas de equipamiento de hostelería (maquinarias, menaje), artículos de viaje (maletas, bolsos), publicaciones especializadas (revistas, guías turísticas), etc.

### Organizaciones internacionales relacionadas con el turismo

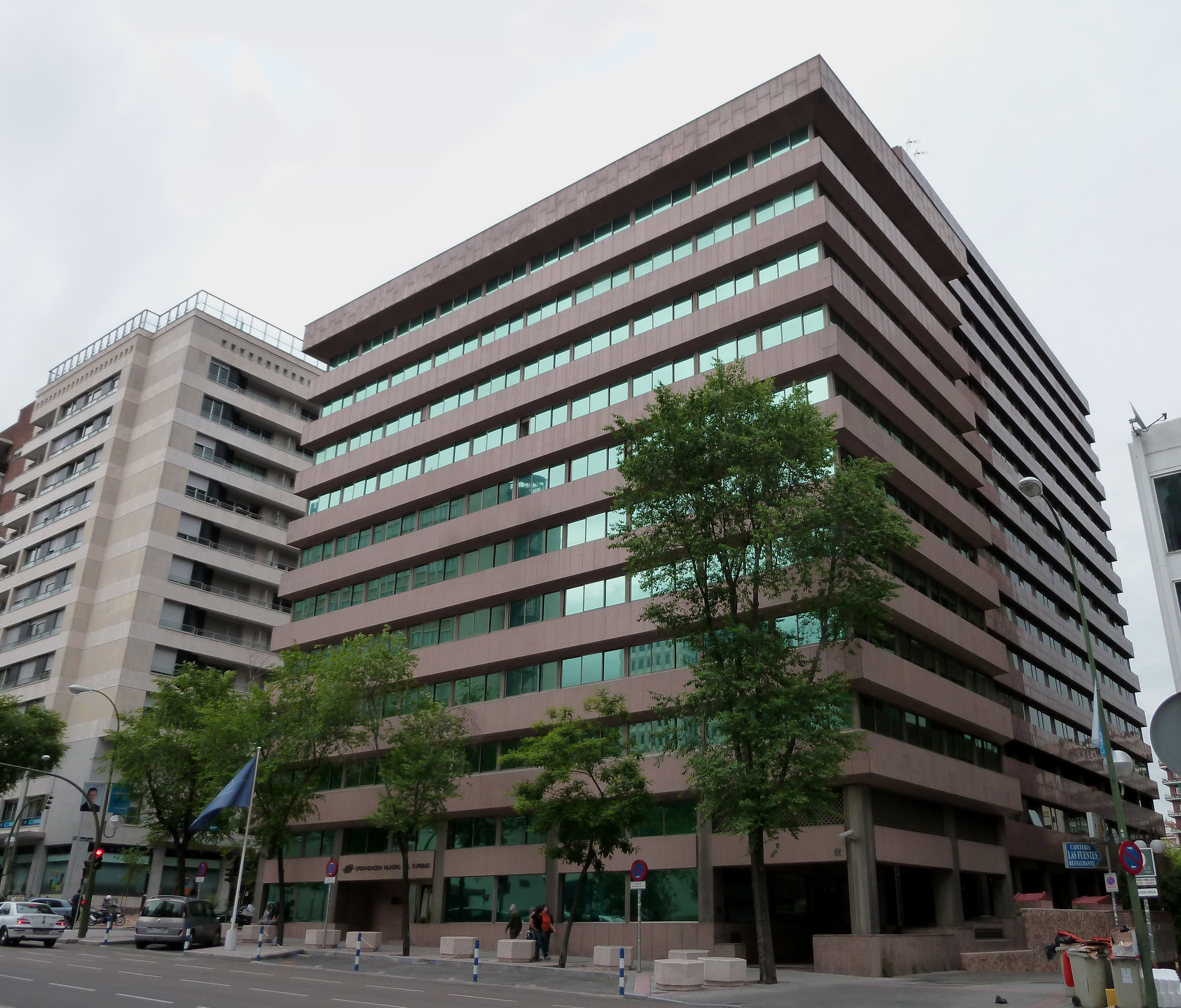
Sede Central de la Organización Mundial del Turismo en Madrid, España.

- Organización Mundial del Turismo (OMT). Su objetivo es promover el desarrollo económico, social y cultural del turismo y los viajes a nivel mundial. Cooperación entre países. Elaborar datos estadísticos. Asesora de la ONU. Sede en Madrid.
- Organización de Aviación Civil Internacional (OACI). Es un organismo especializado de la ONU, creado por los Estados en 1944. Promueve la aviación civil a escala mundial y establece las normas internacionales que la rigen. Sede en Montreal. Además de cumplir con su función principal de establecer políticas internacionales basadas en el consenso entre sus Estados miembros y la industria, y entre muchas otras prioridades y programas, la OACI coordina la asistencia y la creación de capacidad de los Estados, en apoyo de los numerosos objetivos de desarrollo de la aviación; produce planes globales para coordinar avances multilaterales estratégicos para la seguridad operacional y la navegación aérea; efectúa el seguimiento y elabora informes sobre numerosos indicadores del sector de transporte aéreo, y audita la capacidad de los Estados de supervisión y vigilancia de la seguridad operacional y protección de la aviación civil.
- Asociación Internacional de Transporte Aéreo (IATA). De carácter privado, forman parte de ella cualquier compañía aérea que tenga de su gobierno autorización para operar de forma regular. Establece cooperación entre compañías en cuanto a servicios, liquidación de billetes, interviene y regula el tráfico aéreo, establece códigos de compañías aéreas, aeropuertos, billetes, actúa en el campo de la seguridad y participa en negociaciones entre gobiernos. Sede en Montreal y Ginebra.
- Unión Internacional de Ferrocarriles (UIC). Es la asociación mundial para la cooperación entre los principales actores del sector ferroviario internacional. Sede en París.
- Unión Internacional de Transporte por Carretera (IRU). Es la organización mundial que defiende los intereses de los operadores de autobuses, taxis y camiones para asegurar el crecimiento económico y la prosperidad a través de la movilidad sostenible de personas y mercancías por carretera en todo el mundo. Sede en Ginebra
- Unión de Federaciones de Asociaciones de Agencias de Viajes (UFTAA). Es un organismo mundial que representa la industria de las agencias de viajes y de turismo. Sede en Mónaco.
- Asociación Internacional de Operadores Turísticos Antárticos (IAATO). Es una organización fundada con la finalidad de promover y regular la actividad turística responsable en la Antártida. Sede en Newport.
- Asociación Internacional de Congresos y Convenciones (ICCA). Es una comunidad mundial para la industria de reuniones y eventos, que permite a sus miembros generar y mantener una ventaja competitiva significativa en el mercado. Sede en Ámsterdam.
- Asociación Internacional de Hoteles y Restaurantes (IH&RA). Es la asociación que representa los intereses colectivos de la industria hotelera y de restauración ante los principales organismos internacionales. Sede en Lausana.
- Asociación Internacional de Líneas de Cruceros (CLIA). Es una organización que representa los intereses comunes de la comunidad de cruceros a nivel mundial. Sede en Miami.
- Hostelling International (HI). Es una organización sin fines de lucro que agrupa asociaciones de albergues juveniles del mundo que ofertan alojamiento. Sede en Welwyn Garden City.
- Consejo Internacional de Aeropuertos (ACI). Es un organismo que promueve los intereses colectivos de los aeropuertos del mundo y las comunidades a las que sirven. Sede en Montreal.
- Consejo Mundial de Viajes y Turismo (WTTC). Es un foro de líderes empresariales que realiza estudios económicos y previsiones del turismo mundial y regional. Sede en Londres.
- Federación Internacional de Operadores Turísticos (IFTO). Es la asociación que representa a los operadores turísticos de los principales mercados europeos. Sede en Lewes.

## Efectos del turismo

### Efectos económico
Son muy relevantes debido al nivel de negocio que representa. Según la OMT el volumen de sector turístico en el 2003 ya representaba aproximadamente el 6 % de las exportaciones mundiales de bienes y servicios. Esta cifra representaba el 30 % de la exportación de servicios. Estos flujos económicos debidos al turismo afectan tanto en términos macroeconómicos como microeconómicos tanto en las zonas emisoras como en las receptoras (aunque especialmente en éstas). Las repercusiones económicas del turismo se pueden clasificar en las siguientes:

#### Dependencia de la situación económica general
La demanda turística depende sobre todo de la fuerte situación económica de los países avanzados. Cuando la economía crece también normalmente crece el dinero disponible de la población. Y una parte importante de este dinero disponible por la población se gasta en el turismo, particularmente en las economías en desarrollo. Una retracción económica normalmente reduce el gasto turístico.
En general el crecimiento de los desplazamientos turísticos sigue claramente las tendencias de crecimiento económico medidas por el PIB. Los años en que el crecimiento económico mundial excede el 4 %, el crecimiento del volumen turístico tiende a ser mayor y los años en los que el PIB es menor el turismo crece incluso menos. En el periodo 1975-2000 el turismo se incrementó una media de un 4,6 % anual.

#### Empleo
El turismo requiere una considerable mano de obra y, sobre todo, el mantener una reserva de trabajadores especializados. El sector turístico ocupa alrededor de un 10 % de la población activa del mundo, no solo en empleo directo sino también en indirecto. El problema que plantea el turismo con respecto al empleo es la fuerte estacionalidad, pues un gran número de puestos de trabajo se crean en temporada alta. También el volumen turístico depende en gran medida de la situación macroeconómica.
Además este empleo presenta unas condiciones particulares. Por ejemplo en España, en según el INE en el 2004 el sector turístico en relación con la media de área de servicios tenía un salario medio inferior, una estabilidad de empleo menor y una participación mayor de la mujer. También este tipo de empleo constituye una parte más importante de los gastos empresariales (con una tasa del 64,7)[cita requerida] y la menor tasa de valor añadido (43,7).[cita requerida]
Tanta es la importancia actual del turismo que en varios países existe la carrera universitaria y estudios de posgrado dedicados al turismo.

#### Producción
El turismo supone en los países eminentemente turísticos un peso específico elevado en su PIB, por ejemplo en España según el INE representó un 11 % del PIB en 2004 con una facturación de 91 988,7 millones de euros, de los cuales el 41 346,3 millones (un 4,9 % del PIB) corresponden a lo que se denomina turismo receptor (de origen internacional).

#### Presión inflacionista
Al incrementarse los precios en la temporada alta en los núcleos receptores, automáticamente afecta a toda la población de la zona. Hay una oferta monetaria excesiva, por lo que la demanda está dispuesta a pagar más por los alquileres, salarios, etc.

#### Distribución de la renta
El turismo tiene un efecto multiplicador y equilibrador en los países desarrollados, puesto que al generar empleo disminuye en cierta medida las diferencias económicas entre la población.

#### Tasa de cambio
El valor internacional del mercado de divisas tiene una incidencia directa sobre el turismo, pues una bajada o subida de las diferentes divisas repercute positiva o negativamente en el número de turistas en las distintas zonas. Por otra parte cuantos más turistas entran más sube la moneda local del país repercutiendo de esta manera en el mercado de divisas.

#### Fiscales
Se animan a construir macro-complejos turísticos de los cuales el Estado cobrará impuestos de estas millonarias inversiones inmobiliarias.

#### Sobre la balanza de pagos
Los países receptores exportan turismo porque, aunque en realidad lo reciben, se trata de un producto de exportación solo que consumido en el lugar de producción. Los ingresos por turismo aumentan en relación con los pagos, por lo tanto la balanza se ve beneficiada. Además tiene un efecto positivo en las exportaciones de otros bienes, pues promociona los productos locales a través de los turistas que los han conocido in situ.

#### Inversiones públicas
El desarrollo de las zonas turísticas crea inversiones por parte de las Administraciones Públicas en infraestructuras (aeropuertos, carreteras, etc.) para adecuar la oferta turística a la demanda. Además se embellecen y mejoran las ciudades (parques, limpieza,etc.) para que sean agradables para el turista. Todo ello no hace sino mejorar la vida del ciudadano y la estancia del turista en el lugar de destino.

### Efectos culturales

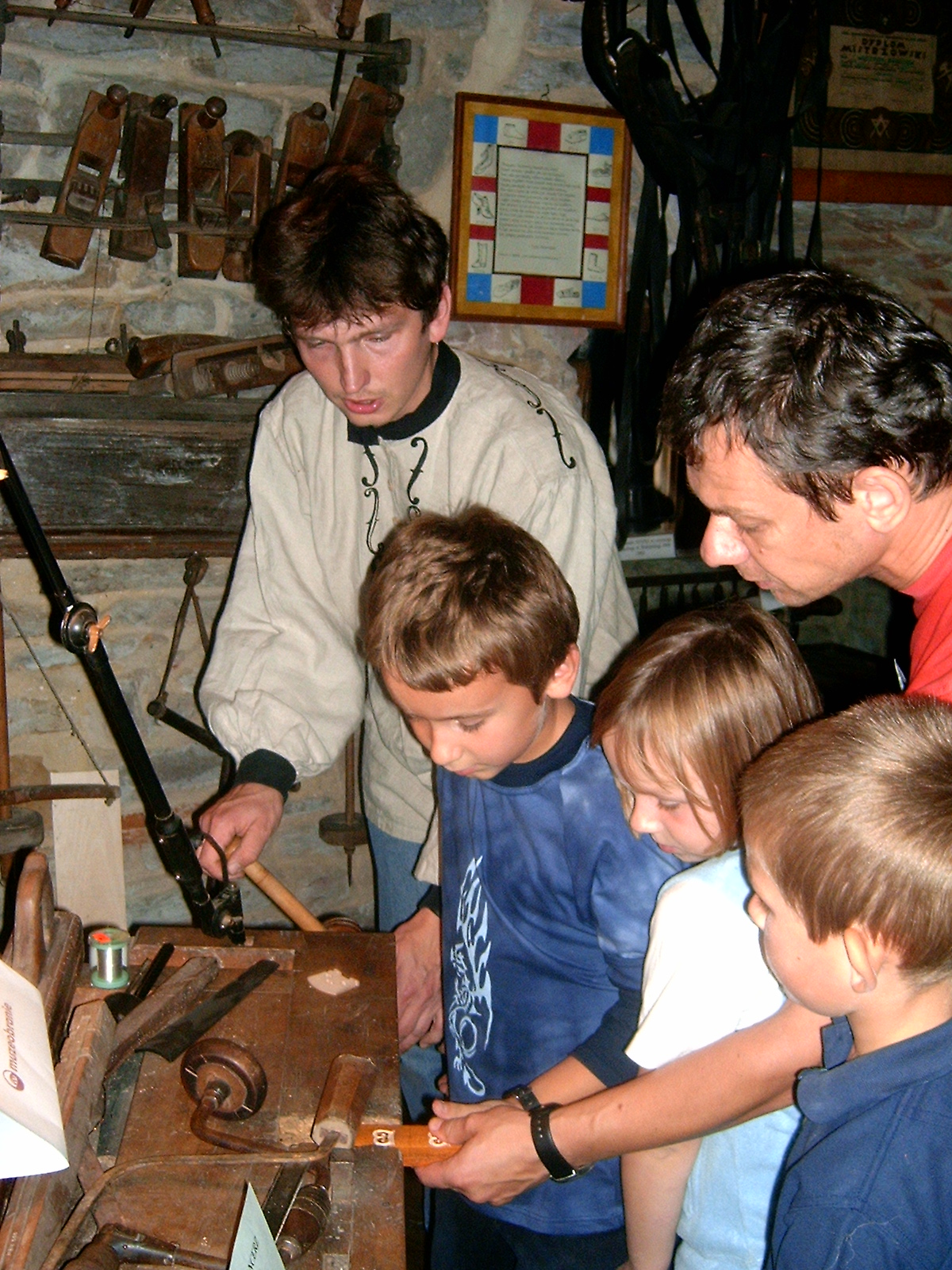
Una lección de historia en el museo en Biecz, Polonia.

El turismo pone en contacto a diferentes culturas: la local y receptora con la foránea o emisora. Esto supone un intercambio de pautas de conducta, estilos de vida, hábitos de diversa índole (gastronómicos, lingüísticos, estéticos, etc.).
Este efecto, aunque positivo en ocasiones, puede llegar a ser perjudicial para la población autóctona, ya que pueden perder su identidad al intentar adaptarse a los gustos y tradiciones del visitante (por ejemplo la artesanía de los Massai en Kenia cambió sus colores tradicionales adaptándose al gusto del turista). Entre los efectos culturales del turismo destacan los siguientes:

#### Alteración de las estructuras sociales
En la zona turística, las consecuencias derivan de la introducción desde fuera de una nueva realidad sociocultural a la cual tanto la población como su sistema social tienen que adaptarse. La primera adaptación consiste en desarrollar una clase encargada de tratar a los visitantes. Esto se refleja en la estructura laboral local en una expansión de los servicios. Los turistas han de ser transportados, alojados, ayudados en muchos problemas que surgen y hay que proveerles de actividades recreativas. Estas consecuencia primarias del turismo irán acompañadas a menudo de conflictos psicológicos y sociales.

#### Aculturación
El modelo de aculturación puede aplicarse al contacto entre turistas y anfitriones. Este modelo explica que cuando dos culturas entran en contacto cada una de las dos tiende a asemejarse en parte a la otra mediante un proceso de préstamo. En el caso del turismo es carácteristico que este proceso de préstamo sea asimétrico. Los turistas tienen menos probabilidades de tomar determinado elementos de sus anfitriones. Esto provoca una cadena de transformaciones en la comunidad de la zona turística para convertirse en algo cada vez más parecido a la cultura de los turistas.
Durante esta interacción el turista a menudo altera su conducta cuando está lejos de su país y sus anfitriones aprenderán a menudo una serie de papeles destinados a encajar con los gustos de los visitantes. El turista a menudo desea enriquecer todo lo posible su viaje y su tiempo de ocio. Los motivos del turista se reflejarán sus expectativas y en su conducta en la zona turística.

#### Mejor conocimiento de otras sociedades y mentalidades
Por lo tanto, mayor tolerancia y respeto hacia otras costumbres, lo que evitaría fenómenos racistas y xenófobos. Gran parte de muchos malentendidos culturales surgen de la ignorancia de estos (p. ej., ritos, creencias, mitologías), el conocer sus razones y verlos implican una mayor tolerancia. Un turista que ha crecido con estereotipos puede tener un cambio de paradigmas cuando conoce una cultura distinta.

#### Estrecha los lazos de entendimiento entre estados
El turismo favorece la paz y el entendimiento plasmado en la firma de convenios de amistad entre países que mantienen relaciones basadas en sus flujos turísticos.

#### Favorece el aprendizaje de idiomas extranjeros
No solo los turistas que viajan intentan aprender el idioma del país al que van, sino que en el país receptor se hacen esfuerzos por aprender la lengua de los países emisores para atender mejor a los turistas. La adquisición de una segunda lengua de cara a la actividad turística suele tener por resultado una mayor movilidad económica.

#### Efectos en las actividades artesanales
En algunos casos (Bali, Kuna Yala) el turismo ha servido para regenerar el comercio de las artesanías de forma tradicional, al brindarles una expansión de su mercado y la colocación de productos indígenas en plazas a los que antes no tenían acceso, basado principalmente en la promoción de sus productos.
No obstante también se desarrolla una degradación de la estética a que da lugar la comercialización de baratijas a través de tiendas de curiosidades y souvenirs a menudo de fabricación no indígena, que por su naturaleza misma queda claro que dichos productos ya no son considerados una artesanía, pero que sin embargo generan una competencia desleal para los artesanos.

### Efectos sociopolíticos
El turismo es una actividad económica más, por lo que debe existir un control público en materia de fiscalidad, seguridad, etc.
- Desarrollo turístico: el desarrollo del turismo en gran escala requiere con frecuencia la participación del gobierno central que es el único dotado del poder necesario para mejorar la competitividad a nivel internacional por la popularidad turística para lo que a menudo ha de ofrecer concesiones importantes. Además son los únicos capaces de obtener asignaciones turísticas de los fondos de la ONU o de otros gobiernos.
- Control en materia de legislación: se crean leyes que regulan las actividades turísticas, especialmente en materia de sanidad, fiscalidad, etc.
- Control monetario del capital que entra y sale del país.
- Control sanitario: se controlan las vacunas que se precisan para visitar ciertos países, así como las que se les exigen a ciudadanos procedentes de país de riesgo.
- Medidas de protección del ambiente: actualmente la conciencia económica de los gobiernos ha llevado a una protección continua del medio porque la naturaleza es la materia prima del turismo y si no se cuida afectará negativamente al turismo futuro. Las Administraciones Públicas suelen desarrollar políticas de sostenibilidad que velen por una planificación ordenada que respete la cadena ecológica.

También hay otro tipo de efectos sociopolíticos no relacionados exclusivamente con el control de las administraciones públicas.
- Efectos tecnológicos: aquellas sociedades receptoras de flujos turísticos se benefician en general de todos los avances de la tecnología al ser solicitada por los visitantes.
- Efectos políticos: el turismo puede influir en cierta medida en la política de un país pues su mala imagen internacional puede afectar los flujos turísticos.
- Efectos sociales: la llegada masiva de turistas puede generar rechazos a ciertas culturas o razas.
- Efectos ambientales: el desarrollo turístico ha traído fuertes impactos en el medioambiente como la contaminación de ríos, acústica, estética. Aunque entre los impactos más importantes cabe citar la pérdida de la diversidad biológica y la limitación de recursos naturales sobre los cuales se asienta la actividad turística. Esta sobreexplotación de recursos se ha incrementado en los últimos años a niveles no sostenibles. El turismo no puede funcionar sin los recursos naturales básicos sobre los que se asienta ya que su propia degradación ambiental incide directamente sobre su oferta y puede poner en peligro la misma actividad turística en si. Por todo ello diversos organismos y convenciones (Agenda 21, ONU) en los últimos años han tomado conciencia de la importancia de la conservación del entorno natural para aplicar no solo al sector turístico sino a todos los ámbitos sociales para alcanzar un desarrollo sustentable.

### Efectos en la salud
El ecoturismo es uno de los focos de transmisión de zoonosis como leptospirosis, rickettsiosis, la fiebre hemorrágica vírica y enfermedades relacionadas con  Lyssavirus.
La importancia del turismo en Economía
La industria turística se caracteriza por su complejidad, elementos que la componen, distintos sectores económicos que se ven involucrados en su desarrollo. El turismo sea considerado omo una exportación de una región o nación hacia el lugar de destino (país receptor, lugar de acogida), en el que se genera renta, se favorece la creación de empleo, se aportan divisas que ayudan a equilibrar la balanza de pagos, se aumentan los ingresos públicos y se fomentan la actividad empresarial. La actividad turística genera corrientes de flujos de renta que permiten un aumento del ingreso en los demás sectores de la actividad económica, redistribuyéndose la renta en un círculo cada vez mayor.
La importancia del turismo en Economía
los estudios de turismo que combina diversas técnicas, metodologías y conocimientos, cuyo fin es proteger la seguridad ontológica del turista y mitigar los efectos negativos de diversas amenazas sobre los destinos turísticos. Más allá del aspecto de la seguridad en sí, su deterioro genera además un daño a la imagen del turismo.
La investigación aplicada en seguridad turística se divide en tres disciplinas principales: la percepción del riesgo, el manejo de riesgos y el manejo de desastres. Los diferentes riesgos son evaluados acorde a su naturaleza e impacto dentro de la industria, e incluyen terrorismo, desastres naturales, criminalidad, episodios de violencia local y enfermedades (incluyendo las epidemias).
Los riesgos a los cuales se encuentra sujeta la industria turística pueden dividirse en endógenos, cuando son generados por la interacción del propio sistema turístico, o exógenos, cuando se producen por un tercero ajeno al sistema turístico. Algunos autores los clasifican en externos e internos. Entre los riesgos externos se encuentran el terrorismo, el ataque o pillaje a turistas y los desastres naturales. Los riesgos internos incluyen robos, malas experiencias en el destino, enfermedades y contaminación de alimentos y extravío de equipajes entre otros.
En los últimos años, los estudios en seguridad se han enfocado en el turismo de desastre como un instrumento que ayuda a las comunidades a recuperarse luego de una catástrofe o experiencia traumática. El turismo de desastre permite una rápida recuperación por medio de una inversión económica directa que revierte los efectos negativos sobre la imagen del destino afectado. A diferencia de los estudios asociados a la percepción de riesgo, los cuales se centran en una posición preventiva y precautoria, estos trabajos enfatizan en el poder de resiliencia de la sociedad.
Si bien la literatura especializada en seguridad turística abunda, existe escasez de revistas especializadas y colecciones de libros en el tema.

## Efectos del COVID-19 en el turismo y la hospitalidad
Diversos estudios han apuntado a los efectos negativos del brote de SARS-CoV-2 (COVID-19) en la industria turística. Para contener la diseminación del virus y evitar el contagio, las autoridades han dispuesto de diferentes medidas sanitarias que han afectado directamente al turismo. Estas medidas oscilan entre el cierre de aeropuertos, espacios aéreos y fronteras, hasta la restricción total de la circulación sin mencionar la imposición de cuarentenas sanitarias. Algunos autores han señalado en la oportunidad de repensar el consumo turístico de una manera más  sustentable. Por el contrario, otros exponentes han enfatizado en la posibilidad de pensar al turismo como un objeto metodológico multidisciplinar. Entre los efectos socio-económicos del COVID19 en la industria pueden destacarse la caída económica del sector seguida de una baja sustancial del empleo, la desconfianza u hostilidad hacia turistas de origen asiático, las tensiones geopolíticas e imposiciones de barreras migratorias  como así también nuevas pautas de consumo y de visado asociados al pasaporte sanitario. El COVID19, asimismo, ha despertado un gran interés para algunos viajeros quienes se han predispuesto a viajar a la ciudad de Wuhan, donde se reportaron los primeros casos de la enfermedad.  Por su parte, la pandemia también ha afectado las pautas psicologías de los viajeros multiplicando la posibilidad de sufrir fobias y ansiedades relacionadas a los viajes. Los especialistas sugieren que la industria, la cual ha sido la primera fuente de contagio pero también victima de la pandemia, se recuperará casi por completo a mediados de 2023.

## Turismo y Pobreza
Los efectos del COVID-19 dentro del turismo han sido devastadores. Debido a las crisis económicas, muchos grupos humanos se han empobrecido en las últimas décadas. La fascinación de ciertos nichos de turismo internacional por las ranchadas, favelas o villas de emergencia han sido ampliamente estudiadas. Bianca Freire Medeiros sugiere que el turismo en espacios de degradación y extrema pobreza tienden a "mercantilizar el sufrimiento humano", y por consecuencia a perpetuarlo. Otros autores como Rodanthi Tzanelli advierten que el turismo en zonas de extrema pobreza conlleva una reflexión crítica por parte de los visitantes quienes buscan respuestas en otras culturas para interrogar a sus propias instituciones.